# Le Bono
Pour les articles homonymes, voir Bono.
Le Bono [lə bono] (Bono jusqu'au 31 décembre 2022) est une commune française du département du Morbihan, en région Bretagne.
Elle est située au confluent des rias d'Auray et du Bono, à 4 km au sud de la ville d'Auray et à 15 km de Vannes. La commune, peuplée de quelque 2 500 Bonovistes, s'étend sur 596 ha.
Le Bono a connu autrefois une activité maritime importante avec environ quatre cents marins et plus de cent bateaux.
Le Bono est également un des lieux de la Semaine du Golfe.

## Toponymie

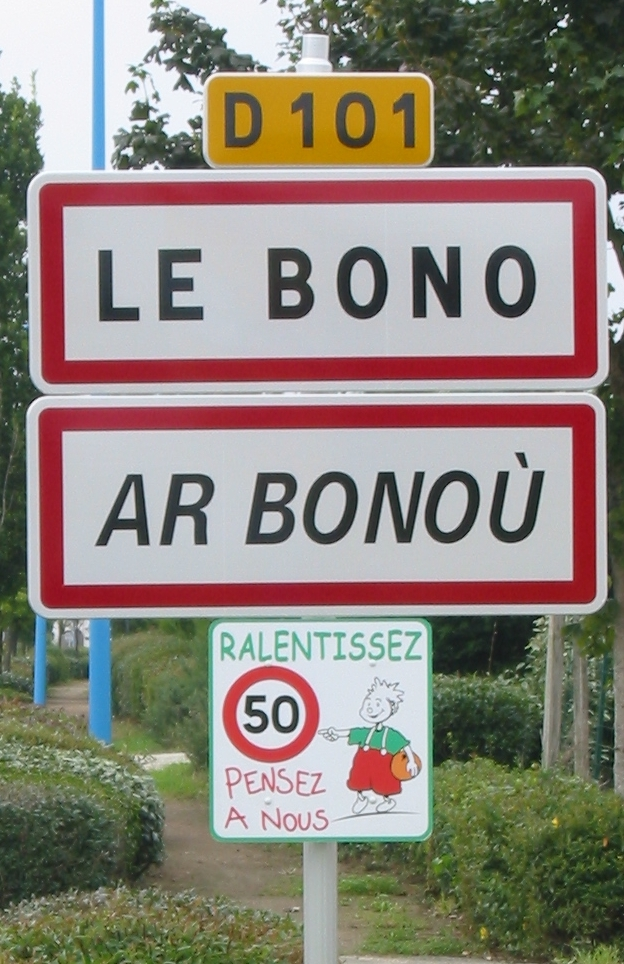
Le panneau d'entrée de la ville.

Bien que le toponyme « Le Bono » figure sur le cadastre napoléonien de la commune de Plougoumelen de 1831,  le nom de la commune, tel que répertorié par le Code officiel géographique de l'Insee, est jusqu'en 2022 « Bono », conformément à l’arrêté préfectoral du 8 septembre 1947 de création de la commune. 
Cette formulation dépourvue d'article est probablement due à une simple erreur de plume lorsque l'arrêté préfectoral a été retranscrit au Journal Officiel. Les textes de lois utilisaient généralement « Bono » bien que la variante « Le Bono » ait pu coexister. La variante avec l’article défini, d'un usage habituel, était celle retenue par le site officiel de la mairie, et était utilisée par différentes institutions et administrations (conseil régional de Bretagne, conseil général du Morbihan, préfecture du Morbihan, Golfe du Morbihan - Vannes agglomération, etc.) ainsi que par les médias (Ouest-France, Le Télégramme, Le Mensuel du Golfe du Morbihan, etc.) et par la signalisation routière bilingue.
Par décret du 12 septembre 2022, le nom de la commune devient Le Bono, officialisant ainsi l'usage de l'article.
Le nom breton de la commune est Ar Bonoù. Bono viendrait du mot breton ar bonn (pluriel bonnoù), « la limite » ou du mot gallo bono, signifiant « marécage »,.

## Géographie
Le Bono fait partie du Parc naturel régional du golfe du Morbihan.
|       | Pluneret |              |
| Crach | du Bono  | Plougoumelen |
|       | Baden    |              |

### Localisation
La commune est située à environ 4 km de la ville d'Auray et à une vingtaine de celle de Vannes, dans la région du Golfe du Morbihan.

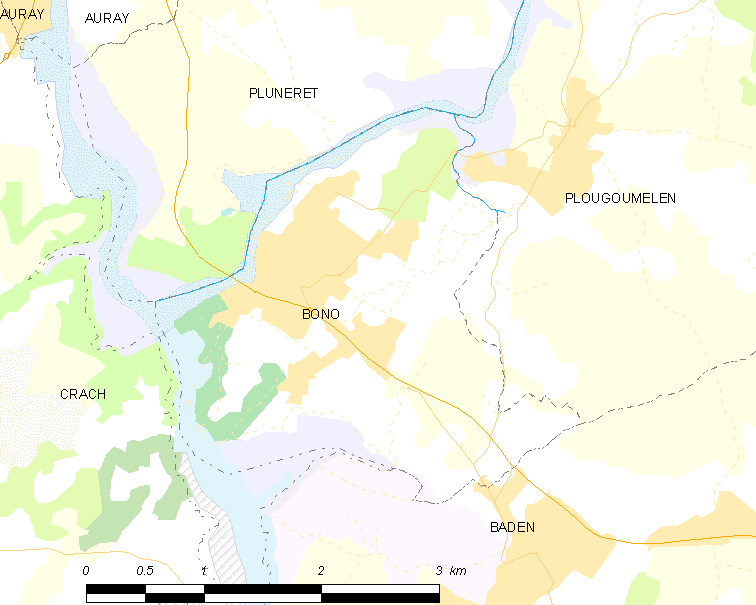
Carte de la commune du Bono et des communes avoisinantes.

### Description
Couvrant une surface de seulement 596 hectares, la commune du Bono est de taille inférieure à la moyenne des communes françaises (1 488 hectares).
Le Bono a une façade littorale allant de l'étang de Kervilio à l'Est, alimenté par le ruisseau éponyme, qui se jette dans la Rivière du Bono (ou Sal) et sert de limite avec l'ancienne commune mère de Plougoumelen, à la baie de Kerdréan, située rive gauche de la Rivière d'Auray, qui forme limite, ainsi que le ruisseau qui s'y jette, avec la commune de Baden. Une anse située peu avant la confluence de ces deux cours d'eau a servi de site au port du Bono ; la pointe d'Er Paluden se situe au niveau de la confluence entre ces deux cours d'eau, qui sont des rias vivant au rythme des marées.

Le littoral du Bono au niveau de la Rivière du Bono
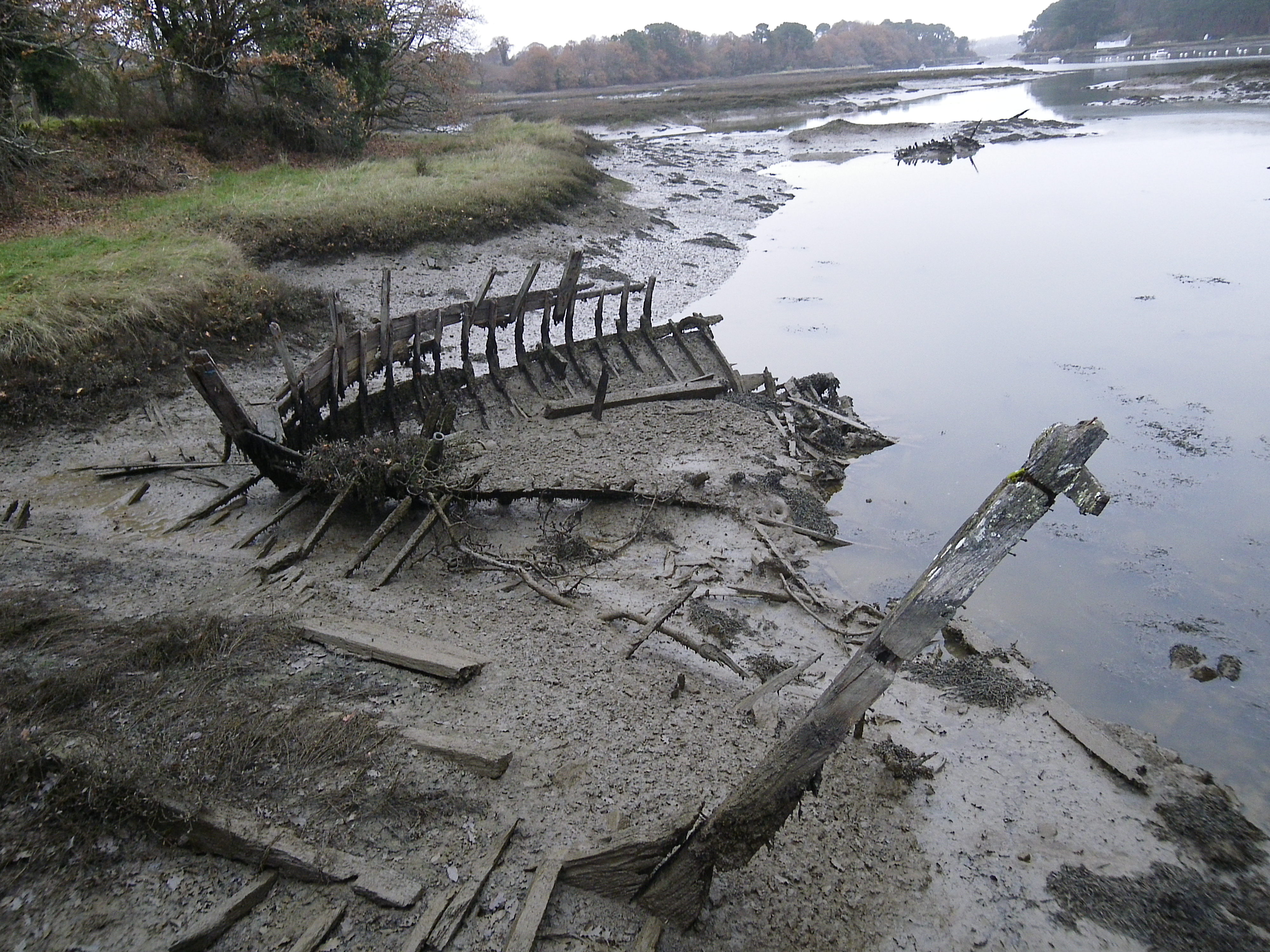
Le cimetière de bateaux de l'anse du Govilo (dit parfois "du Bono", mais en fait rive droite, commune de Pluneret).
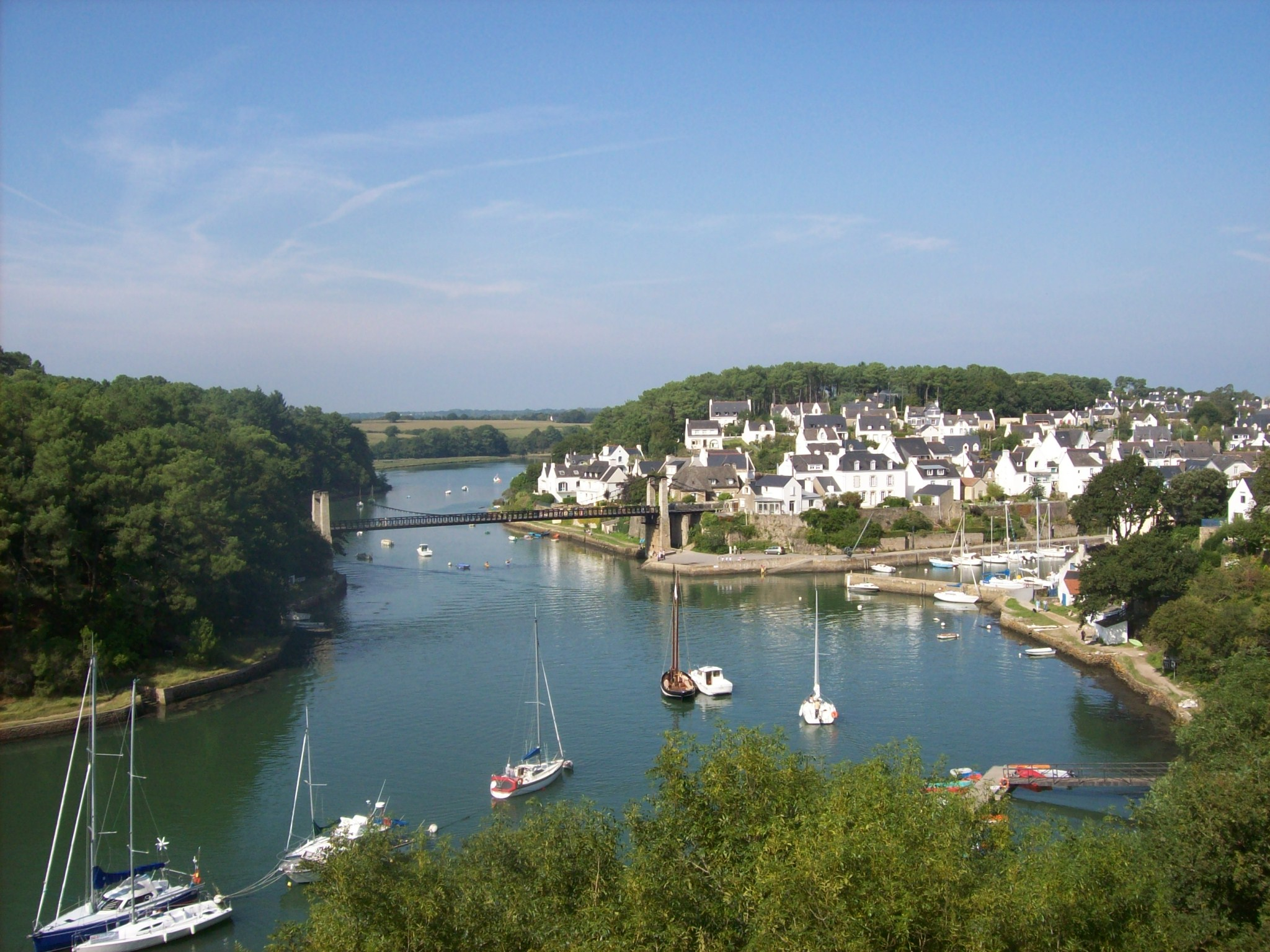
Le Bono et son port vus depuis le pont Joseph Le Brix.
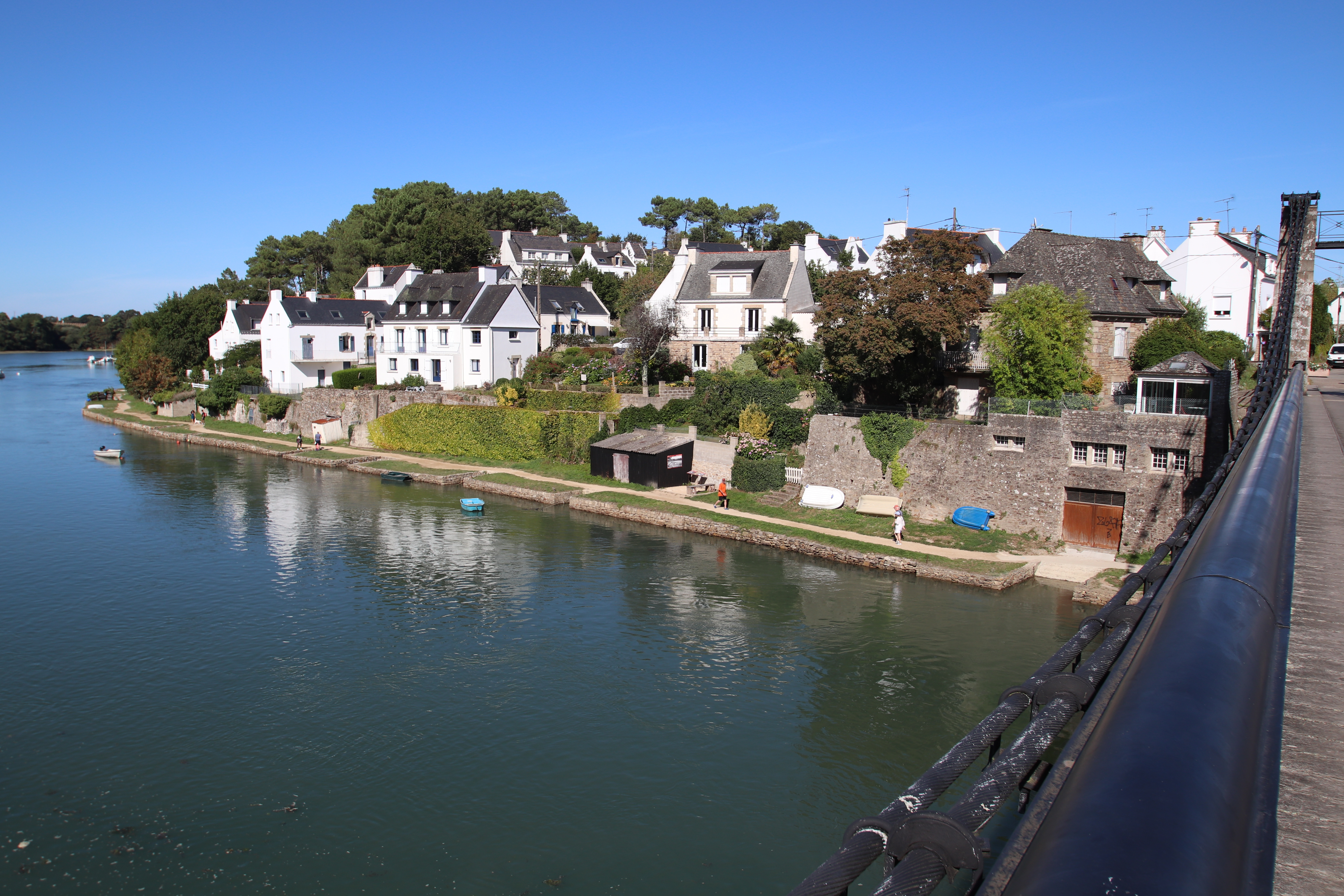
Le Bono vu depuis le vieux pont suspendu.
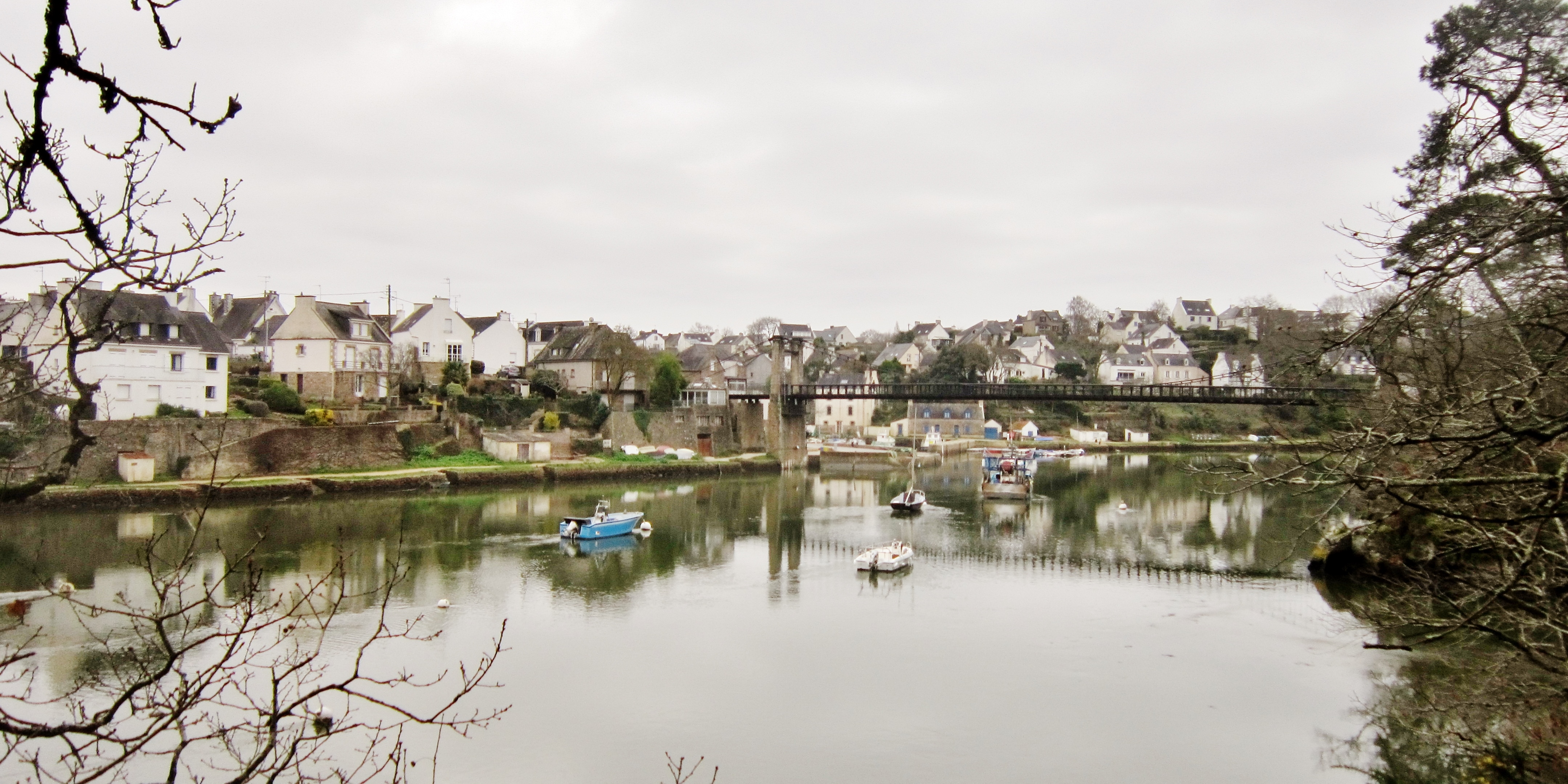
Le Bono vu de la rive droite de la Rivière du Bono, côté Pluneret.

Le littoral du Bono au niveau de la Rivière d'Auray
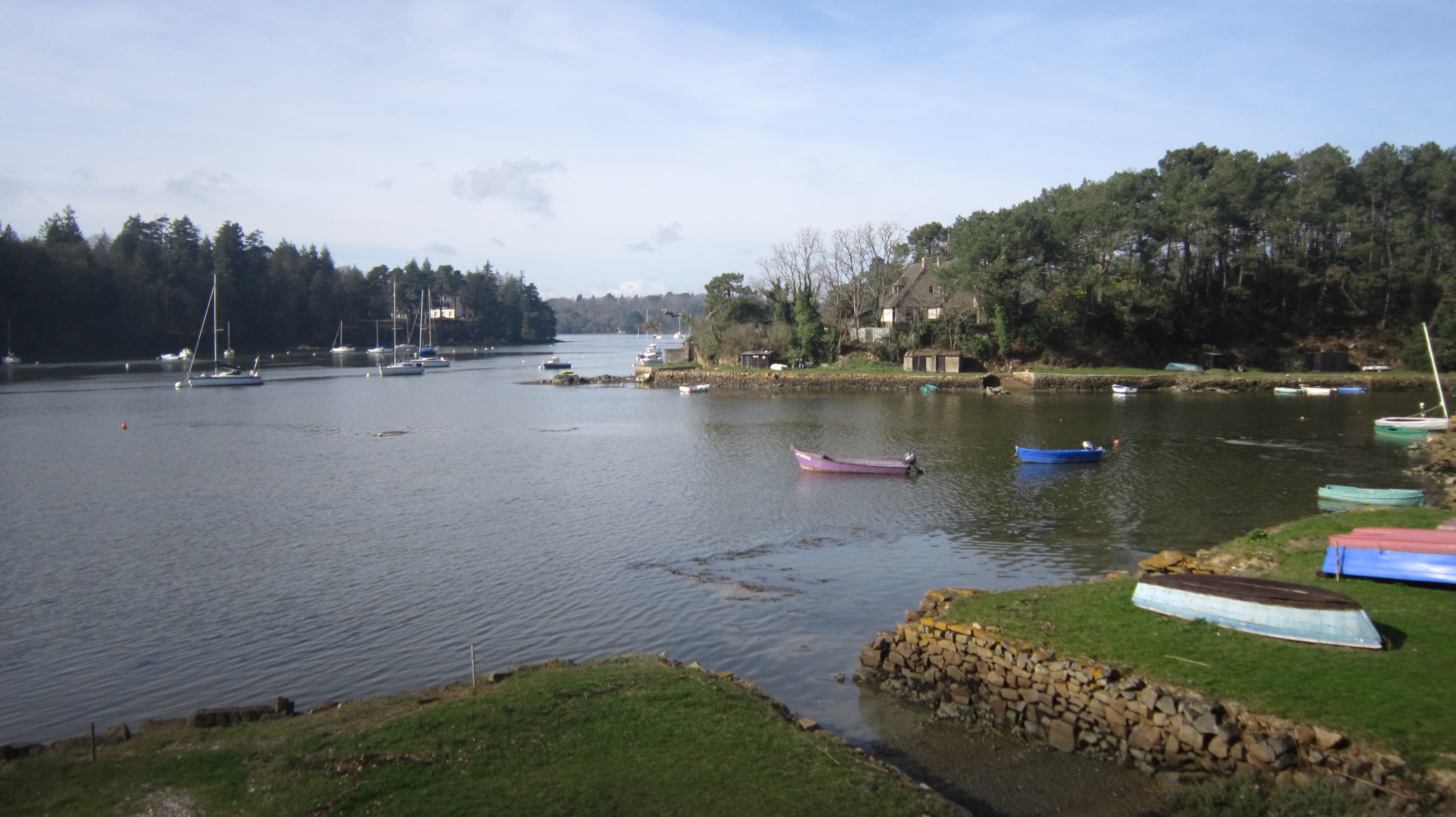
La Rivière d'Auray en direction de l'amont vue depuis les environs de Boursul.
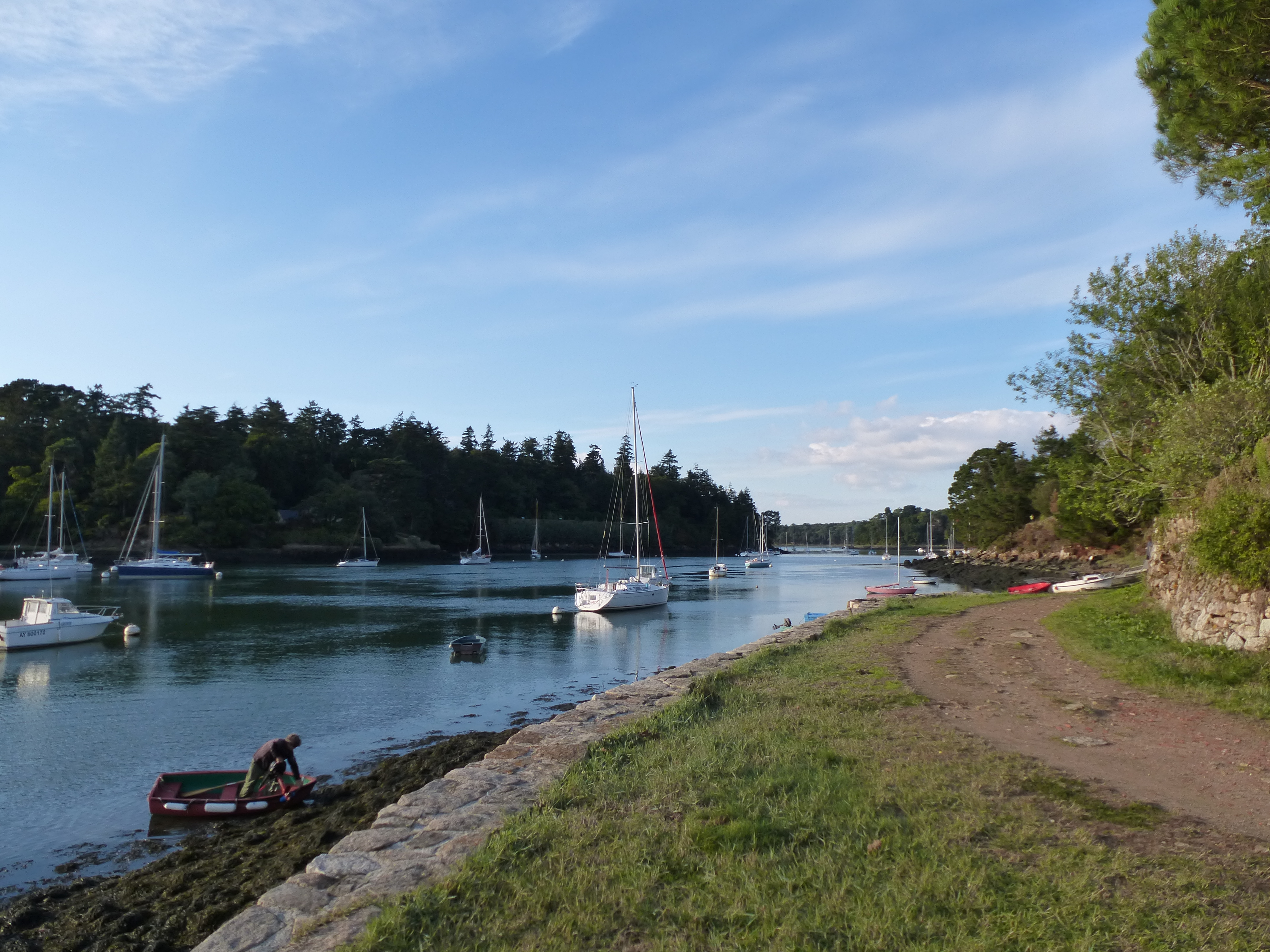
La Rivière d'Auray à marée haute vue depuis le Berly en direction de la pointe d'Er Paluden.
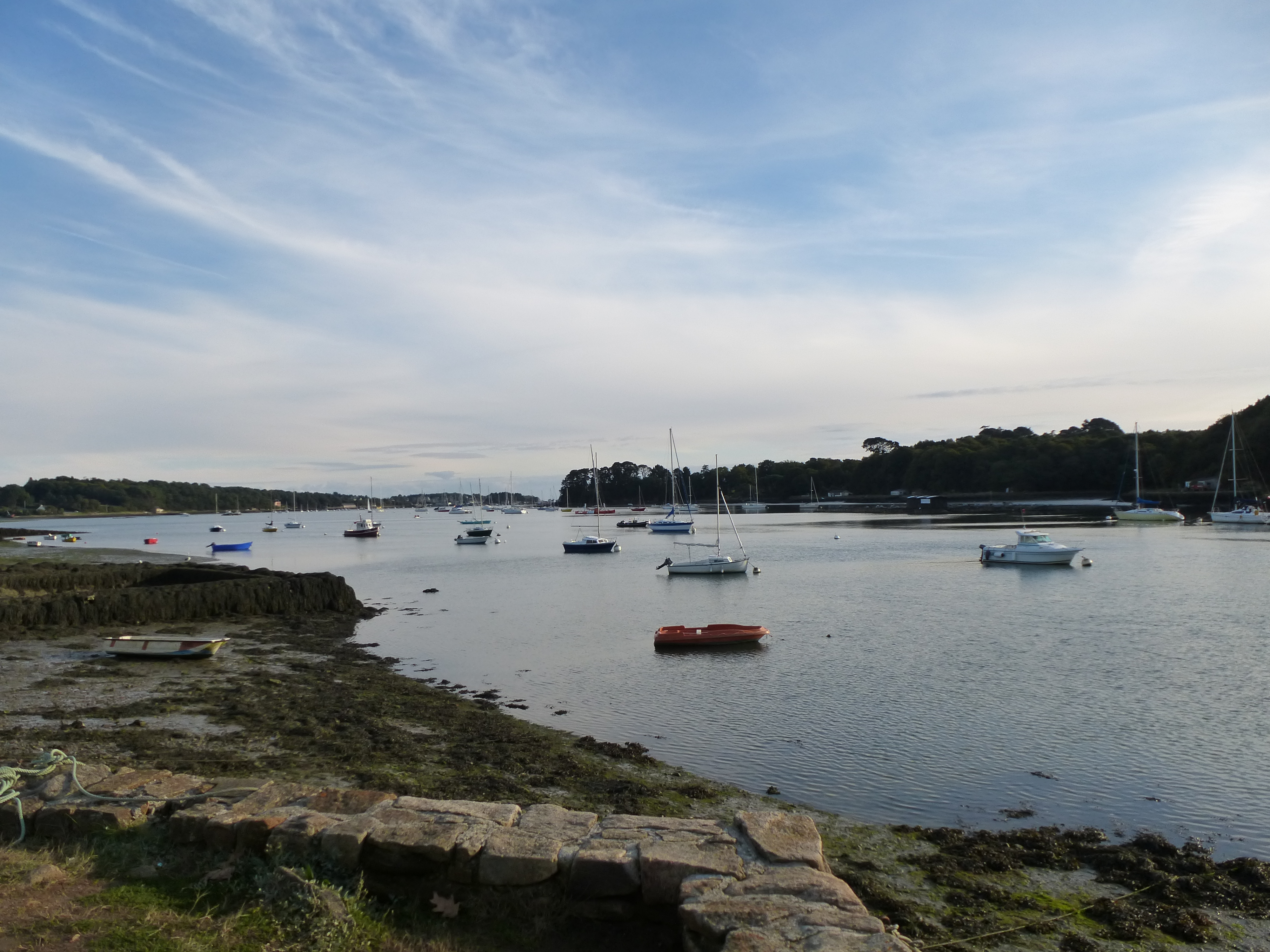
La Rivière d'Auray à marée haute vue depuis le Berly en direction du Sud.
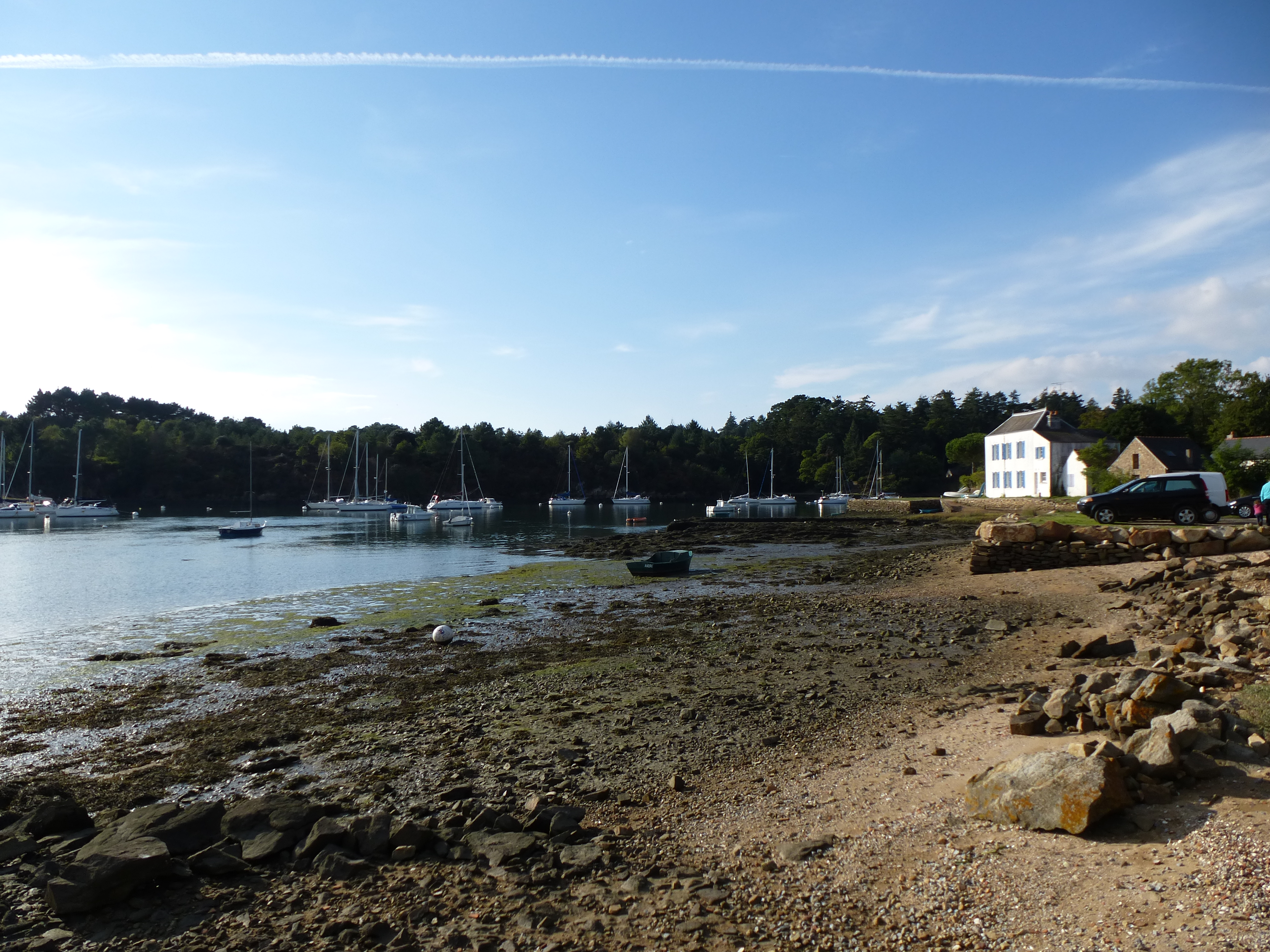
La Rivière d'Auray au Berly (entrée nord de la Baie de Kerdréan) à marée basse et le sentier littoral GR 34.
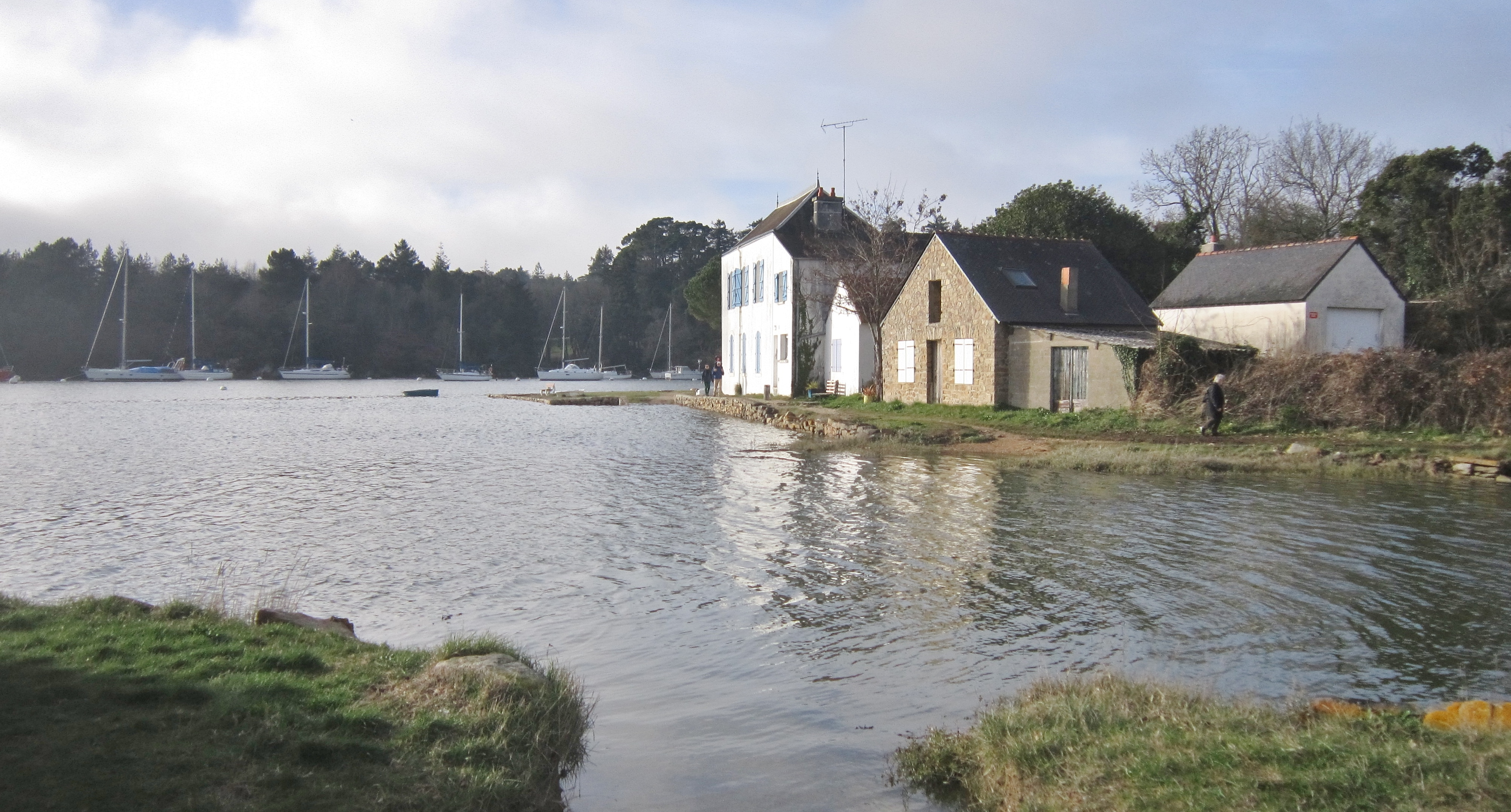
l'anse du Berly (rive gauche de la Rivière d'Auray) à marée haute.
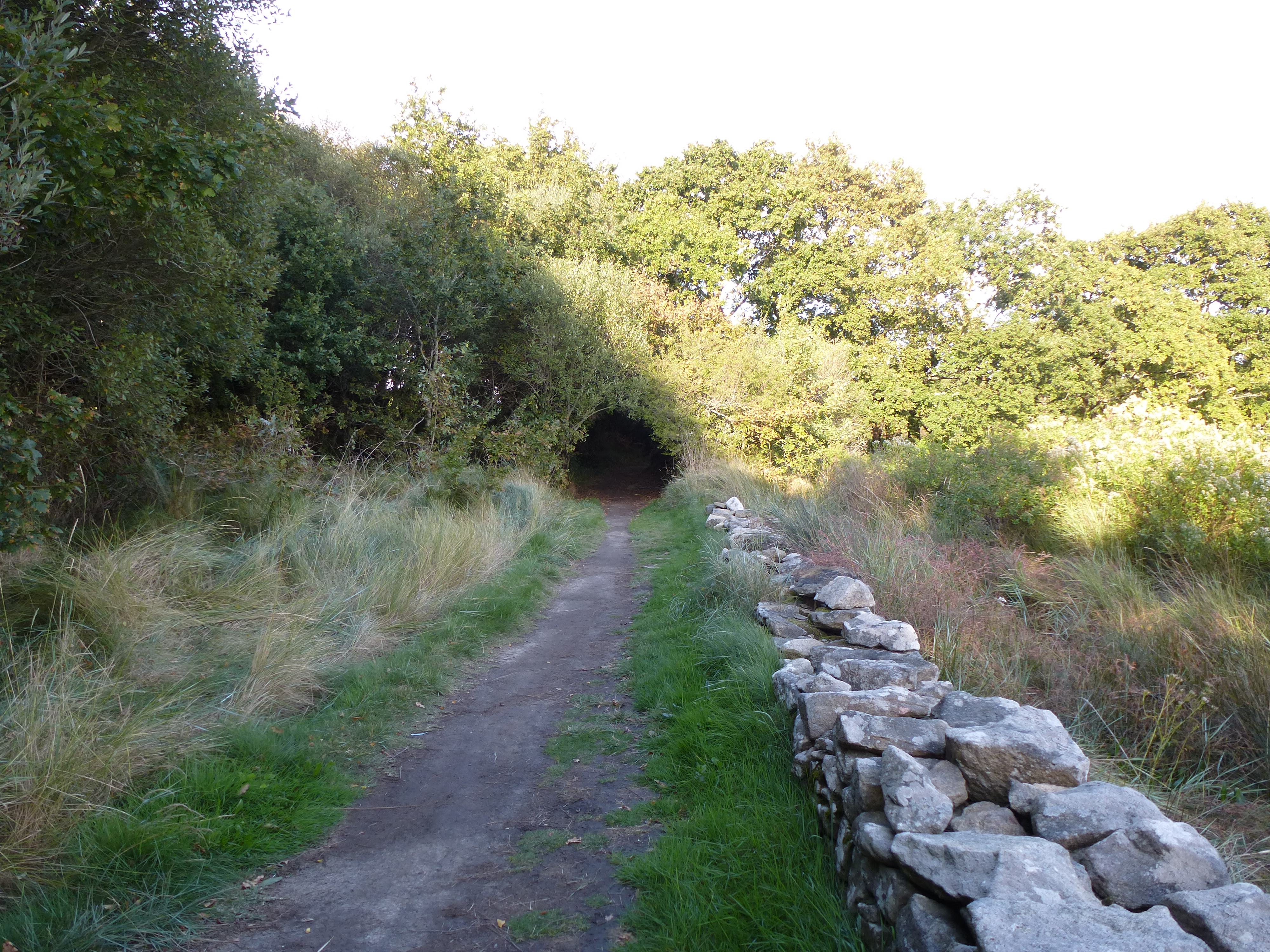
Le GR 34 le long de la rive nord de la Baie de Kerdréan.
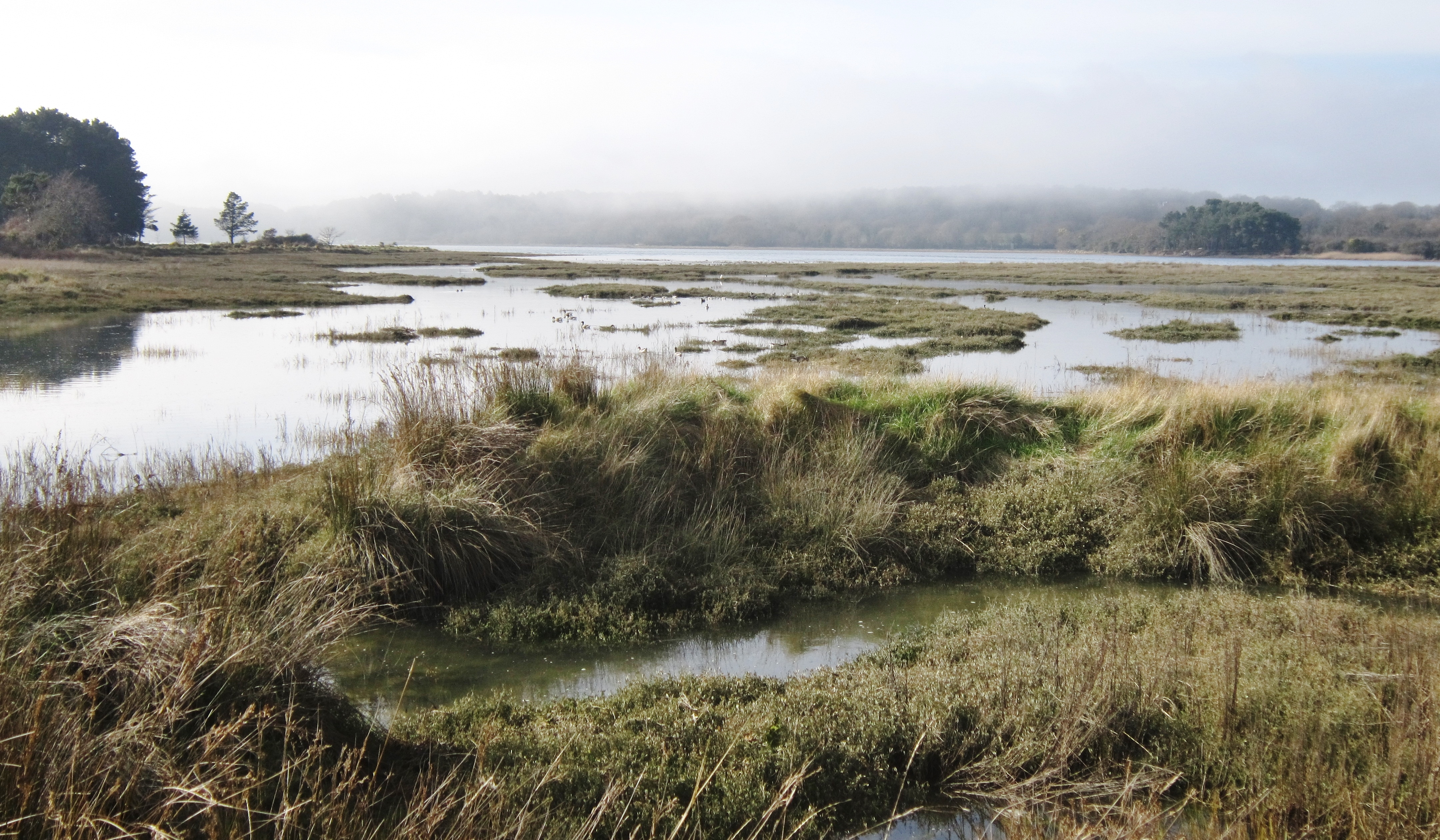
Le marais maritime du fond de la Baie de Kerdréan (limite entre Le Bono et Baden).

La partie rurale de la commune est de superficie restreinte : son altitude maximale est de 42 mètres au lieu-dit "La Montagne" et le relief en est assez bosselé. Le paysage agraire traditionnel le bocage, avec un habitat dispersé formé traditionnellement d'écarts constitués de hameaux (villages) et fermes isolées, mais est grignoté par l'extension urbaine du bourg, devenu une ville. Le littoral, en dehors de la ville, est préservé de l'urbanisation : il est en pente assez forte côté Rivière du Bono, notamment du côté de Roc'h Vilen, ou encore au niveau de la pointe d'Er Paluden (avec des dénivelés d'environ 25 mètres), beaucoup plus bas et donc peu pentu le long de la rive nord de la Baie de Kerdréan.
Le Bono est desservi par la route départementale 101 qui vient d'Auray, traverse la Rivière du Bono grâce au pont Joseph le Brix et poursuit son tracé en direction de Baden.

### Géologie et relief

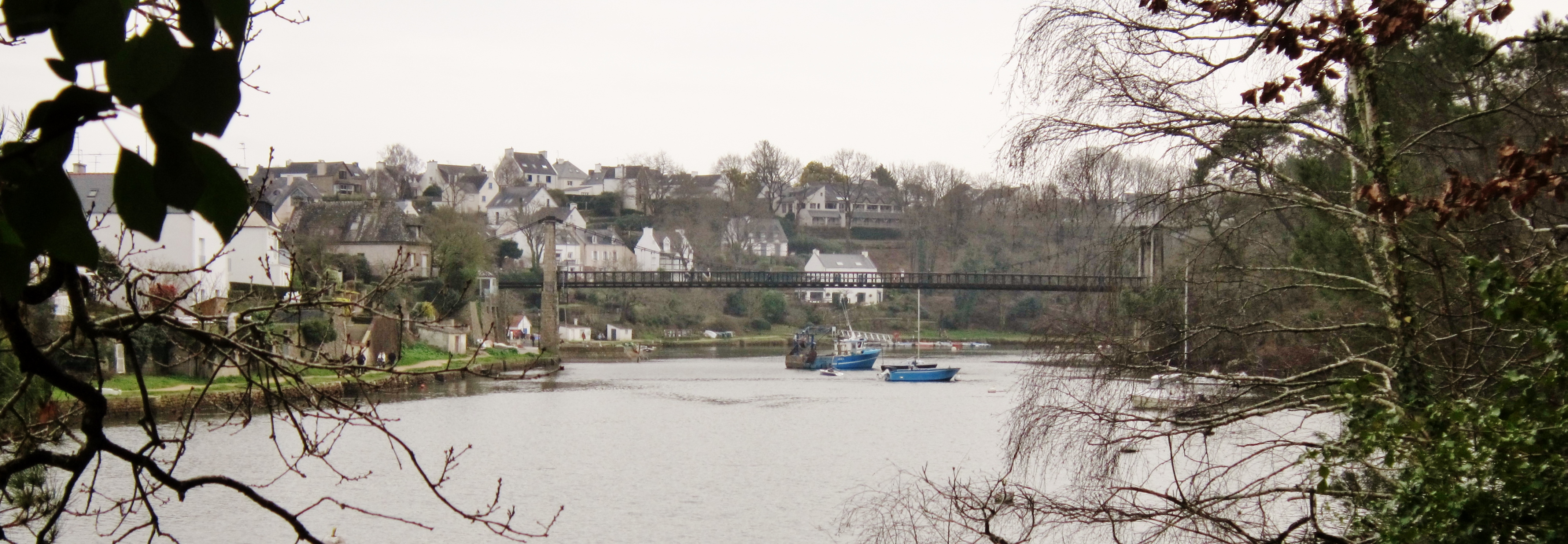
Le Bono et le vieux pont suspendu vus depuis la rive droite de la Rivière du Bono côté Pluneret.

Le village du Bono, niché en rive gauche du Sal, à proximité de sa confluence avec la Rivière d'Auray ; le port, cité pour la première fois en 1728 par François Le Masson du Parc, s'est développé initialement autour d’un havre naturel, offrant des possibilités d’amarrer les bateaux et de les mettre à l’abri des vents dominants, bordé d’une chaine de roches dures, et constituant donc un bon site d'abri pour les marins.

### Hydrographie
Pour un article plus général, voir Réseau hydrographique du Morbihan.
La commune est située dans le bassin Loire-Bretagne. Elle est drainée par le Sal, le Lan et divers autres petits cours d'eau,.
Le Sal, d'une longueur de 24 km, prend sa source dans la commune de Grand-Champ et se jette  dans l'Auray entre Pluneret et Le Bono, après avoir traversé six communes. 

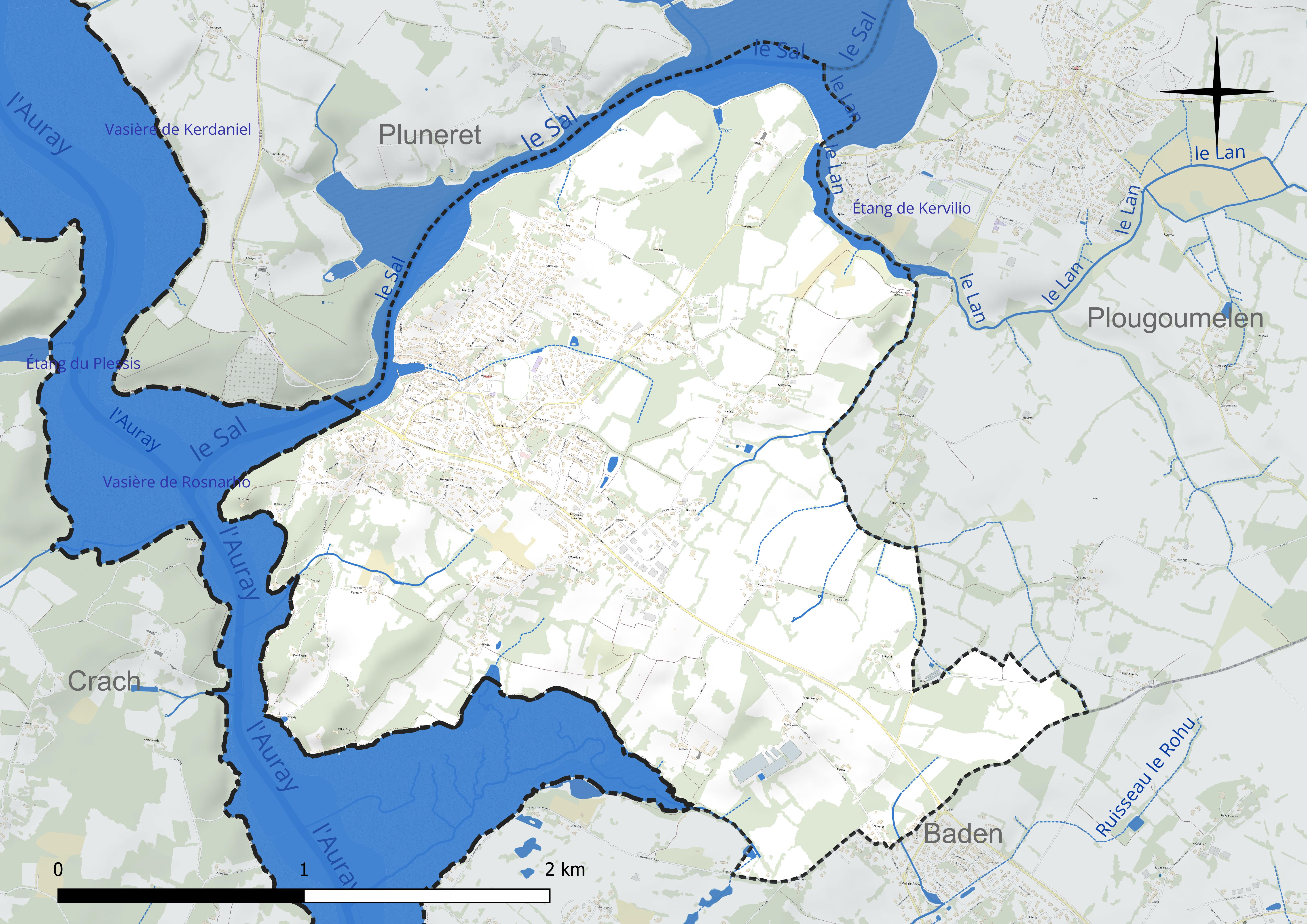
Réseau hydrographique de Le Bono.

Un plan d'eau complète le réseau hydrographique : l'étang de Kervilio, d'une superficie totale de 5,1 ha (2,95 ha sur la commune),.

### Climat
Pour des articles plus généraux, voir Climat de la Bretagne et Climat du Morbihan.
En 2010, le climat de la commune est de type climat océanique franc, selon une étude du CNRS s'appuyant sur une série de données couvrant la période 1971-2000. En 2020, Météo-France publie une typologie des climats de la France métropolitaine dans laquelle la commune est exposée à un climat océanique et est dans la région climatique  Bretagne orientale et méridionale, Pays nantais, Vendée, caractérisée par une faible pluviométrie en été et une bonne insolation. Parallèlement l'observatoire de l'environnement en Bretagne publie en 2020 un zonage climatique de la région Bretagne, s'appuyant sur des données de Météo-France de 2009. La commune est, selon ce zonage, dans la zone « Littoral doux », exposée à un climat venté avec des étés cléments.
Pour la période 1971-2000, la température annuelle moyenne est de 12 °C, avec une amplitude thermique annuelle de 11,7 °C. Le cumul annuel moyen de précipitations est de 887 mm, avec 13,2 jours de précipitations en janvier et 6,8 jours en juillet. Pour la période 1991-2020, la température moyenne annuelle observée sur la station météorologique la plus proche, située sur la commune d'Auray à 4 km à vol d'oiseau, est de 12,6 °C et le cumul annuel moyen de précipitations est de 969,3 mm,. Pour l'avenir, les paramètres climatiques de la commune estimés pour 2050 selon différents scénarios d’émission de gaz à effet de serre sont consultables sur un site dédié publié par Météo-France en novembre 2022.

### Voies de communication et transports
Auray Voyages assure la Ligne 6 BREIZHGO : Auray - Plougoumelen - Le Bono - Baden - Larmor Baden - Port Blanc (Ile aux Moines). Tarif unitaire : 2 €
Ligne 21 KICEO : Plougoumelen - Le Bono - Baden - Vannes. Tarif unitaire : 1,50 €

## Urbanisme

### Typologie
Au 1er janvier 2024, Le Bono est catégorisée bourg rural, selon la nouvelle grille communale de densité à sept niveaux définie par l'Insee en 2022.
Elle appartient à l'unité urbaine de Le Bono, une unité urbaine monocommunale constituant une ville isolée,. Par ailleurs la commune fait partie de l'aire d'attraction de Vannes, dont elle est une commune de la couronne,. Cette aire, qui regroupe 47 communes, est catégorisée dans les aires de 50 000 à moins de 200 000 habitants,.
La commune, bordée par l'océan Atlantique, est également une commune littorale au sens de la loi du 3 janvier 1986, dite loi littoral. Des dispositions spécifiques d’urbanisme s’y appliquent dès lors afin de préserver les espaces naturels, les sites, les paysages et l’équilibre écologique du littoral, tel le principe d'inconstructibilité, en dehors des espaces urbanisés, sur la bande littorale des 100 mètres, ou plus si le plan local d’urbanisme le prévoit.

### Occupation des sols

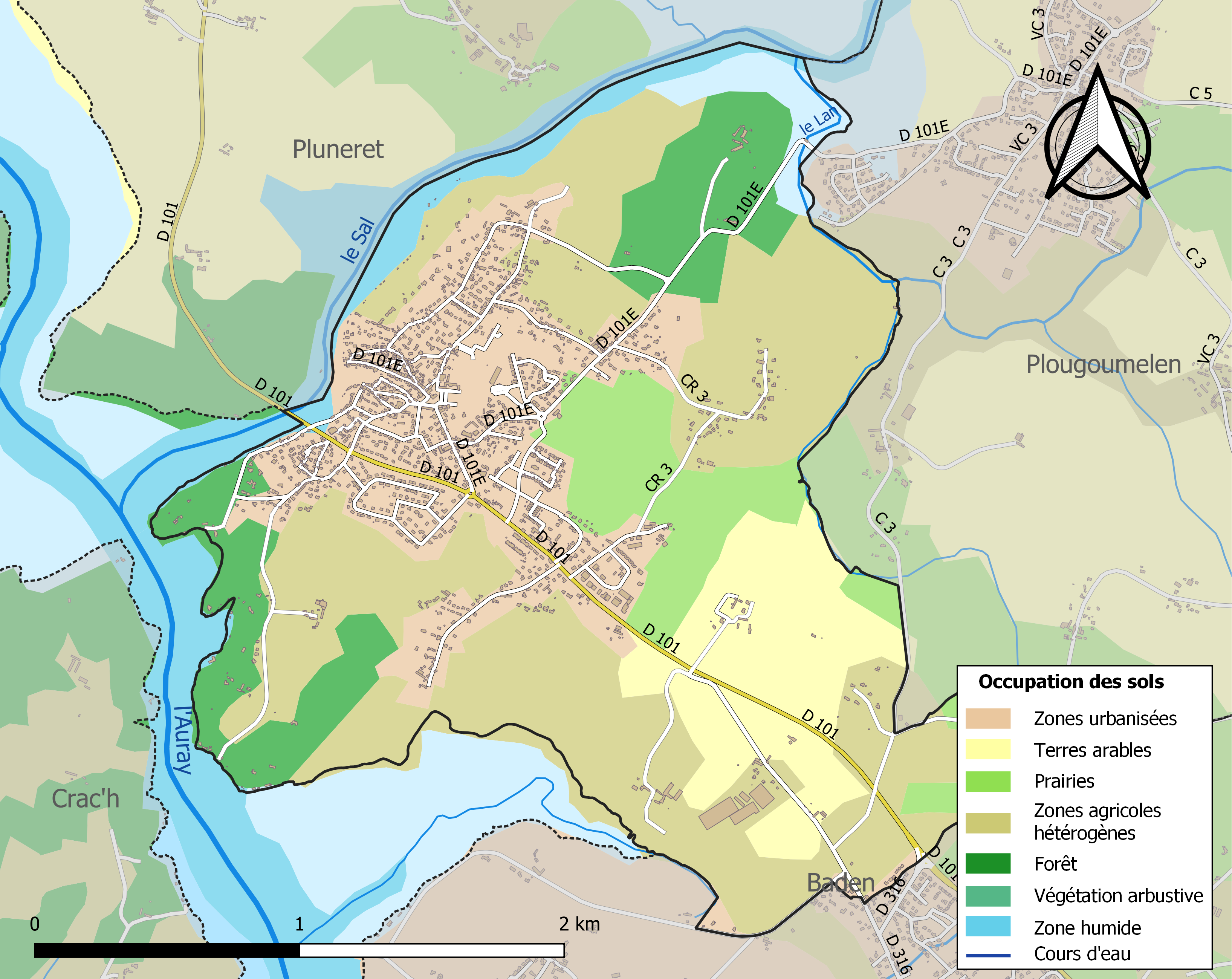
Carte des infrastructures et de l'occupation des sols de la commune en 2018 (CLC).

L'occupation des sols de la commune, telle qu'elle ressort de la base de données européenne d’occupation biophysique des sols Corine Land Cover (CLC), est marquée par l'importance des territoires agricoles (59,9 % en 2018), en diminution par rapport à 1990 (69,4 %). La répartition détaillée en 2018 est la suivante :
zones agricoles hétérogènes (38,6 %), zones urbanisées (22,1 %), forêts (11,6 %), terres arables (11,3 %), prairies (10 %), eaux maritimes (4,3 %), zones humides côtières (1,9 %), espaces verts artificialisés, non agricoles (0,2 %).
L'IGN met par ailleurs à disposition un outil en ligne permettant de comparer l’évolution dans le temps de l’occupation des sols de la commune (ou de territoires à des échelles différentes). Plusieurs époques sont accessibles sous forme de cartes ou photos aériennes : la carte de Cassini (XVIIIe siècle), la carte d'état-major (1820-1866) et la période actuelle (1950 à aujourd'hui).

## Histoire

### Préhistoire
Le tumulus de Kernours date du Néolithique (daté vers 3 000 ans av. J.-C.) ; il est entouré de tombelles de l'âge du fer (750 ans av. J.-C.).
A. Marteville et P. Varin évoquent en 1853 « le Rocher, ou plutôt Men-Druec, jolie maison de campagne bâtie dans une admirable position, sur le point culminant d'une petite presqu'île, au confluent des deux rivières de la Sal et du Loc'h. Pour la construire, on a été obligé de détruire plusieurs menhirs et le beau dolmen de Men Druec (la pierre druidique), qui a donné son nom à ce promontoire. Dans une lande qui l'avoisine s'élève le petit barrow de Men-Druec ».
En 1865 l'acquéreur d'une lande au lieu-dit Le Rocher écrit au Journal des débats politiques et littéraires pour indiquer les trouvailles archéologiques qu'il y a faites, notamment quatre réduits formés par des amoncellement de pierres ayant suvi l'action du feu et contenenat divers objets en bronze, dont une vingtaine de bracelets, puis une tretaine d'autres découverts un peu plus tard.
En 1929 dix sépultures datant du premier Âge du fer (civilisation de Hallstatt) furent mises au jour au Rocher par le conservateur du musée de Carnac qui y découvrit des bracelets en fer, en bronze et en lignite (plusieurs étant ornés de dessins géométriques), une lance à douille en fer, un collier de perles de verre, des poteries, etc..
En 2013, une fouille préventive menée par l’Inrap, sous la direction de Laurent JUHEL, a pu mettre en évidence la présence à l’emplacement de la ZAC Mané Mourin de vestiges archéologiques du Néolithique et de l’âge du Bronze.
Les structures archéologiques remarquables mises au jour par les archéologues sont des "fours à pierres chauffées" pour le Néolithique et une petite nécropole de l’âge du Bronze ancien, constituée d’une dizaine de tombes sur près de 300 m2. L’une d’entre elles a livré un petit vase.
L’emprise de cette fouille archéologique se situe directement à l’est de l’enclos paroissial, de part et d’autre de la rue Édouard Herriot.

### Antiquité
Une voie romaine venant de Vannes aboutissait près du Bono, permettant de rejoindre le pont romain de la pointe de Kerisper (en Pluneret) et compléter ainsi la communication entre Vannes et Locmariaquer. Selon A. Marteville et P. Varin, cette voie romaine traverse la partie sud de la commune de Plougoumelen : venant de Vannes par la route d'Auray, traversant le bourg de Baden, elle entre par le sud dans la commune de Plougoumelen, passant par les villages de Kerléan, Mané-Guen, du Mané (ou de la Montagne), de Kerbihan, pour aboutir au hameau du Bono. « Pour joindre le pont romain de la pointe de Kerisper, et compléter ainsi la communication entre Vannes et Locmariaquer, on suppose qu'un pont romain, aujourd'hui détruit, devait exister au hameau du Bono et traverser la Sal ». Ces mêmes auteurs indiquent qu'à l'endroit où ce pont romain disparu devait exister on a construit en 1840 le pont suspendu.
En fait, selon Gustave de Closmadeuc, la voie romaine traversait l'Hérius (nom que portait alors la Rivière d'Auray) grâce à un pont, situé entre Kerentrech (le "village sur le passage" en breton) et Kerdrech ("village du passage" en breton), en aval du pont-aqueduc, dit « pont de César » (appelé à tort par le passé « pont des Espagnols »), situé entre les pointes de Kerisper et de Rosnarho (cette dernière en Crach) ; plusieurs poutres encore subsistantes de ce pont en bois furent retirées de la Rivière d'Auray en 1755.

### Temps modernes

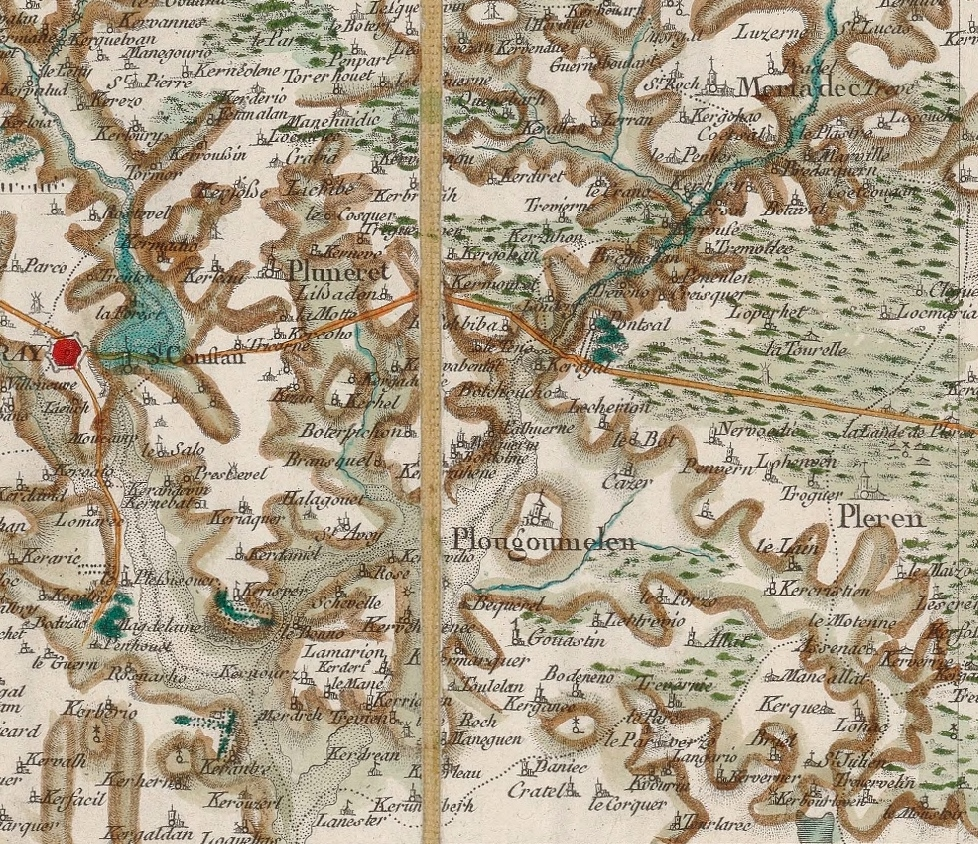
Carte de Cassini (paroisses de Plougoumelen (incluant Le Bono) et Pluneret).

Ancienne propriété des moines de Saint-Gildas-de-Rhuys, le domaine du Bono fut vendu avec « maison, édifice et terre de passage d'eau » au chevalier Pierre de Montigny, seigneur de Kerisper le 19 mars 1669. Les droits du passage d'eau permettant de franchir la Rivière du Bono, qui était aussi la propriété de ces moines, fut également vendu à Pierre de Montigny ; la famille de celui-ci en resta propriétaire jusqu'à la construction du premier pont.
Le manoir de Kerderian [Kerdréan] appartenait à Éon de Coët-Consout.

### LeXIXesiècle
En mai 1802 des officiers chouans de la légion d'Auray (commandée alors par Vincent Hervé, dit "La Joie", de Plougoumelen ; Marc Le Guénégal, qui habitait le manoir de Kerdréan, en était membre) embarquèrent clandestinement, certains à partir de Kerderf (Kerdrec'h), alors en Plougoumelen (désormais en Le Bono), dans la Rivière d'Auray à destination des Îles anglo-normandes.

#### Les anciens ponts suspendus

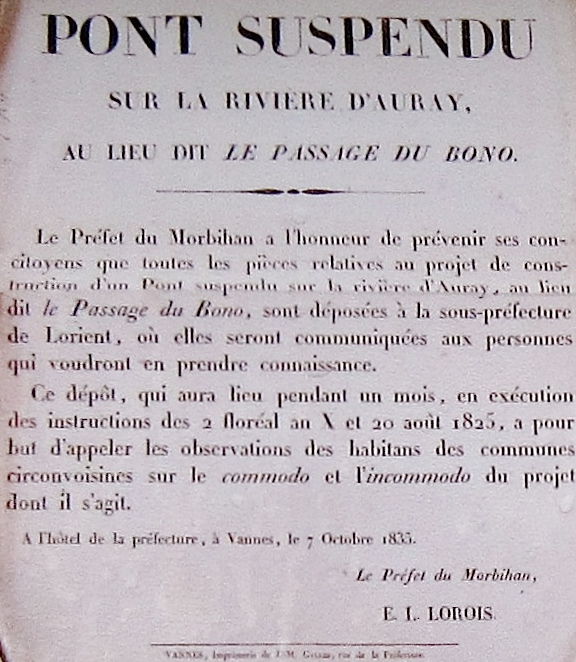
Annonce du projet de construction d'un pont suspendu au Bono en 1835 par le préfet du Morbihan.

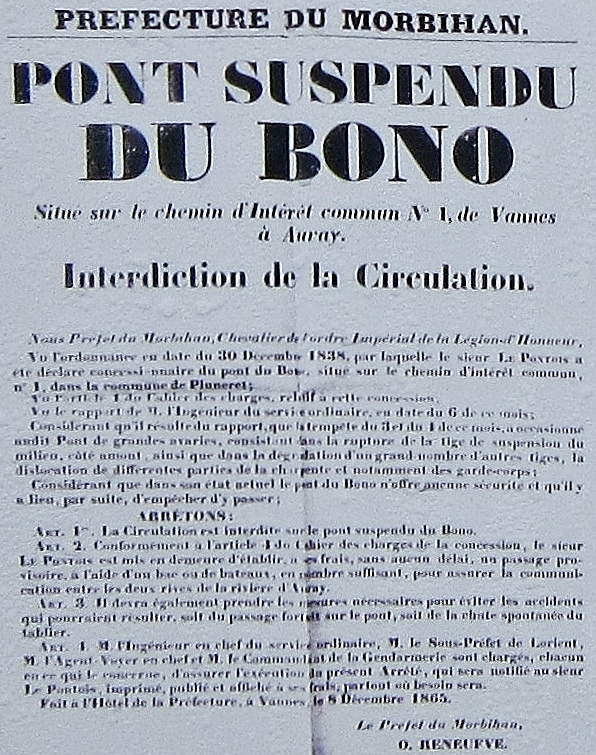
Arrêté du Préfet du Morbihan datant de 1865 interdisant la circulation sur le pont suspendu du Bono en raison des dégâts subis par l'ouvrage (Archives départementales du Morbihan).

Le 25 août 1835, la construction d'un pont, dit "Pont Marie", est décidée au cours du conseil municipal d'Auray. D'une valeur de 22 000 francs, ce pont suspendu bénéficie d'une subvention royale de Louis-Philippe Ier de 10 000 francs. La technologie des ponts suspendus étant encore balbutiante, ce pont, dont la construction est approuvée par ordonnance royale du 22 mai 1837, est construit par le sieur Le Pontois moyennant la concession d'un péage pendant 98 ans ; il est achevé en 1840 et il subira de nombreuses périodes de fermetures pour réparations diverses (il fut fermé entre 1865 et 1867 en raison des dégâts provoqués par une violente tempête). Ce pont permettait aux habitants de Plougoumelen de se rendre à Auray sans prendre le chaland : par exemple au début du XIXe siècle Pierre Le Mouroux, passeur, disposait d'un bac de 6,20 mètres sur 2,80 mètres muni de deux avions et de deux perches pour assurer le passage, ainsi que d'un canot de 4,45 mètres muni de deux avirons pour assurer les passages ; la maison du passeur datant de 1665 existe toujours ainsi que des vestiges de la cale d'embarquement.
Ce pont avait les caractéristiques suivantes : « le développement des chaînes de suspension, à partir des puits d'amarrage, est de 112 mètres ; la longueur du tablier entre les piles est de 66 mètres ; la largeur de la voie est de 4 mètres 40 centimètres, savoir 1 mètre 10 centimètres pour chaque trottoir, et 2 mètres 20 centimètres pour le passage des voitures ; hauteur au-dessus des plus hautes mers de vives eaux : 9 mètres. Ce pont a été établi moyennant une subvention de 10 000 francs, fournie par l'État, et un péage de quatre-vingt-dix-huit ans, qui a commencé à courir le 1er janvier 1840 ».
Ce pont était en 1869 dans un tel état de délabrement que son franchissement n'était alors autorisé que par 5 piétons à la fois ; il fut remplacé en 1871 par un nouveau pont suspendu qui fut aussi à péage jusqu'au 1er janvier 1879.

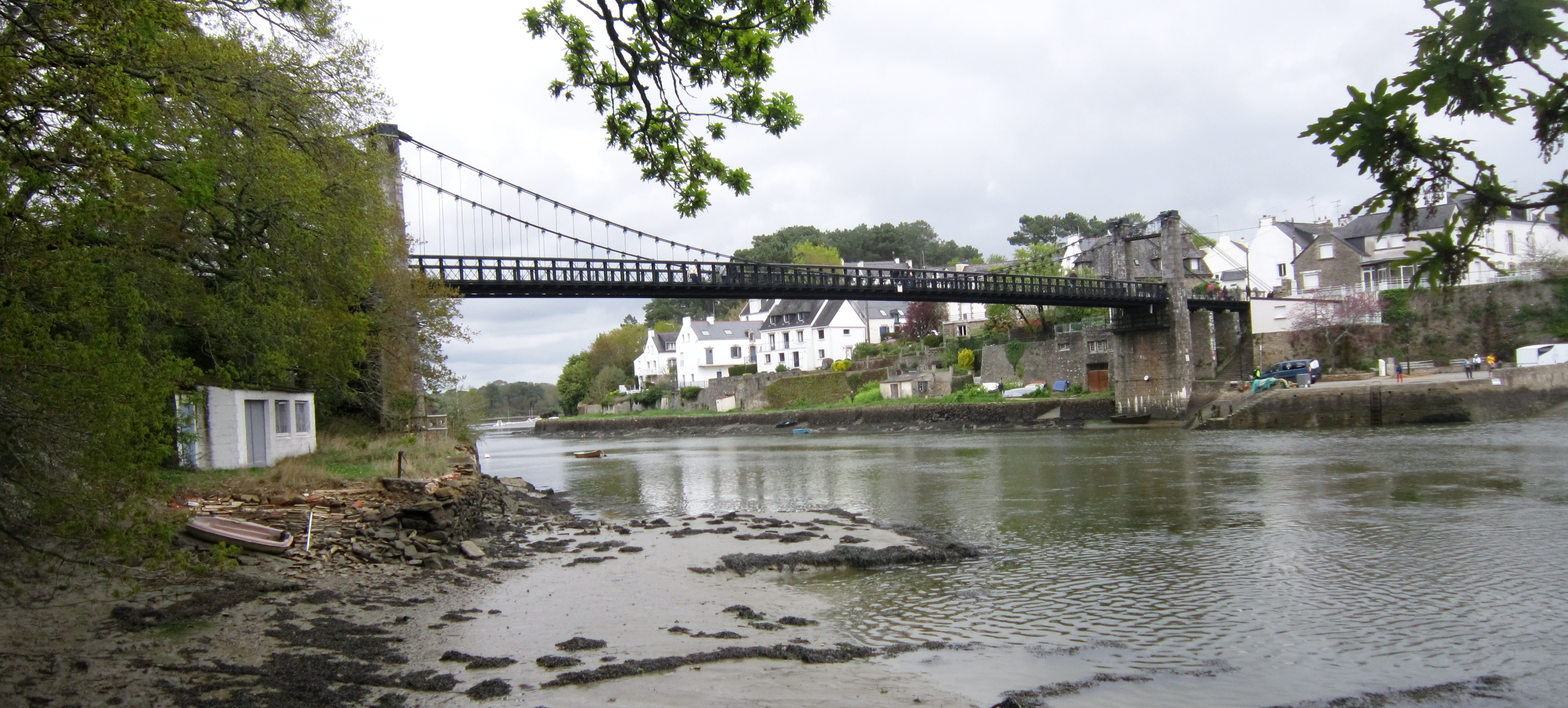
Le pont suspendu du Bono construit en 1871 vu depuis le GR 34 menenant à la Pointe de Kerisper.

#### Le hameau de Bono auXIXesiècle

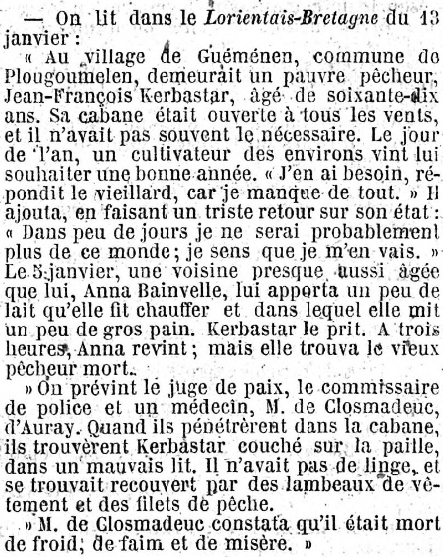
La misère d'un pêcheur du village de Guéménez (Gumenen) en 1858 (Journal des débats politiques et littéraires).

Selon le cadastre de 1831 Le Bono était alors un hameau formé de seulement 19 constructions (constituées de quelques bâtiments de fermes et de pauvres maisons de pêcheurs, ou « pen-ti »). Entre 1841 et 1901, la population du Bono quintuple en raison de l'essor de la pêche et de l'ostréiculture, et des emplois indirects suscités par ces activités (charpentiers de marine, voiliers, forgerons, cabaretiers, etc..) jusqu'à représenter le tiers de la population communale de Plougoumelen.
Le hameau du Bono est ainsi décrit par A. Marteville et P. Varin en 1853 :

« Les hommes sont cultivateurs ou pêcheurs. Le village du Bono est le port de la commune. Les barques de pêche, nommées forbans, au nombre de vingt, y sont construites suivant un gabarit particulier et qui ne se rencontre que dans cette localité. Elles ne peuvent virer de bord que loff pour loff, et ne ressemblent aux autres bateaux pêcheurs que pour la voilure qui se compose d'une petite misaineet d'une grande voile quadrangulaire amurant sur le côté. Elles sont d'une marche supérieure, mais difficiles à conduire. »

Une jetée est enfin construite en 1880, réclamée depuis longtemps par les pêcheurs ; mais des quais ne furent aménagés que pendant la Première Guerre mondiale.
La construction d'une école publique mixte au Bono est décidée en 1882. Elle ouvre en 1887. D'une capacité insuffisante dès l'ouverture, il faut attendre 1902, après plusieurs refus, pour que la construction d'un nouveau bâtiment soit votée, l'ouverture de la nouvelle école ayant lieu en 1905.

### LeXXesiècle

#### Un port de pêcheurs

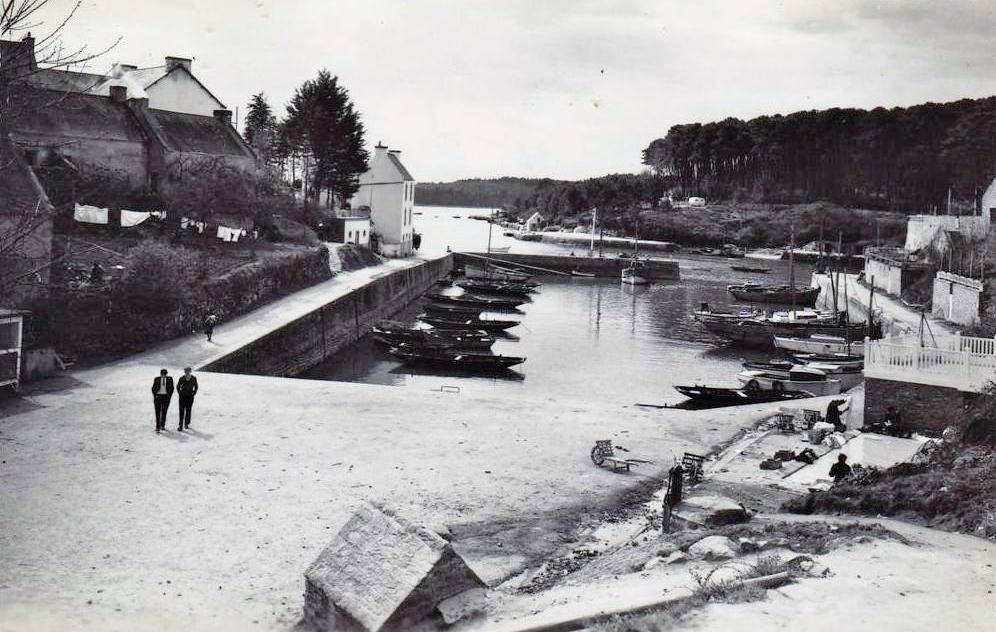
Le port du Bono au début du XXe siècle.

Cet ancien village de pêcheurs abrite un petit port connu pour ses bateaux appelés « forbans ». Le Bono est ainsi décrit au début du XXe siècle :

« Il faut accomplir en bateau cette promenade de Larmor [Larmor-Baden] à Auray et remonter cet estuaire romantique, bisé de chênes et de sapins aux noires silhouettes, campées comme des vigies sur de petits caps rocheux. Il faut voir, au fond de sa baie, le port du Bono, multicolore, vibrant tout animé de voilures orange et bleu de roi. Son village blanc, aux toitures violettes, escalade un coteau. À l'orée de la baie du Bono la rivière d'Auray s'élargit en cirque d'eau dont les gradins sont composés de verdures splendides. C'est un émerveillement. »

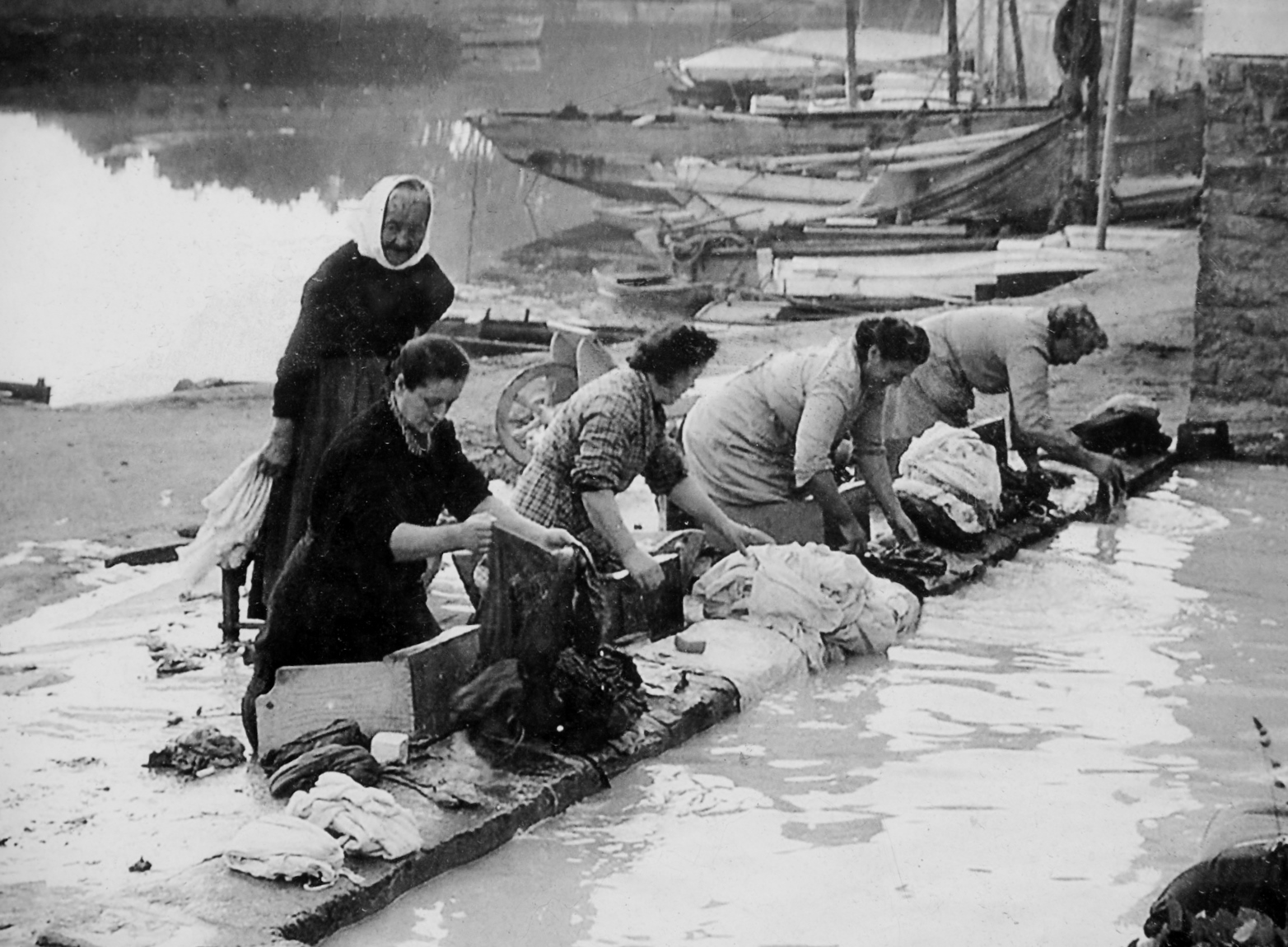
Lavandières dans le port du Bono au début du XXe siècle.

Au début du XXe siècle, il n'y avait autour du port qu'un petit village de pêcheurs dont les maisons uniformes, les « pen-ti », étaient groupées le long d'un capricieux réseau de ruelles étroites et souvent pentes ; les "forbans", exclusivement armés pour la pêche, étaient une centaine à mouiller dans ou à proximité du port.
Dans ces chaumières de deux pièces dotées au pignon d'une loge à cochon (« er louj ») on vivait chichement. Dès la fin de l'hiver, les hommes sortaient en baie de Quiberon sur leurs chaloupes non pointées à deux mâts, avec un foc, une misaine et une grande voile quadrangulaire, armées au chalut à perche ; l’équipage était composé de trois ou quatre hommes : le patron, les matelots et un mousse. Ces bateaux, arrondis à l'arrière, dont la première description remonte à 1847 (mais on en construisait déjà à la fin du XVIIIe siècle), étaient appelés "forbans", nom qui devint aussi le surnom des habitants de ces "pen-ti" vivant de façon marginale aux yeux de leurs voisins. Au retour de pêche, les femmes, poussant leur brouette, s'en allaient vendre ou parfois troquer leur poisson dans les villages environnants. Afin de subvenir aux besoins de la famille, elles cultivaient quelques rangs de pommes de terre, des légumes et élevaient quelques volailles dans de petits jardins qui sont peut-être à l'origine du nom "Bono"[réf. nécessaire].
Durant l'été, les "Forbans" prenaient leurs quartiers au Croisic, au Pouliguen, à Belle-île ou à l'Île d’Yeu. En hiver la majorité d'entre eux restait échouée bord à bord à l'abri du port.
Bono a compté jusqu'à 400 marins et une centaine de bateaux : ils étaient si nombreux que la place pour les accueillir manquait dans le port et certains devaient s'amarrer en face sur la rive droite du Sal.

#### Le cimetière de bateaux de Govillo
Ce cimetière de bateaux est situé sur la rive droite de la Rivière du Bono, donc en Pluneret, mais concerne d'anciens bateaux du Bono.
Au début du XXe siècle le port du Bono était trop petit pour accueillir la centaine de "forbans" (bateaux de pêche) pratiquant le chalut à perche dans la Baie de Quiberon, les Coureaux de Belle-Île, le Mor-Braz et allant même pour quelques-uns jusqu'à l'Île d'Yeu ; ce type de pêche fatigue vite ces chaloupes non pontées dont la durée de vie n'excède guère la dizaine d'années. Lorsque la Première Guerre mondiale éclata, de nombreux "forbans" furent mis à l'abri des vents dominants, en attendant des jours meilleurs, dans l'Anse du Govillo ; mais la longueur de la guerre fait que lorsque la paix revint, beaucoup de ces chaloupes ne furent plus en état de naviguer et leurs épaves furent abandonnées sur place, en bordure de ce coin de forêt dénommé "Corn er Hoet" par les habitants du coin. Ce cimetière de bateaux a été utilisé jusqu'au début du XXIe siècle : par exemple le Jean-Marc l'a rejoint en 1985, l' Arche d'Alliance depuis 2001 et l' Aimons-nous depuis 2005.

#### L'essor de l'ostréiculture
Au XIXe siècle (et certainement bien avant) le Sal et la Rivière d'Auray offraient une suite presque ininterrompue de gisements naturels d’huîtres plates et autres coquillages, allant de Sainte-Avoye et du Plessis à la pointe du Blaire.
Dès 1865 des chantiers ostréicoles commencent une activité d'élevage de naissains d'huîtres plates, expédiés dans tout le Golfe du Morbihan et jusqu'à la côte nord de la Bretagne pour achever leur croissance. Vers 1900, on compte environ 200 chantiers familiaux le long de la rivière du Bono, chacun équipé d'un escalier de quelques marches pour accéder à la ria.
Toujours au début du XXe siècle, les travaux de Coste et De Bon sur la reproduction et le captage des huîtres ont permis au Bono de participer à la naissance de l'ostréiculture.
Chaque famille possédait quelques milliers de tuiles destinées au captage du naissain. Au mois de juin, la rivière serpentait entre deux véritables murailles de tuiles fraîchement chaulées attendant leur mise à l'eau. Ces petits chantiers ostréicoles occupaient essentiellement les femmes, les enfants en âge de prêter la main et les retraités. Avant Pâques, marquant le début de la saison de pêche, la "drague" des huîtres sur les bancs naturels des rivières d'Auray et du Bono apportait l'argent frais sur lequel on comptait pour payer le boulanger. C'était le "pain d'hiver".
Les épizooties de Marteilia refringens déclarée en 1974, puis de Bonamia en 1980 ont décimé la quasi-totalité des gisements d'huîtres plates de la région, amorçant le déclin de l'ostréiculture locale que l'introduction de Crassostrea gigas n'a pu enrayer.
Aujourd'hui subsistent encore de nombreuses traces de cette intense activité : terre-pleins et cabanes se dégradant sous les herbes folles, bassins disparaissant sous la vase. Mais au début des années trente, après des essais peu concluants de motorisation de leurs bateaux et la difficile traversée de la crise économique, les pêcheurs bonovistes se sont tournés vers les chalutiers de La Rochelle, de Lorient puis de Concarneau ou vers la marine de commerce où beaucoup d'entre eux ont excellé.

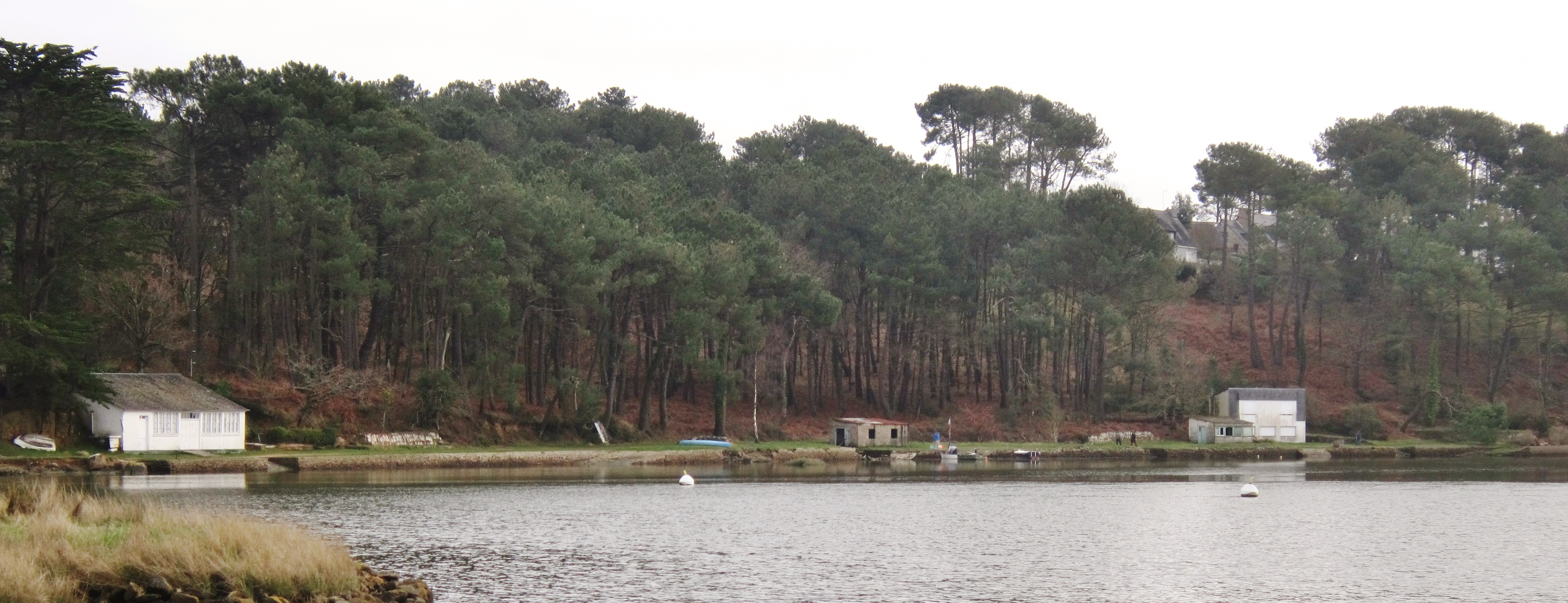
Terre-pleins et anciennes cabanes ostréicoles le long de la Rivière du Bono.
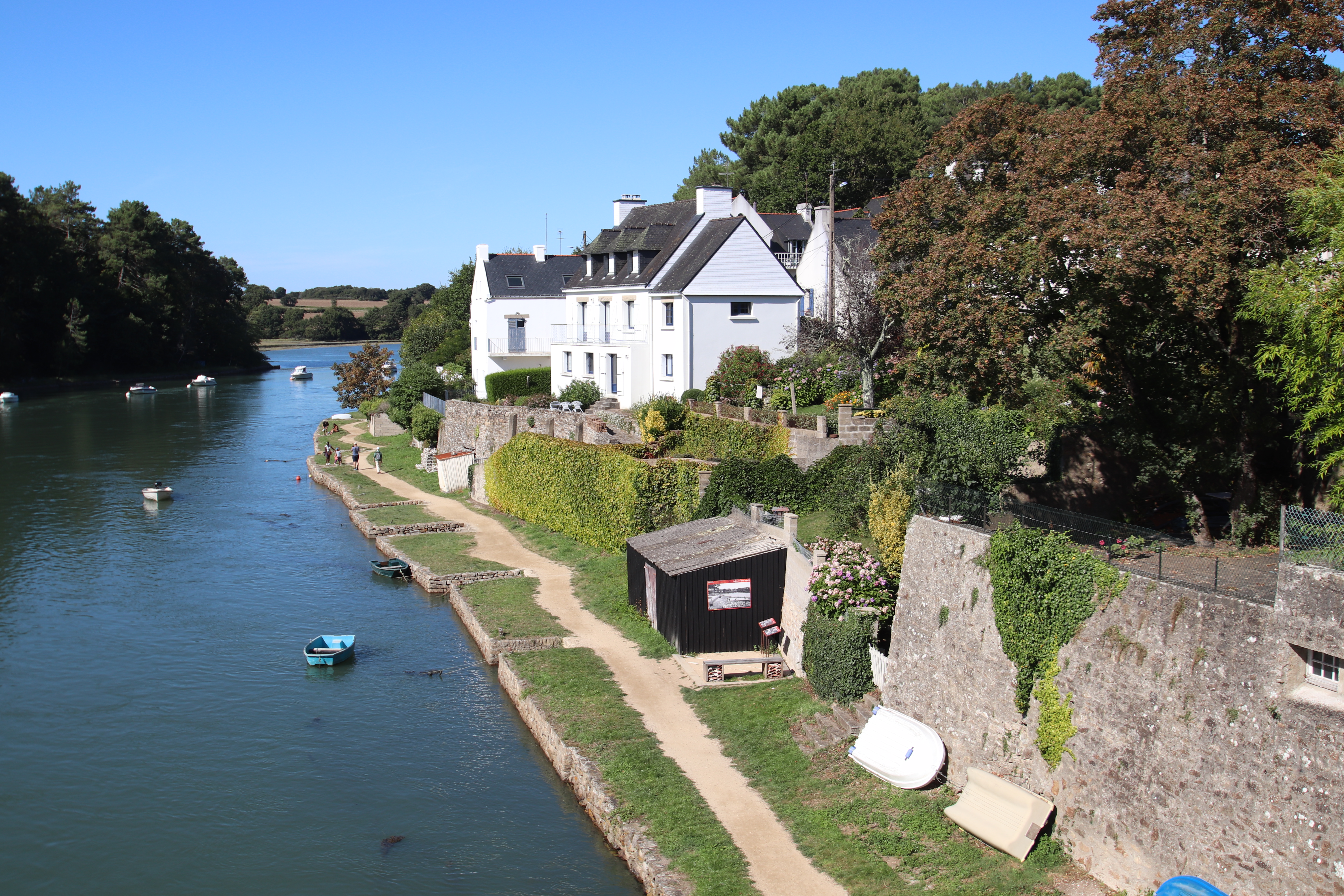
La Rivière du Bono et les anciens terre-pleins ostréicoles au niveau de la ville du Bono.
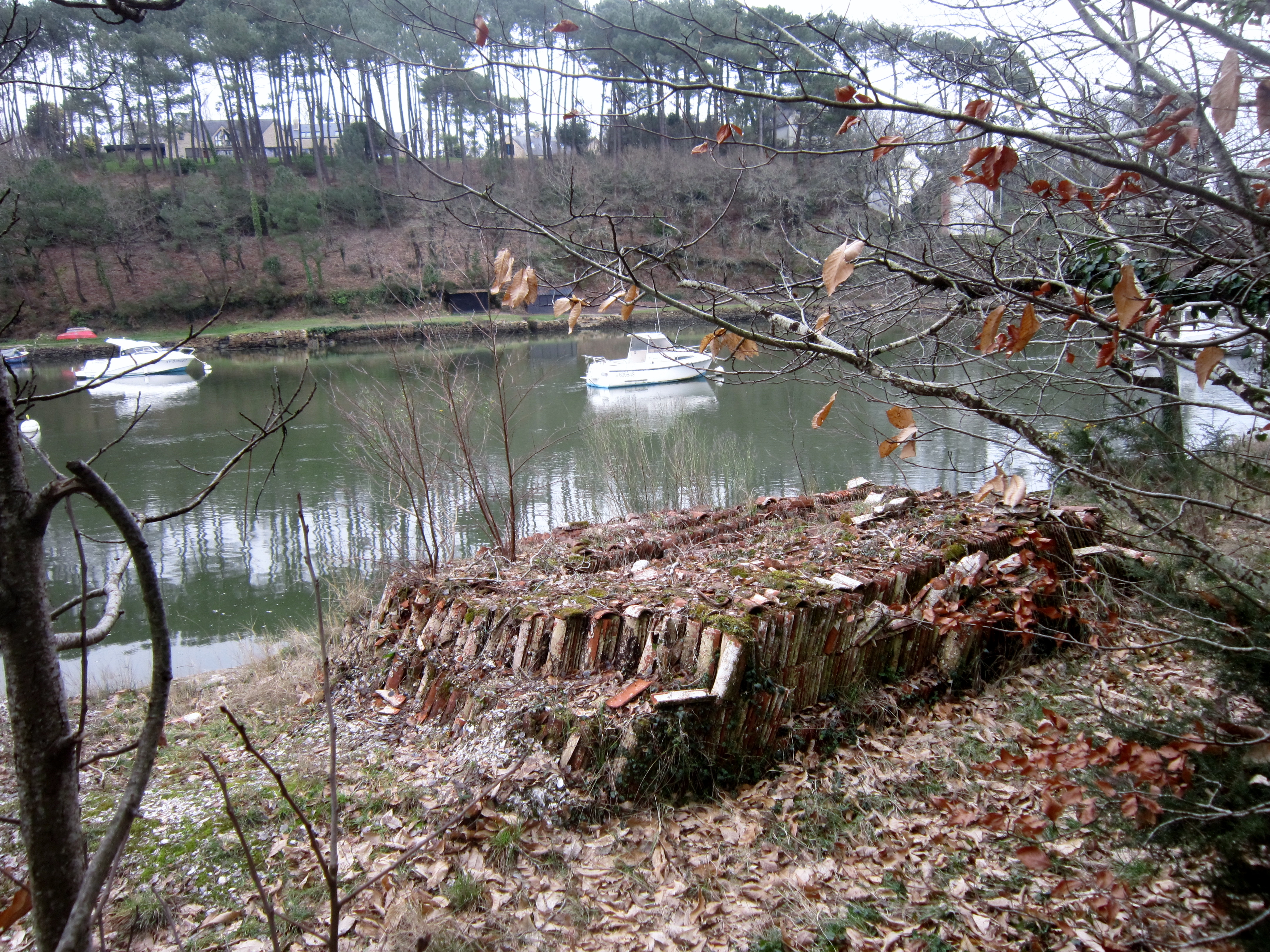
Tas d'anciennes tuiles destinées au captage du naissain (rive droite de la Rivière du Bono, anse du Govillo en Pluneret).
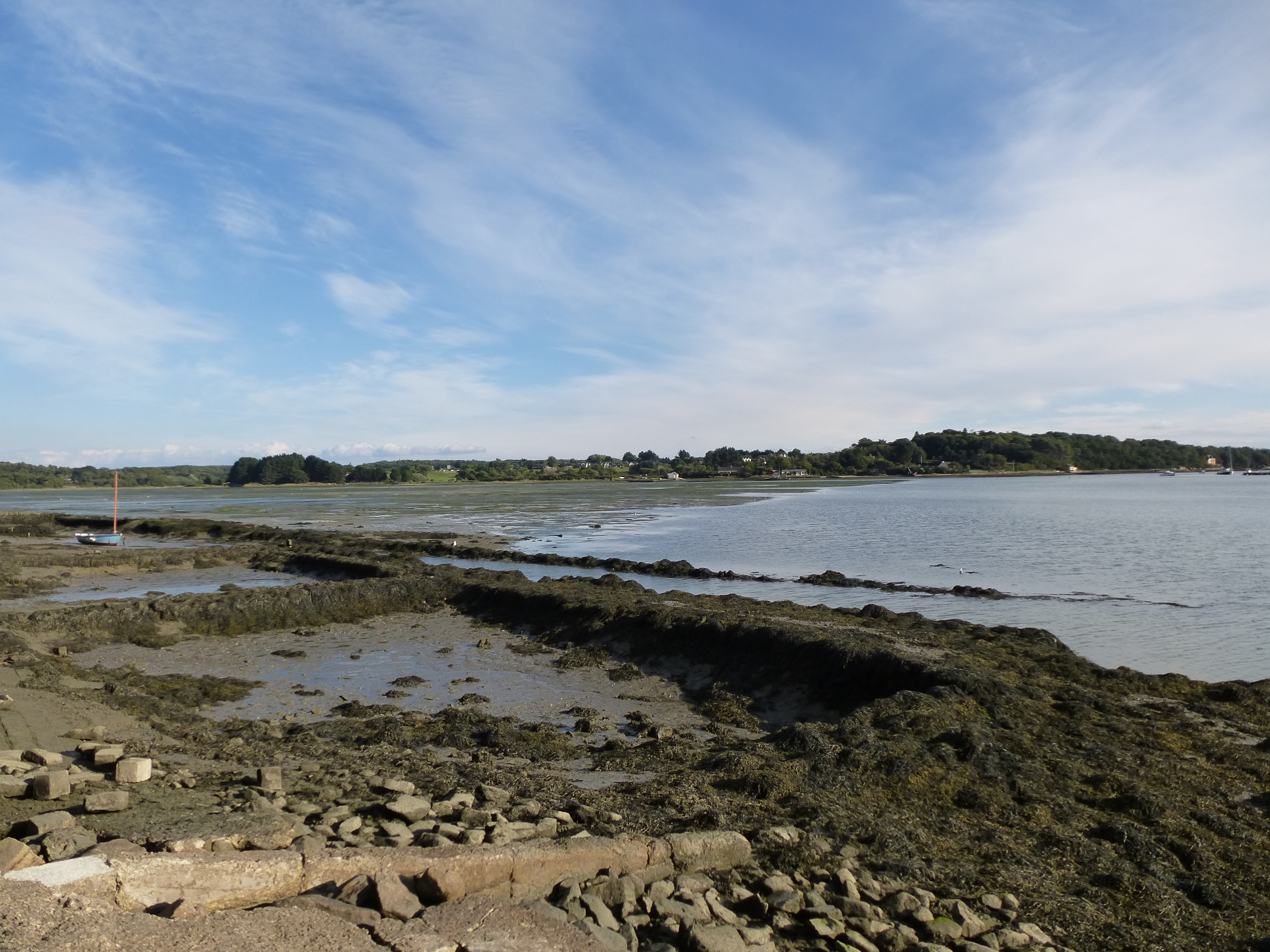
Anciens parcs à huîtres le long de la Rivière d'Auray près du lieu-dit Le Berly.

#### La Première Guerre mondiale

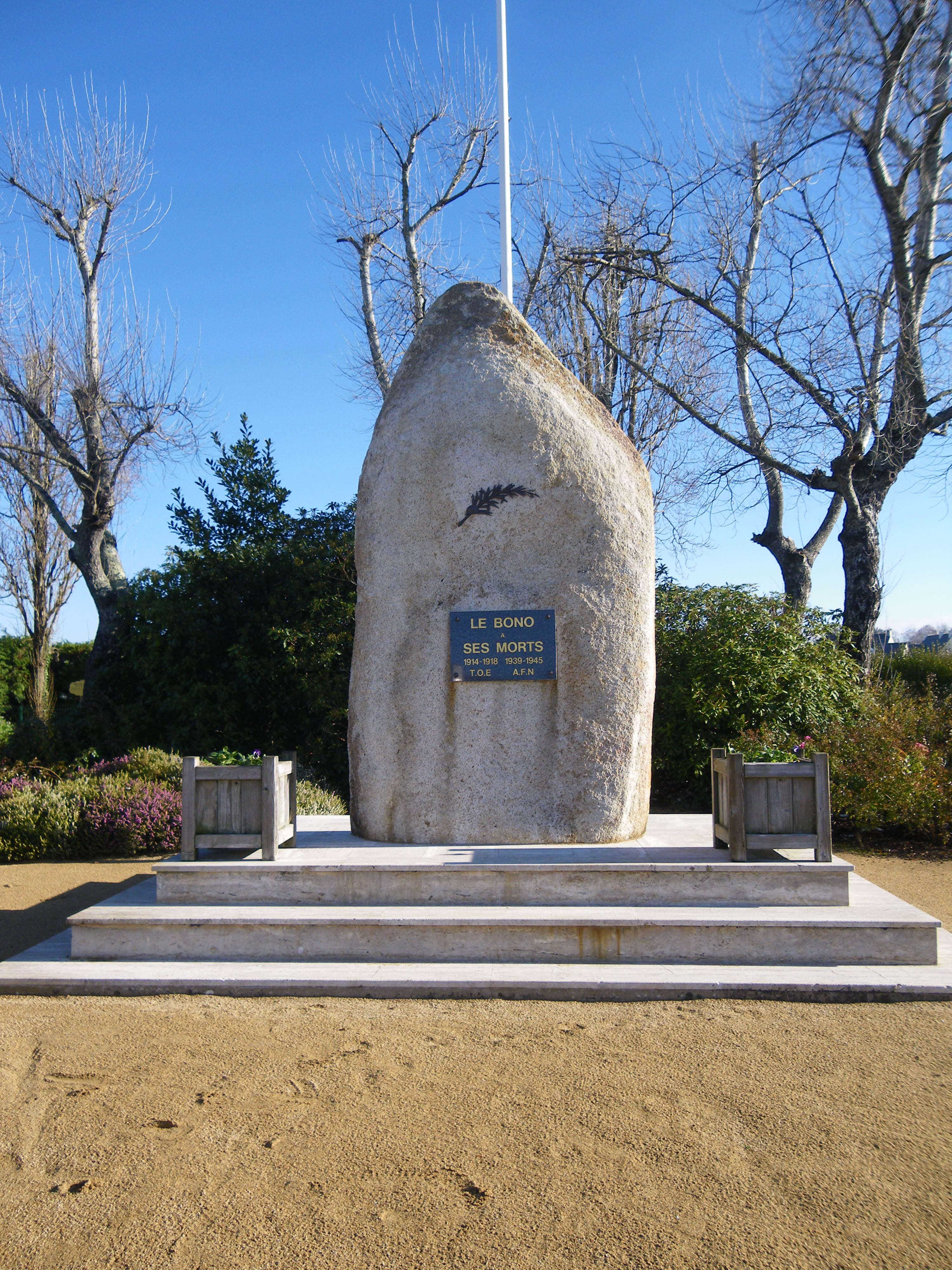
Le monument aux morts du Bono.

Un vœu en faveur d'un projet de construction d'une ligne de chemin de fer à voie étroite allant d'Étel à Vannes en passant par La Trinité-sur-Mer, Crach, Le Bono, Baden et Arradon, qui aurait nécessité la construction de plusieurs ouvrages d'art, fut voté en 1916 par le Conseil général du Morbihan, mais ce projet n'aboutit pas.
N'étant pas encore une commune indépendante lors des deux guerres mondiales, les morts pour la France du Bono pendant celles-ci sont recensés avec ceux du reste de la commune de Plougoumelen. La commune a toutefois érigé, une fois son indépendance communale obtenue, un monument aux morts.

#### L'Entre-deux-guerres
Une école de pêche ouvre au Bono en 1927 ; c'est la seconde du Morbihan après celle ouverte à Groix en 1895.
La paroisse du Bono est créée en 1936.

#### Les rivalités avec Plougoumelen et l'émancipation de la commune

##### Un hameau de Plougoumelen
Le Bono était autrefois un des hameaux de la commune de Plougoumelen.
L'essor de la pêche dans la seconde moitié du XIXe siècle marqua le début des différences culturelles entre Le Bono et Plougoumelen, la population de Plougoumelen étant essentiellement rurale, et le port du Bono étant constitué d'une communauté de pêcheurs. Dès 1887, Le Bono obtient une école publique. En revanche, il n'existe pas de paroisse près du port du Bono avant 1936.
En 1893, Le Bono obtient une boîte aux lettres et réclame en 1903, la création d'une recette auxiliaire. En ce début de XXe siècle, les différences s'accentuent avec l'apparition du français répandu dans les villes et les ports, tandis que les campagnes restent bretonnantes. En 1905, une pétition demandant l'autonomie du Bono est soumise au conseil municipal de Plougoumelen. En 1913, le conseil municipal reconnaît qu'il y a lieu de réfléchir à l'érection de la commune du Bono sans pour autant aller en ce sens.
En 1925, l'apparition de l'électricité est sujet d'une nouvelle discorde. Devant profiter initialement au seul bourg de Plougoumelen, l'électricité est finalement disponible dans tous les hameaux de la commune. En 1936, la création d'une paroisse appelle naturellement la création d'un cimetière, mais ce cimetière ne sera ouvert qu'en 1946.

##### L'indépendance communale
Les élections d'avril 1945 vont changer considérablement le statut de ce lieu puisque pour la première fois Le Bono est plus peuplé que Plougoumelen : Le Bono regroupe alors les deux tiers des habitants de la commune. Ainsi le 25 avril 1945, Joseph Le Clanche ostréiculteur au Bono, est élu maire de Plougoumelen et la question du détachement du Bono de la commune de Plougoumelen est aussitôt posée : « Vu l'importante agglomération de la population du Bono, située à quatre kilomètres du bourg et s'accroissant rapidement, le Conseil municipal demande à Monsieur le Préfet de bien vouloir ériger en commune la section du Bono comportant actuellement 1 600 habitants ». Joseph Le Douaran, directeur de l'école du Bono est alors nommé commissaire enquêteur et chargé de réaliser une enquête publique pour l'érection du Bono en commune indépendante.
Le Bono n'a acquis officiellement le statut de commune qu'en 1947. C'est en effet le Journal Officiel du 8 septembre 1947 qui a communiqué l'arrêté préfectoral d'« érection en commune de la section de Bono ». Une fois les limites territoriales des deux communes définies, la création de la commune du Bono prend effet le 1er octobre 1947. Le conseil municipal de Plougoumelen est dissous et de nouvelles élections désignent Joseph Le Clanche premier maire du Bono.

### L'après Seconde Guerre mondiale

#### La construction de l'église paroissiale
L’église paroissiale Stella Maris est construite grâce aux dons de nombreux paroissiens entre 1956 et 1966 ; elle est de style néo-roman ; elle est en pierres de taille, mais avec une structure métallique ; les vitraux sont de Job et Michel Le Guével et la statue de Notre-Dame-des-Flots est due au sculpteur Jouannic, d'Auray.

#### La construction du pont Joseph Le Brix
Le pont construit entre 1869 et 1871, bien que le tablier et les câbles aient été renforcés notamment en 1925 pour faire face à la circulation automobile naissante, était devenu totalement inadapté au trafic routier moderne (le platelage est refait en 1965 mais l'accès du pont est limité aux véhicules de moins de 4 tonnes), le département du Morbihan décide la construction d'un nouveau pont : les travaux sont achevés en 1969 et est dénommé pont Joseph Le Brix. Ce pont, soutenu par des piliers en "V" inversé, domine de 26 mètres le Sal et offre une vue remarquable sur le port du Bono.

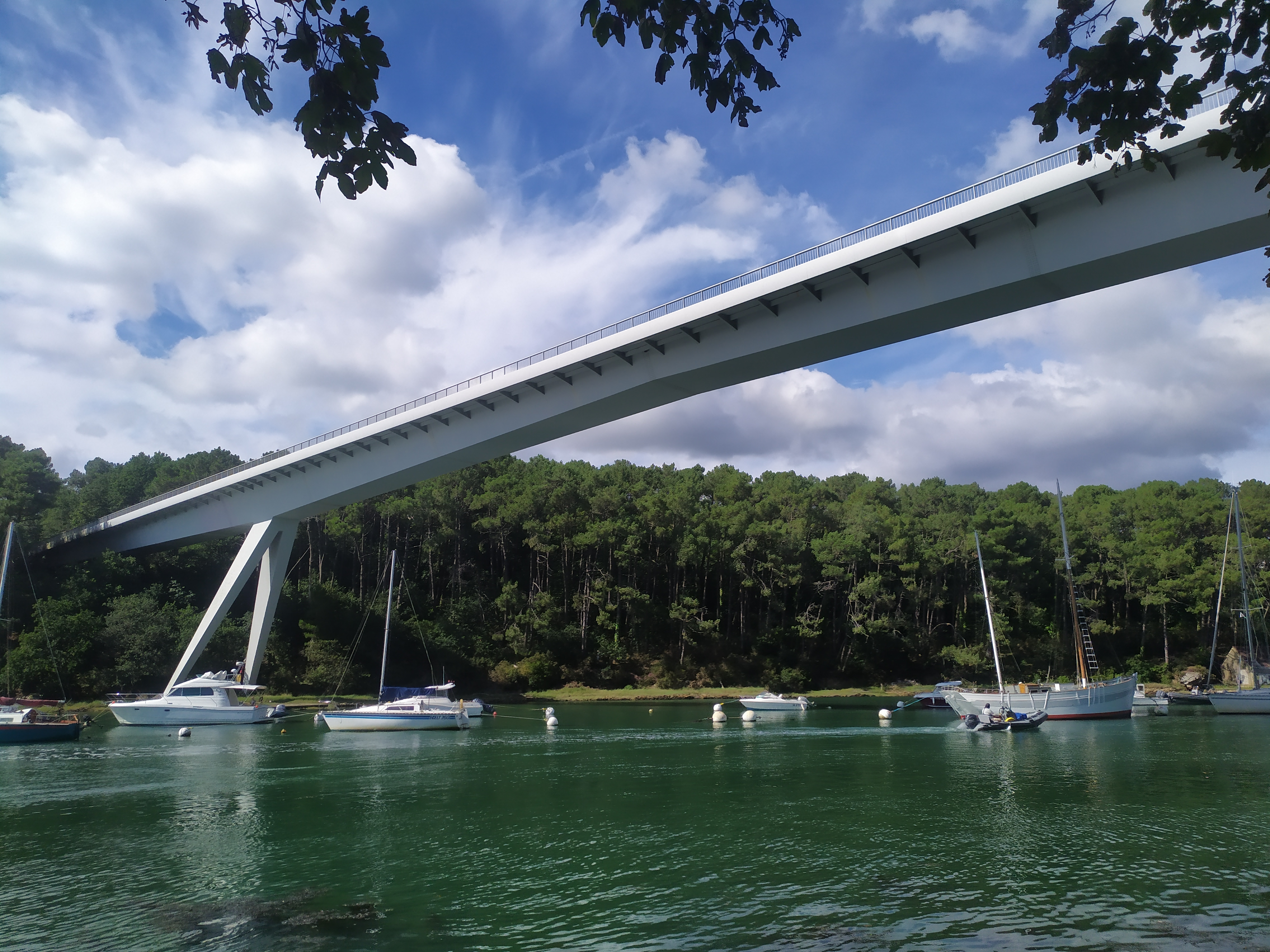
Le pont Joseph Le Brix.
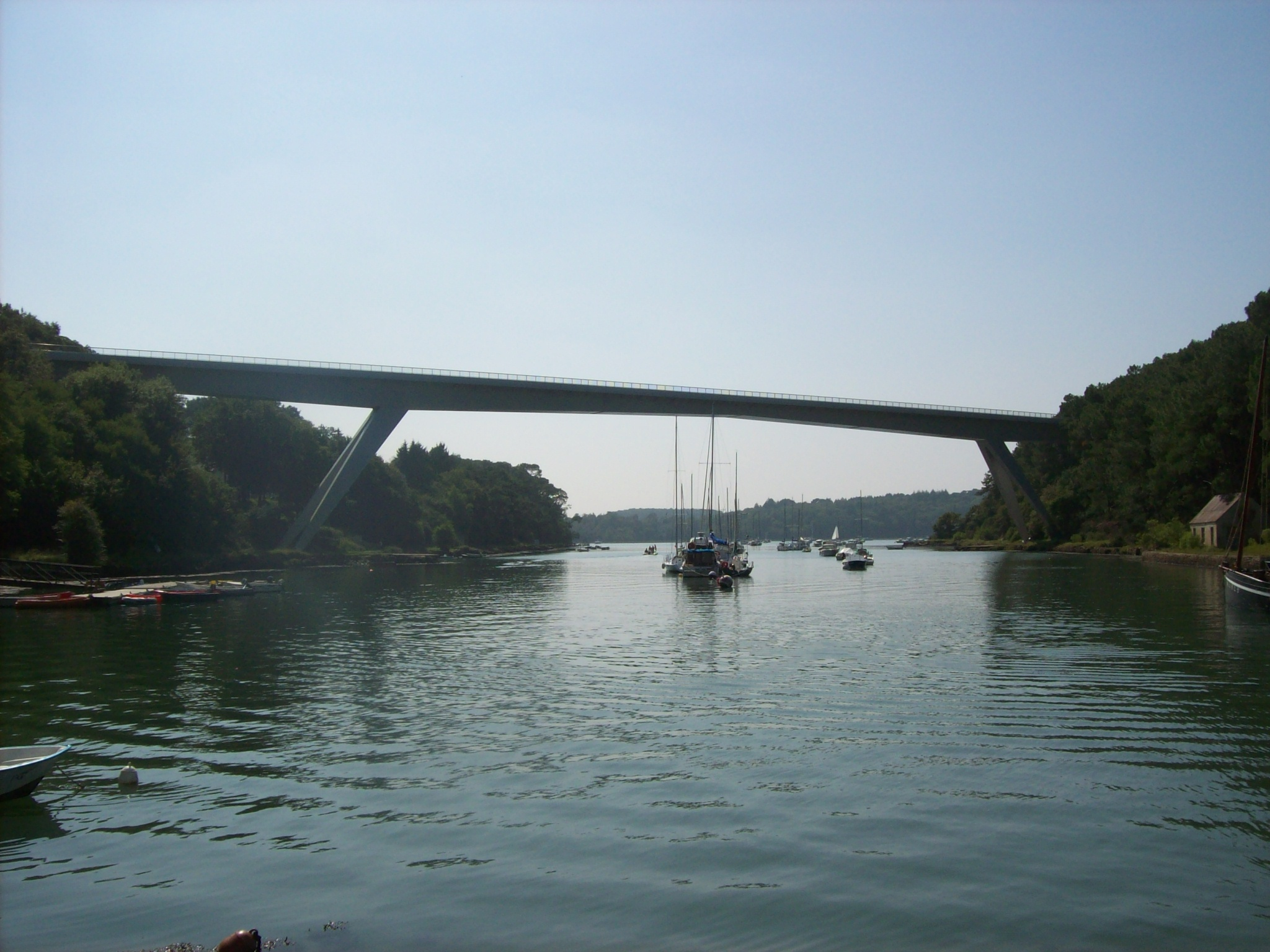
Le pont Joseph Le Brix vu de la Rivière du Bono.

Le vieux pont est incorporé à la voirie communale en 1973, inscrit aux Monuments historiques en 1997, mais sa vétusté oblige à le fermer à la circulation en 2003 ; il est restauré à l'identique en 2005.

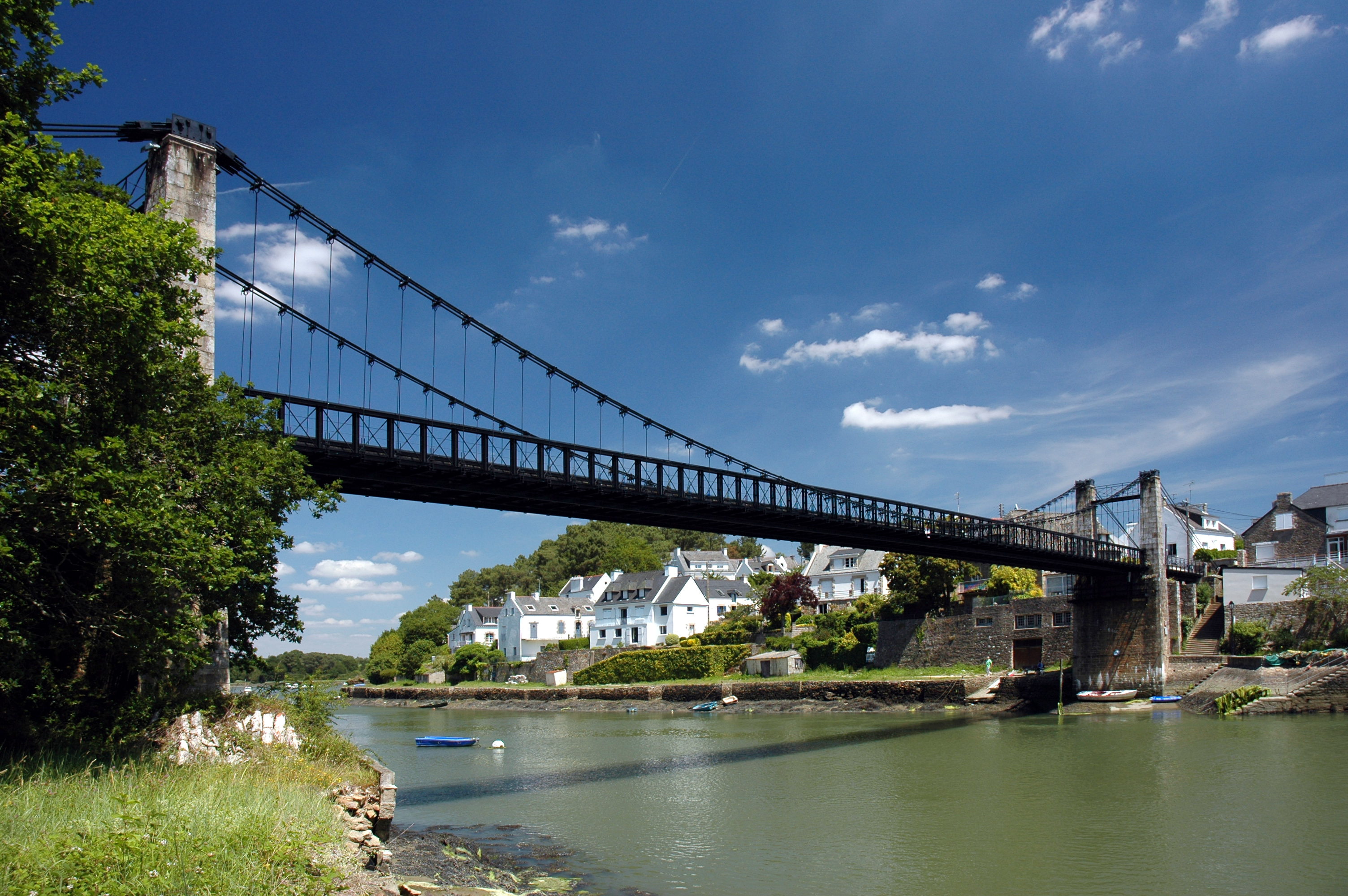
Le vieux pont suspendu du Bono : vue d'ensemble.
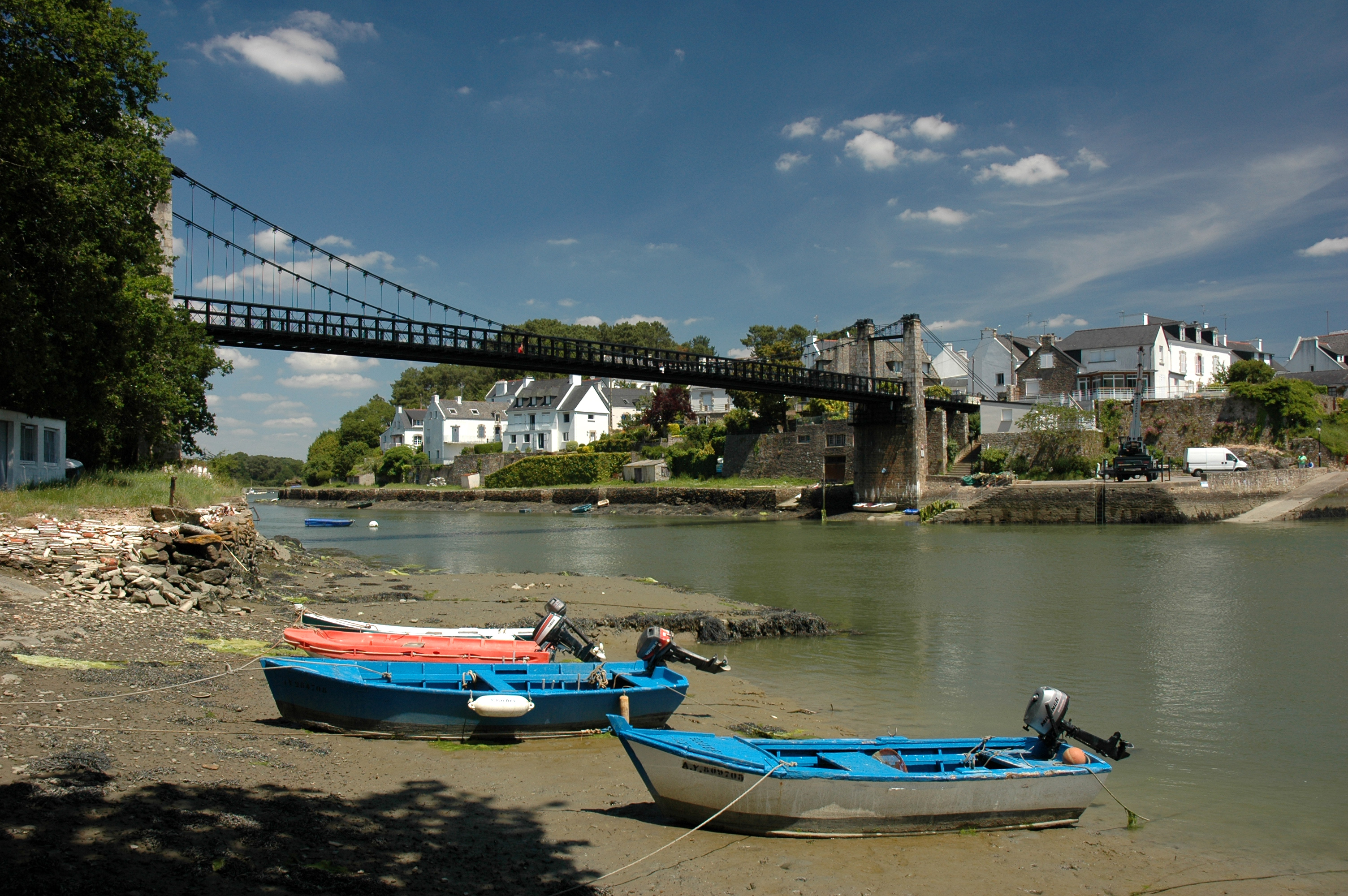
Le vieux pont suspendu du Bono : vue depuis le port du Bono.
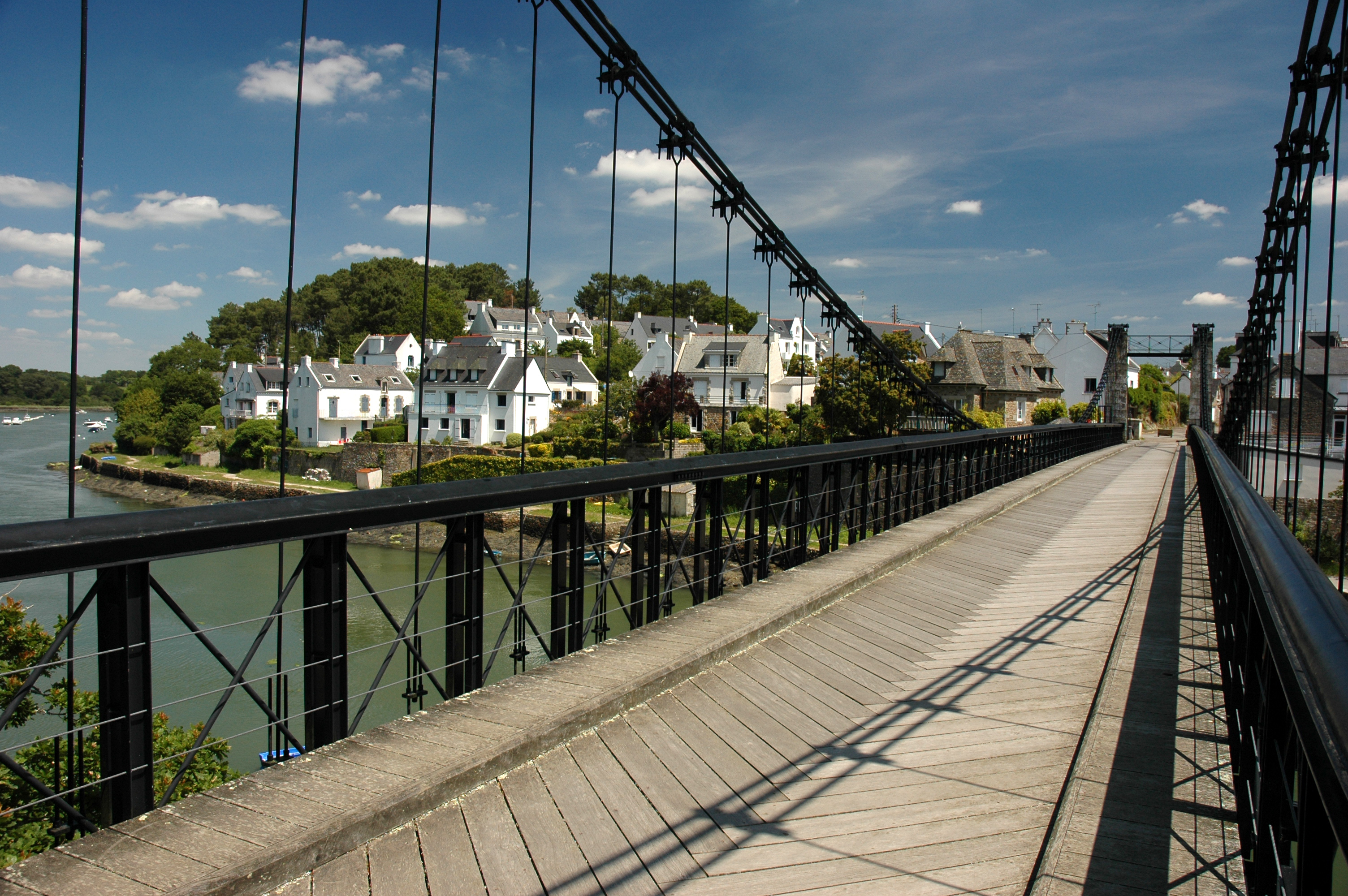
Le vieux pont suspendu du Bono : câbles et tablier en bois.

### LeXXIesiècle
De nos jours le tourisme et la navigation de plaisance ont supplanté la pêche et l’ostréiculture dont il ne reste que des vestiges et quelques survivances.

## Politique et administration

### Tendances politiques et résultats

#### Résultats des élections présidentielles 2022 au Bono
| Nathalie Arthaud    | Philippe Poutou                     | Jean-Luc Mélenchon        | Fabien Roussel                  | Yannick Jadot                    | Anne Hidalgo          | Jean Lasalle     | Emmanuel Macron                | Valérie Pécresse      | Nicolas Dupont-Aignan  | Marine Le Pen               | Éric Zemmour    |
| ------------------- | ----------------------------------- | ------------------------- | ------------------------------- | -------------------------------- | --------------------- | ---------------- | ------------------------------ | --------------------- | ---------------------- | --------------------------- | --------------- |
|                     |                                     |                           |                                 |                                  |                       |                  |                                |                       |                        |                             |                 |
| Lutte Ouvrière (LO) | Nouveau Parti Anticapitaliste (NPA) | La France Insoumise (LFI) | Parti Communiste Français (PCF) | Europe-Écologie-Les-Verts (EELV) | Parti Socialiste (PS) | Résistons ! (R!) | La République En Marche (LREM) | Les Républicains (LR) | Débout La France (DLF) | Rassemblement National (RN) | Reconquête (R!) |
| 0,51%               | 0,97%                               | 23,34%                    | 2,34%                           | 9,25%                            | 2,34%                 | 2,34%            | 34,25%                         | 4,68%                 | 2,23%                  | 13,47%                      | 4,28%           |
| 9 voix              | 17 voix                             | 409 voix                  | 41 voix                         | 162 voix                         | 41 voix               | 41 voix          | 600 voix                       | 82 voix               | 39 voix                | 236 voix                    | 75 voix         |
| 12ème               | 11ème                               | 2ème                      | 7ème                            | 4ème                             | 7ème                  | 7ème             | 1er                            | 5ème                  | 10ème                  | 3ème                        | 6ème            |

| Nombre d'inscrits | Taux de participation | Taux d'abstention | Vote blanc | Vote nul |
| ----------------- | --------------------- | ----------------- | ---------- | -------- |
| 2188              | 82,45%                | 7,55%             | 2,33%      | 0,55%    |

| Emmanuel Macron | Marine Le Pen |
| --------------- | ------------- |
|                 |               |
| 74,95%          | 25,25%        |
| 1209 voix       | 404 voix      |
| 1er             | 2ème          |

| Nombre d'inscrits | Taux de participation | Taux d'abstention | Vote blanc | Vote nul |
| ----------------- | --------------------- | ----------------- | ---------- | -------- |
| 2188              | 82,22%                | 7,78%             | 7,73%      | 2,61%    |

#### Résultats des élections législatives 2022 au Bono
| Yves Cheère         | Rachel Le Bihan   | Karol Kirchner              | Corinne Brière        | Jean-Christophe Cordaillat-Dallara | Alain Malardé     | Pierre-Léon Luneau   | Jimmy Pahun      | Franck Jean Marie Vallein       | Sophie Lemoulinier    | Alexandre Vellutini | Joseph Martin               | Florence Kappeler |
| ------------------- | ----------------- | --------------------------- | --------------------- | ---------------------------------- | ----------------- | -------------------- | ---------------- | ------------------------------- | --------------------- | ------------------- | --------------------------- | ----------------- |
|                     |                   |                             |                       |                                    |                   |                      |                  |                                 |                       |                     |                             |                   |
| Lutte Ouvrière (LO) | Parti Pirate (PP) | NUPES - La France Insoumise | Parti Animaliste (PA) | Union Démocratique Bretonne (UDB)  | Parti Breton (PB) | Centriste sans parti | Ensemble - MoDem | Dissident Les Républicains (LR) | Les Républicains (LR) | Les Patriotes (LP)  | Rassemblement National (RN) | Reconquête (R!)   |
| 0,66%               | 0,00%             | 34,89%                      | 1,48%                 | 1,64%                              | 0,90%             | 5,91%                | 32,02%           | 6,08%                           | 3,78%                 | 1,72%               | 8,21%                       | 2,71%             |
| 8 voix              | 0 voix            | 425 voix                    | 18 voix               | 20 voix                            | 11 voix           | 72 voix              | 390 voix         | 74 voix                         | 46 voix               | 21 voix             | 100 voix                    | 33 voix           |
| 12ème               | 13ème             | 1er                         | 10ème                 | 9ème                               | 11ème             | 5ème                 | 2ème             | 4ème                            | 6ème                  | 8ème                | 3ème                        | 7ème              |

| Taux de participation | Taux d'abstention | Vote blanc | Vote nul |
| --------------------- | ----------------- | ---------- | -------- |
| 56,60%                | 43,40%            | 1,29%      | 0,48%    |

| Karol Kirchner | Jimmy Pahun |
| -------------- | ----------- |
|                |             |
| 46,41%         | 53,59%      |
| 568 voix       | 656 voix    |
| 2ème           | 1er         |

| Taux de participation | Taux d'abstention | Vote blanc | Vote nul |
| --------------------- | ----------------- | ---------- | -------- |
| 59,70%                | 40,30%            | 4,66%      | 1,76%    |

### Liste des maires
| Période           | Période          | Identité            | Étiquette | Qualité                                                                                          |
| ----------------- | ---------------- | ------------------- | --------- | ------------------------------------------------------------------------------------------------ |
| octobre 1947      | mars 1959        | Joseph Le Clanche   |           | Retraité de la Marine, ostréiculteur Ancien combattant 14-18 Maire de Plougoumelen (1945 → 1947) |
| mars 1959         | mars 1965        | Louis Eveno         |           |                                                                                                  |
| mars 1965         | mars 1971        | Mathurin Tatibouet  |           |                                                                                                  |
| mars 1971         | mars 1977        | Marcel Le Bâcle     |           | Retraité des travaux publics                                                                     |
| mars 1977         | 23 mai 1980      | Victor Le Jacques   |           | Retraité de la Marine marchande                                                                  |
| 23 mai 1980       | mars 1983        | Marcel Le Bâcle     |           | Retraité des travaux publics Élu à la suite d'une élection municipale partielle                  |
| mars 1983         | 25 mars 1989     | Ernest Laîné        |           | Ancien capitaine d'armement                                                                      |
| 25 mars 1989      | 24 juin 1995     | Jean Lacombe        |           | Paysagiste                                                                                       |
| 24 juin 1995      | 28 juin 1996     | Michel Jacob        |           | Mécanicien de marine marchande retraité Élu au bénéfice de l'âge, démissionnaire                 |
| 8 juillet 1996    | 9 septembre 1996 | Délégation spéciale |           | Présidée par Louis Jouanno                                                                       |
| 9 septembre 1996, | 28 mars 2014     | Bernard Le Scoarnec | DVG       | Instituteur Élu à la suite d'une élection municipale partielle                                   |
| 28 mars 2014      | 3 juillet 2020   | Jean Lutrot         | DVD       | Directeur honoraire de CCI                                                                       |
| 3 juillet 2020    | En cours         | Yves Dreves         | SE        | Chargé d'affaires                                                                                |

## Population et société

### Démographie
L'évolution du nombre d'habitants est connue à travers les recensements de la population effectués dans la commune depuis 1954. Pour les communes de moins de 10 000 habitants, une enquête de recensement portant sur toute la population est réalisée tous les cinq ans, les populations de référence des années intermédiaires étant quant à elles estimées par interpolation ou extrapolation. Pour la commune, le premier recensement exhaustif entrant dans le cadre du nouveau dispositif a été réalisé en 2007.

En 2022, la commune comptait 2 594 habitants, en évolution de +10,52 % par rapport à 2016 (Morbihan : +3,82 %, France hors Mayotte : +2,11 %).
| 1954  | 1962  | 1968  | 1975  | 1982  | 1990  | 1999  | 2006  | 2007  |
| ----- | ----- | ----- | ----- | ----- | ----- | ----- | ----- | ----- |
| 1 525 | 1 622 | 1 555 | 1 561 | 1 633 | 1 747 | 1 859 | 2 112 | 2 148 |

| 2012  | 2017  | 2022  | - | - | - | - | - | - |
| ----- | ----- | ----- | - | - | - | - | - | - |
| 2 124 | 2 466 | 2 594 | - | - | - | - | - | - |

### Enseignement
Le Bono est située dans l'académie de Rennes.
La ville administre le groupe scolaire Jean-Louis Étienne.

### Manifestations culturelles et festivités
Semaine du Golfe.
Fanfare du Bono

### Sports
Association Sportive des Martins Pêcheurs du Bono

Créée en 1966, l'Association Sportive des Martins Pêcheurs du Bono connaît depuis quelques années une nouvelle jeunesse. Portée par l'envie de dirigeants motivés, et l'arrivée de quelques éléments, l'ASMP est devenue en quelques années un club connu et reconnu de la région d'Auray.

## Culture et patrimoine

### Monuments et lieux touristiques

#### Port
Le port du Bono est situé en bordure de la rivière. Le site est une ancienne anse bordée d'une chaîne rocheuse. Le port, qui assèche à marée basse, a été construit en 1916. L’endroit est un lieu incontournable de la Semaine du Golfe.

Le port du Bono
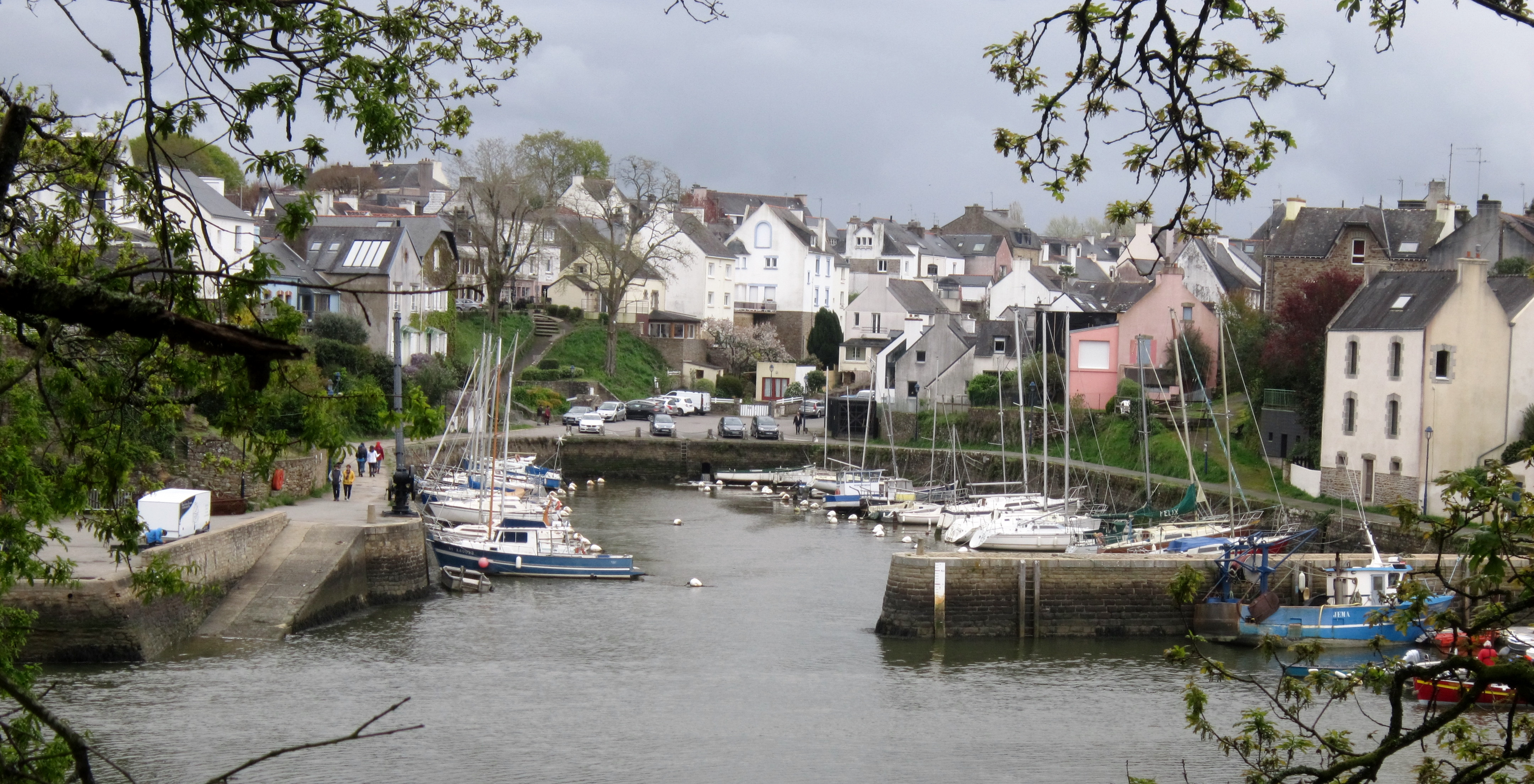
Le port du Bono vu de la rive droite de la Rivière du Bono.
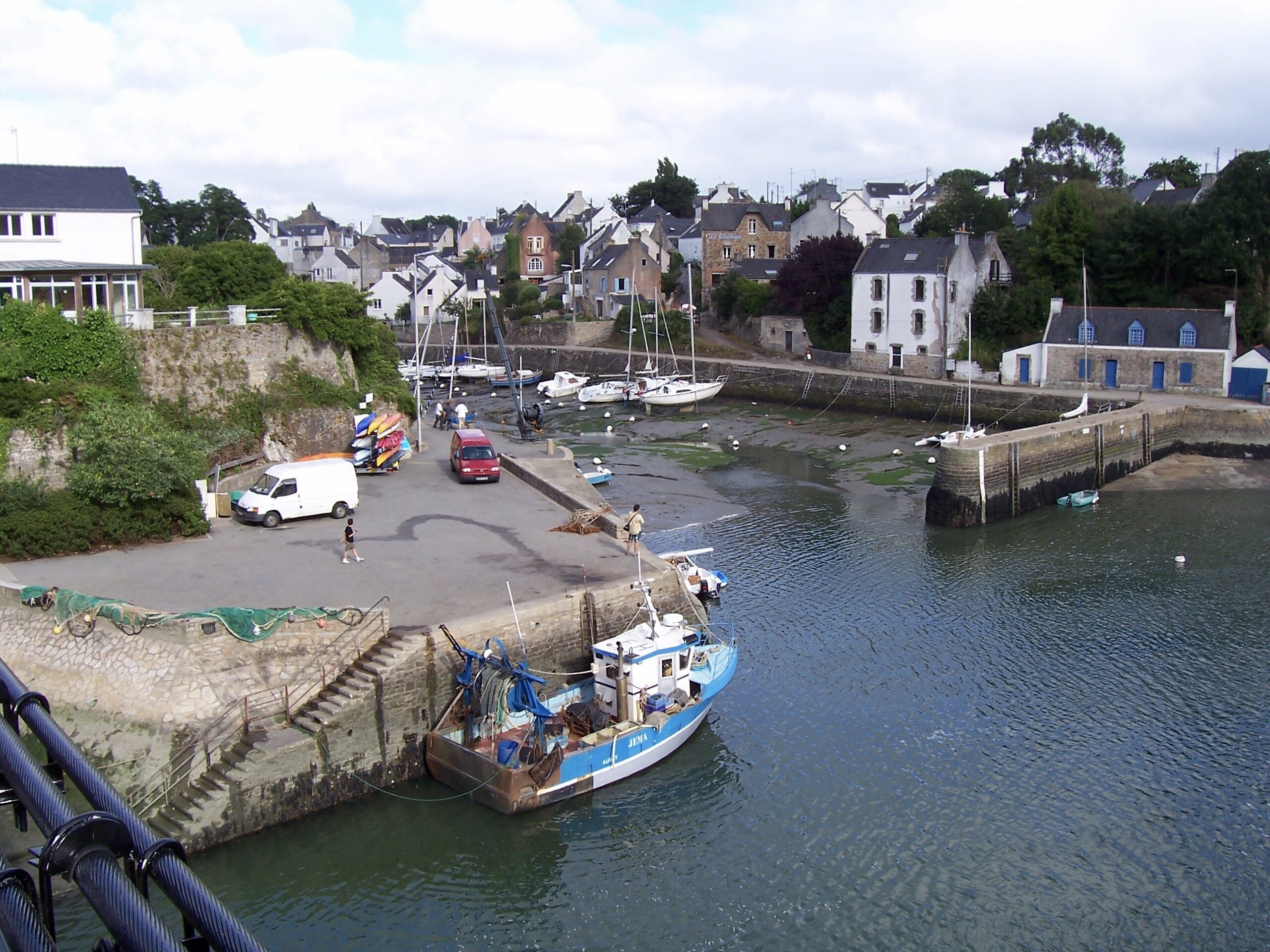
Le port du Bono à marée basse.
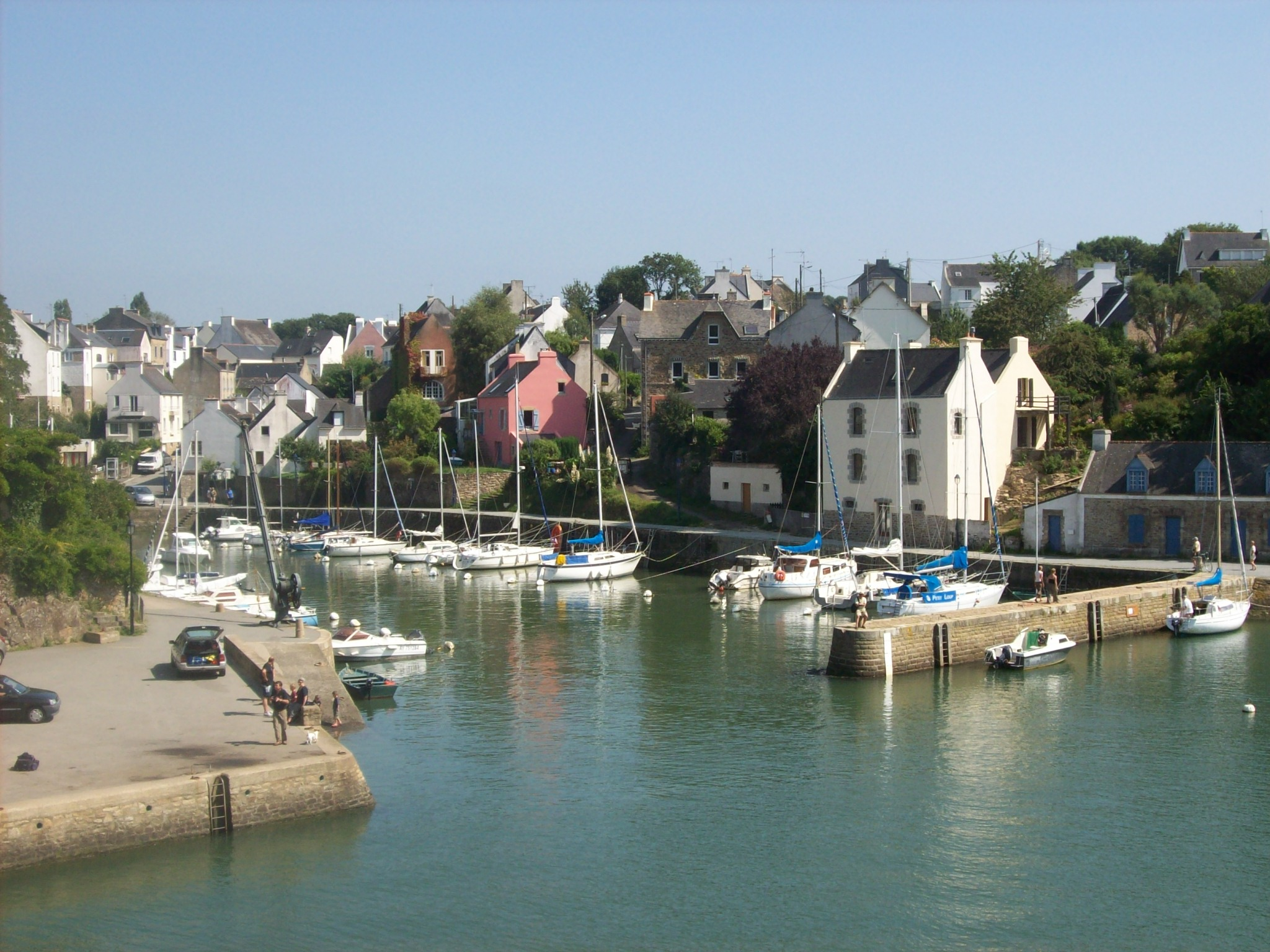
Le port du Bono à marée haute.
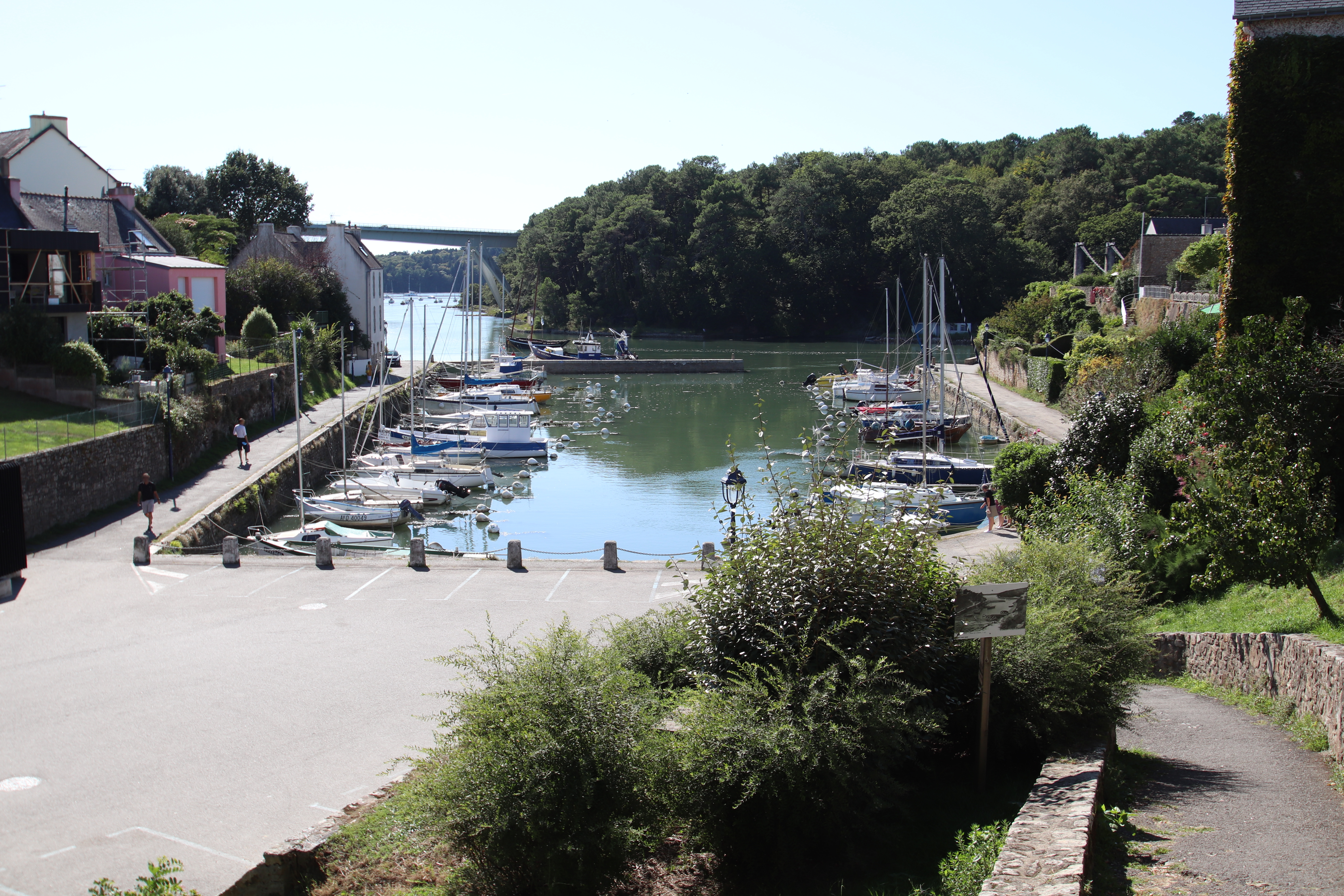
Le port du Bono vu depuis l'amont.
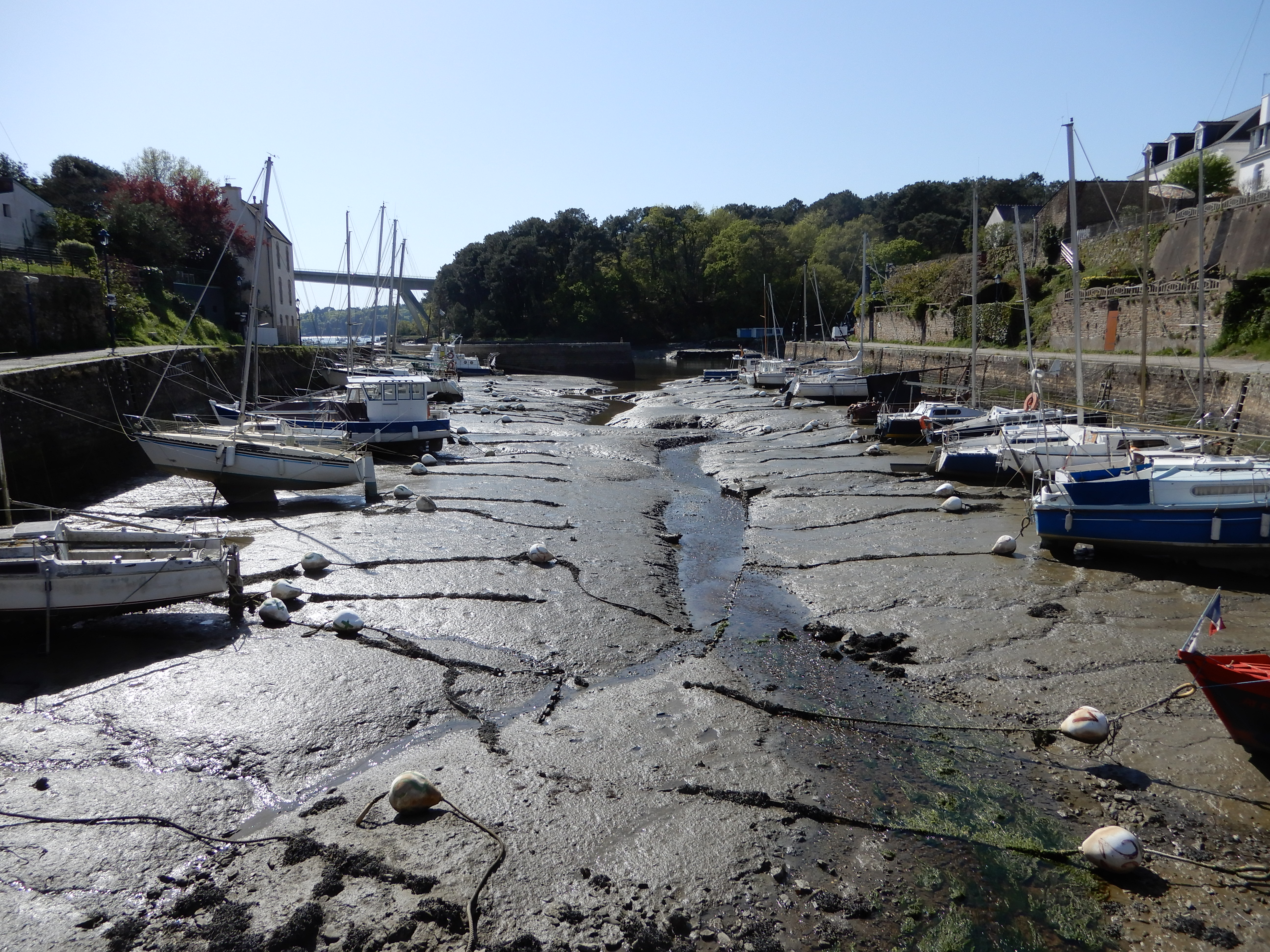
Le Bono - Le port.

Le Notre Dame de Béquerel, est une réplique de 1992 du « forban », gréement traditionnel de pêche typique du port du Bono,.

#### Tumulus de Kernours
Le tumulus de Kernours, qui est de type « coudé » ou en « équerre », a été érigé vers 3000 av. J.-C. Il est l'un des sept tumulus connus de ce type, que l'on retrouve tous entre les estuaires de la Loire et du Blavet. Il est le seul des sept à avoir conservé son tertre (butte recouvrant le tumulus), lequel mesure 4 m de haut et 20 m de diamètre.
L'entrée du tumulus est orientée en direction du solstice d'hiver et donne dans un couloir de 12 m constitué alternativement de mégalithes et de pierres maçonnées. Au fond de ce couloir, on peut observer une chambre mortuaire de 8 m de long. Sur cinq des piliers supportant la voûte, le tumulus est orné d'une idole en forme de seiche caractéristique des constructions du néolithique. On[Qui ?] a avancé l'hypothèse qu'il s'agirait du totem d'une tribu maritime.

Le tumulus de Kernous
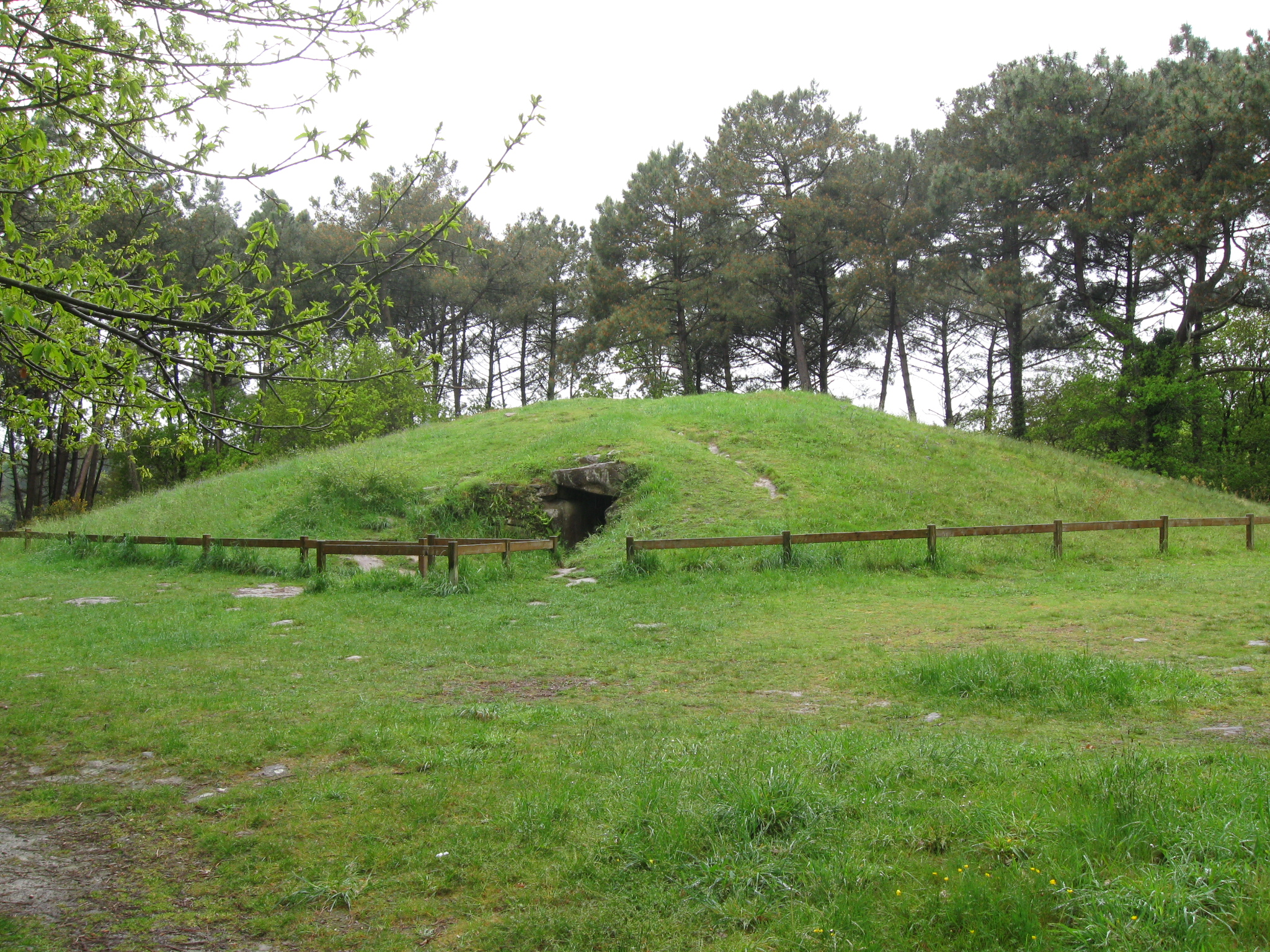
Le tumulus de Kernous : vue extérieure d'ensemble.
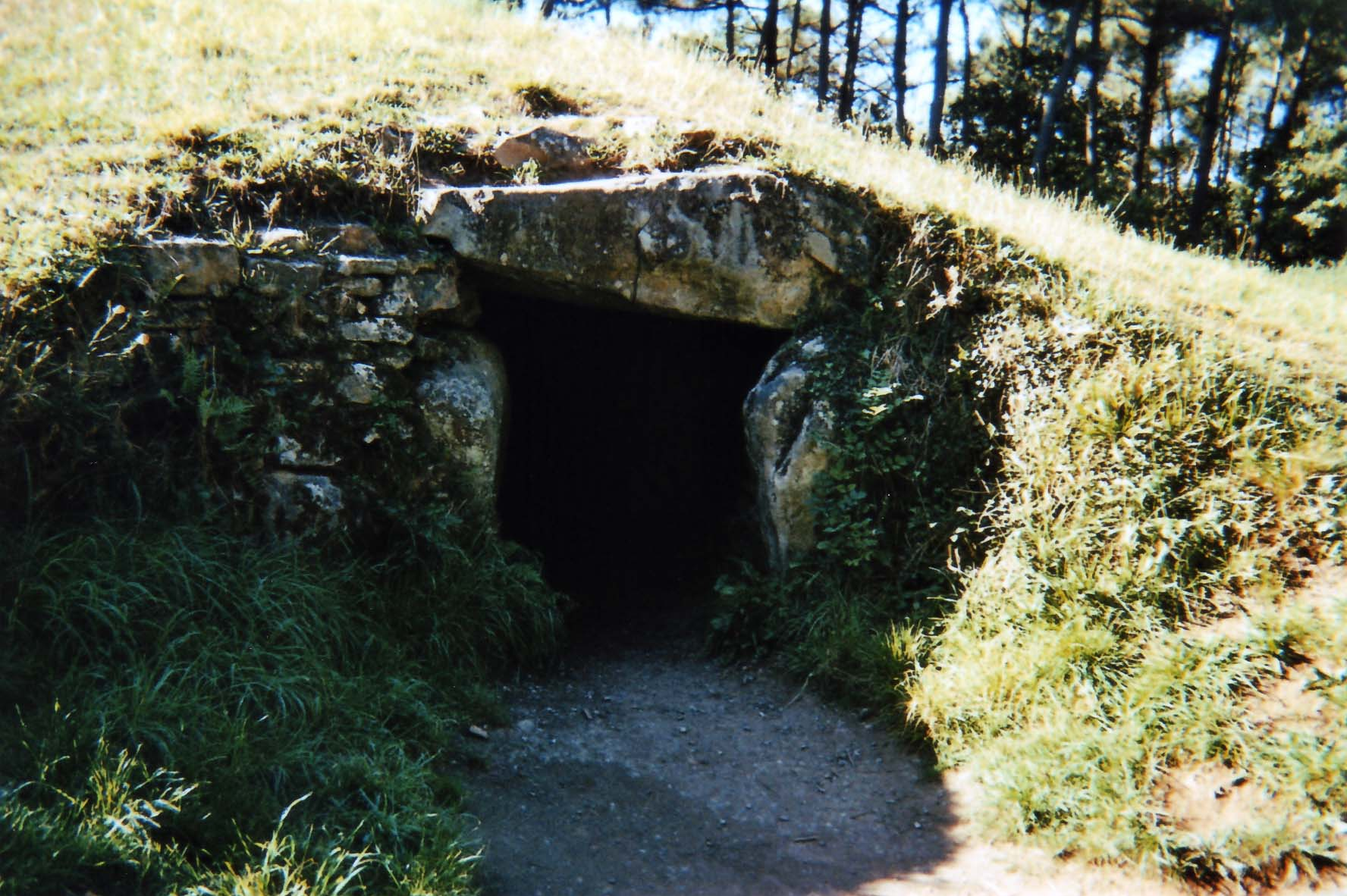
L'entrée du tumulus de Kernous.
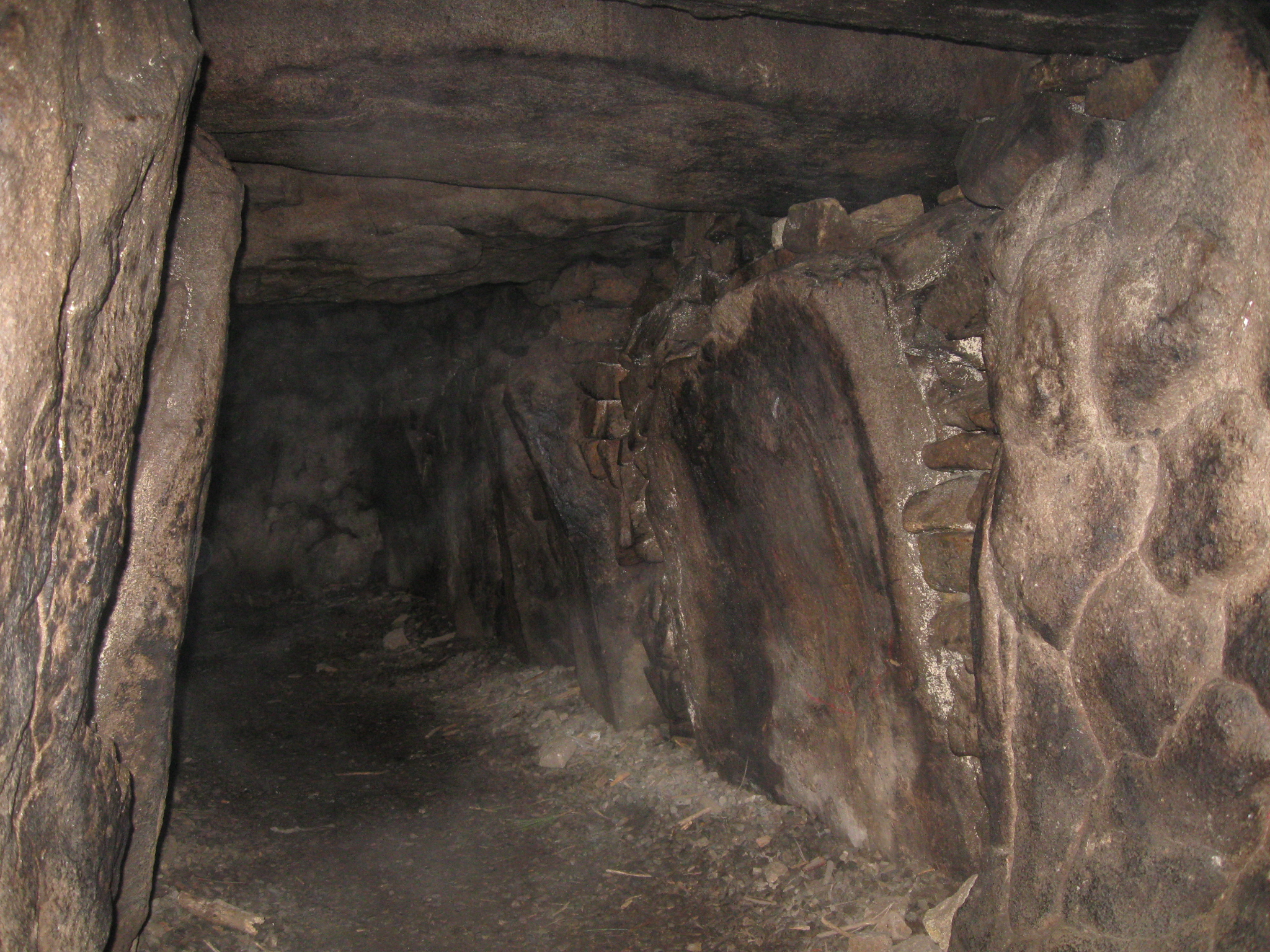
Vue intérieure du tumulus de Kernous.
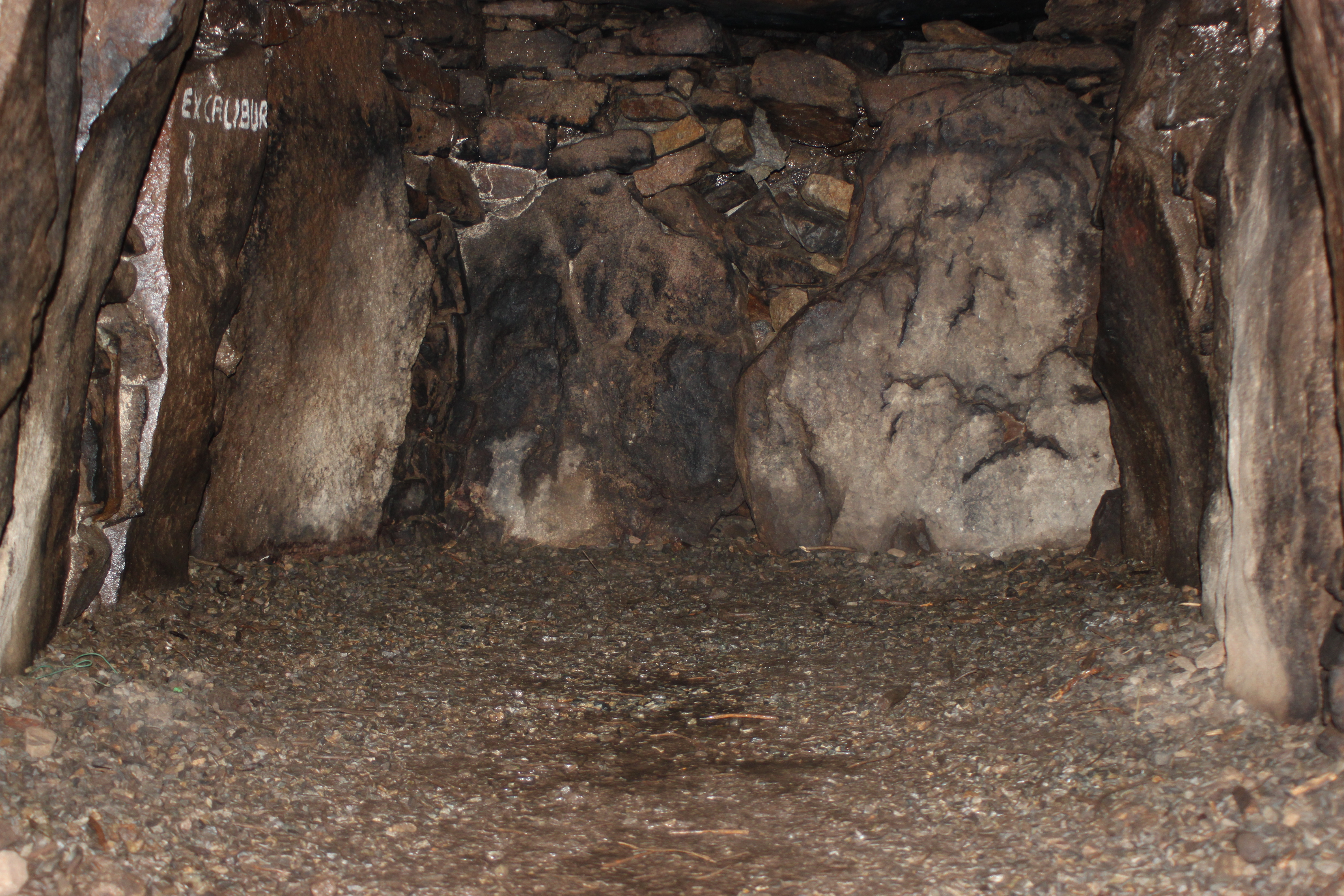
L'idole en forme de seiche à l'intérieur du tumulus de Kernous.
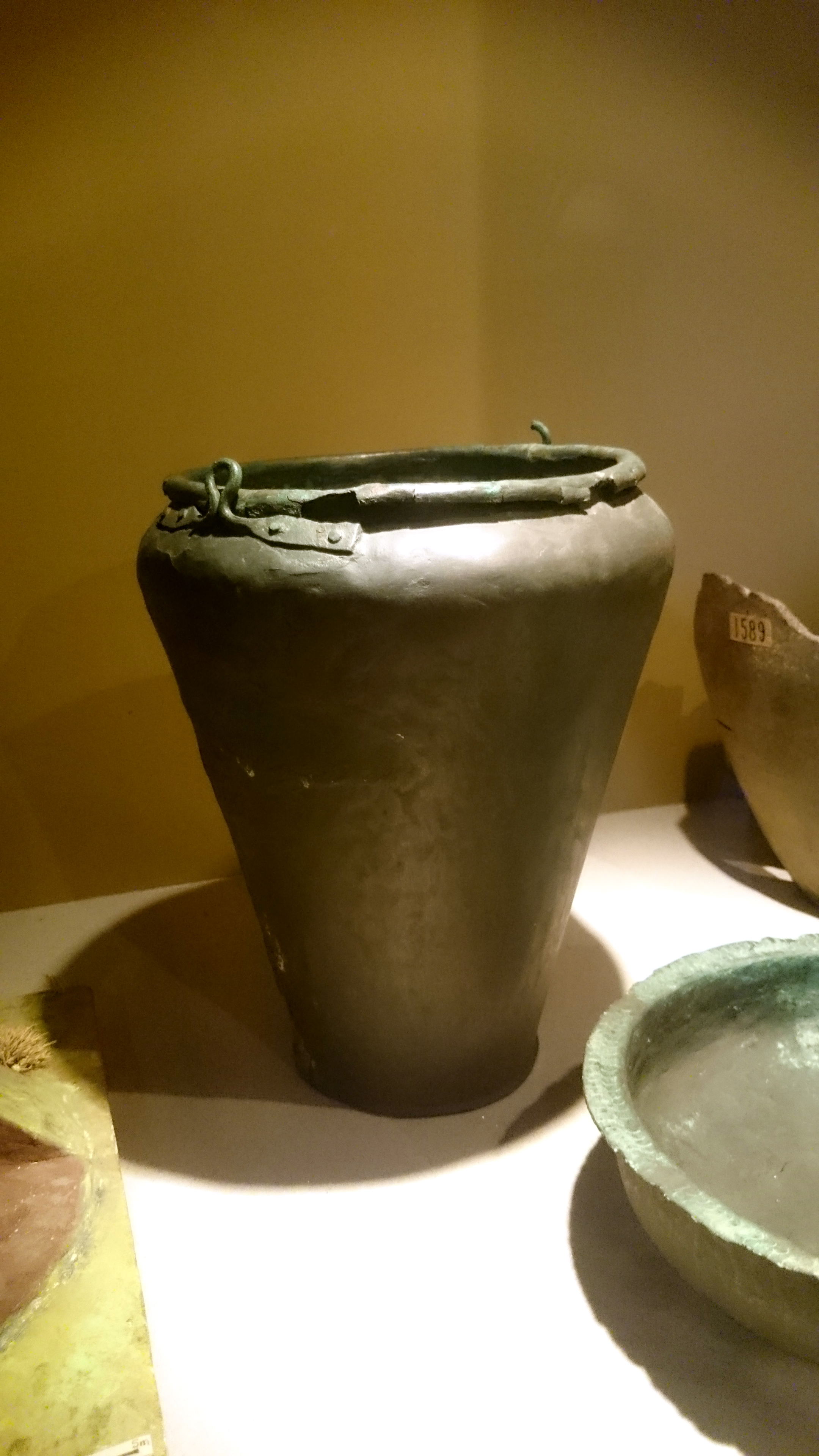
Situle importée de type Rhénano-Tessinoise trouvée dans une tombelle située à proximité.

#### Pont suspendu
Restauré en 2006, le vieux pont suspendu du Bono est l'un des deux derniers ouvrages de ce type encore en service en France. Il est inscrit à l’inventaire des monuments historiques. Construit entre 1838 et 1840, il a subi de nombreuses périodes de fermeture et de réparation. D'une longueur de 96 m, ce pont enjambe la rivière du Bono près du port du Bono, et permet aux promeneurs de rejoindre la chapelle de Saint-Avoye toute proche sur la commune de Pluneret.

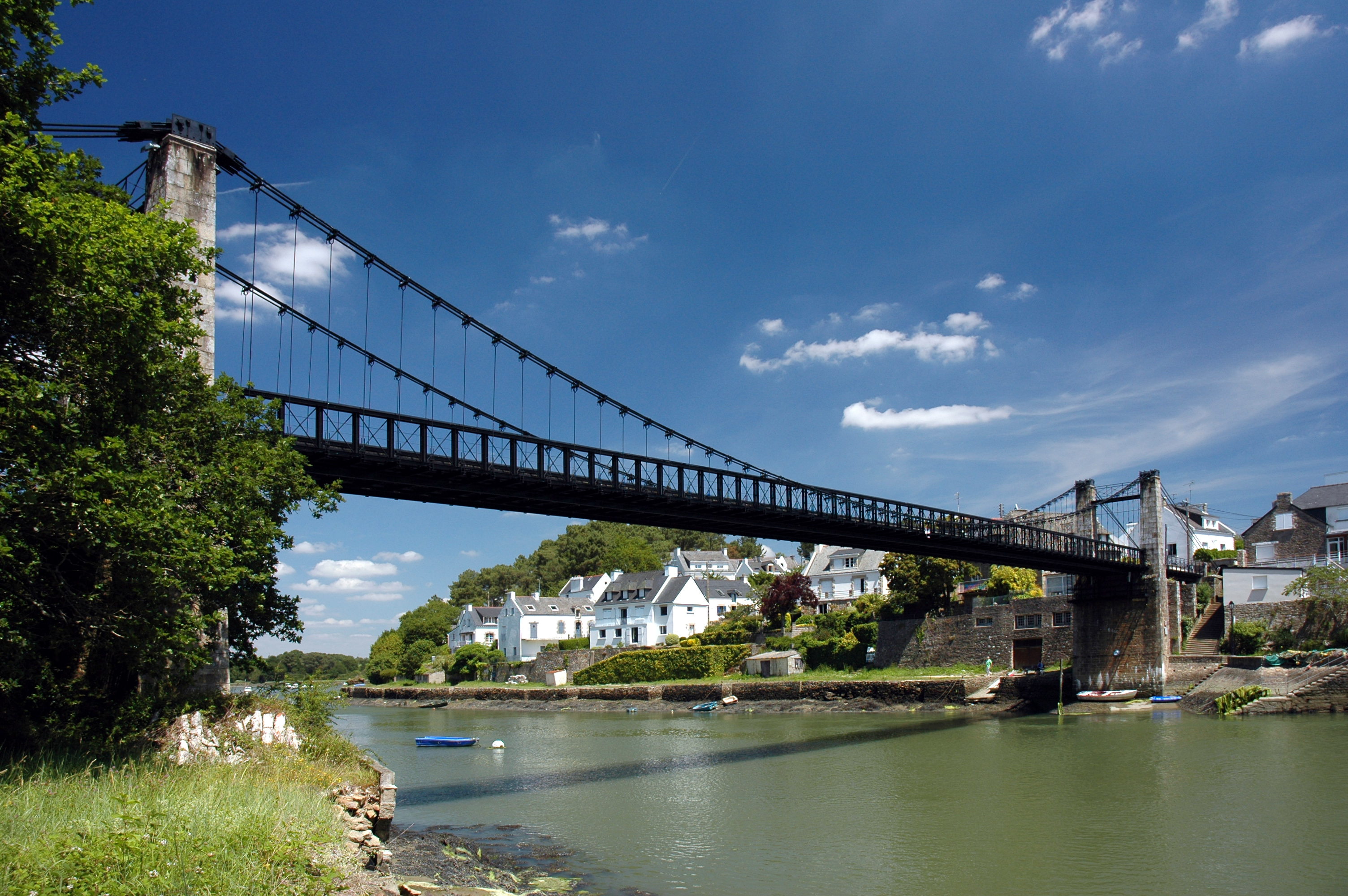
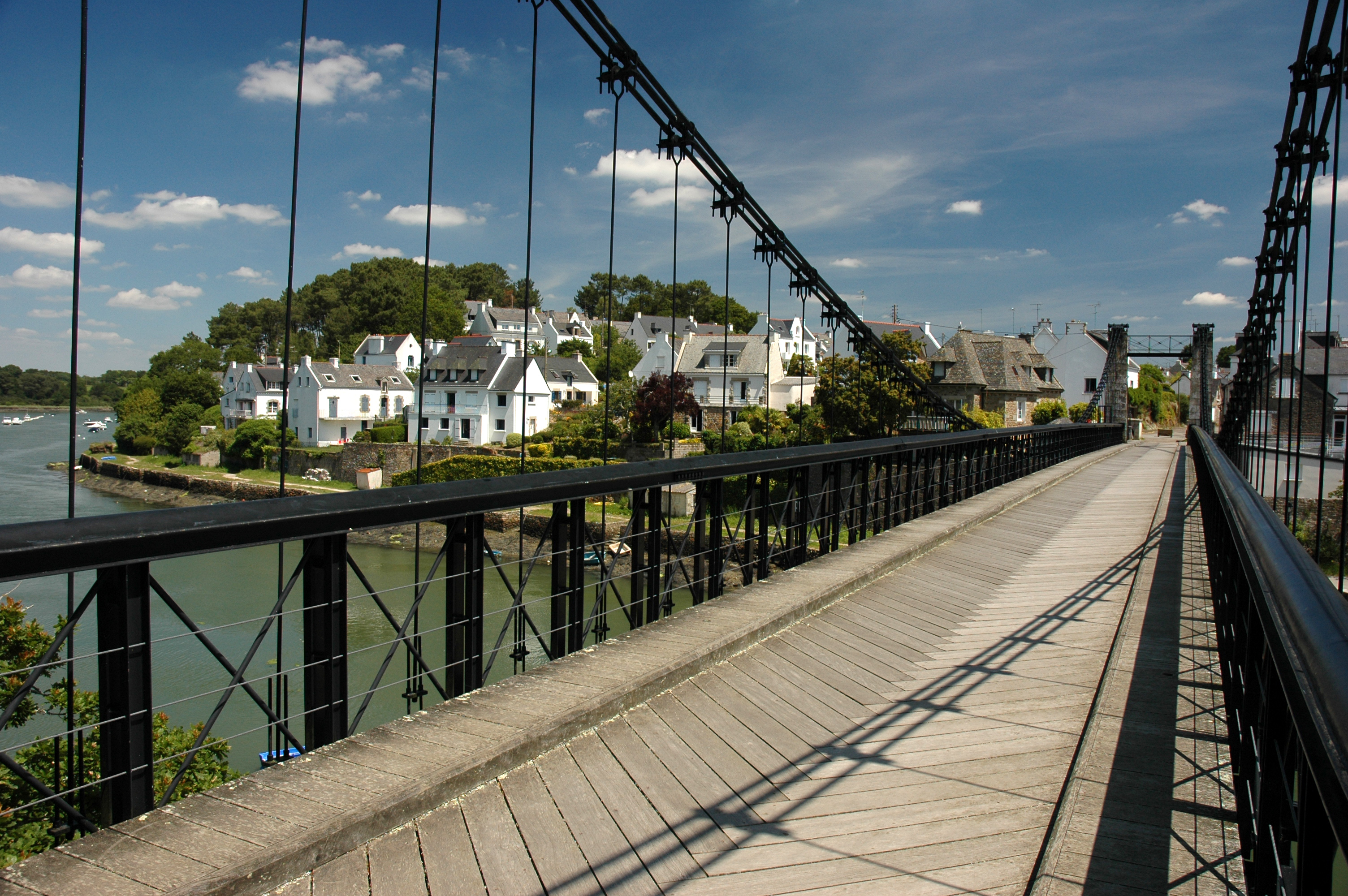
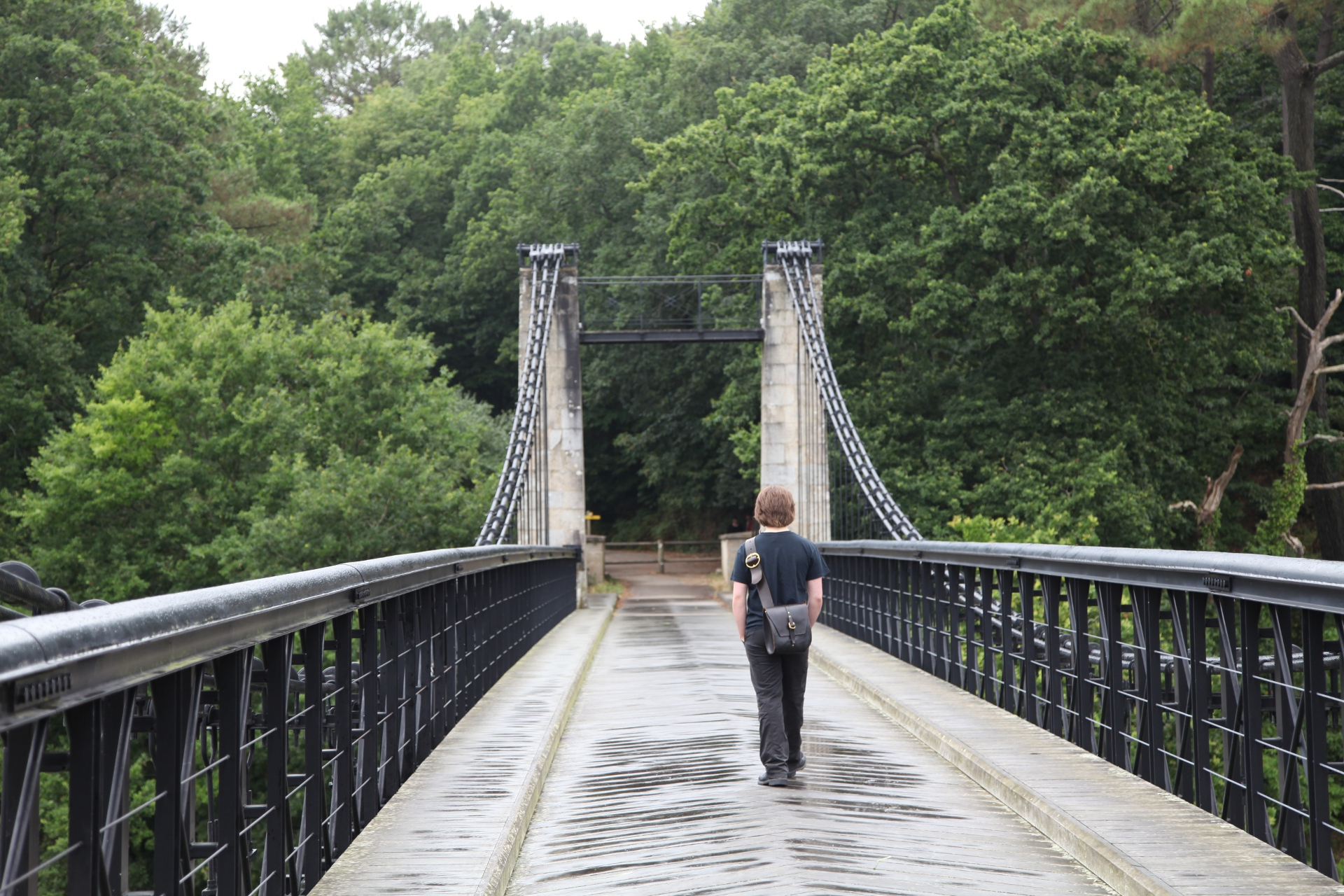

#### Pont Joseph-Le-Brix

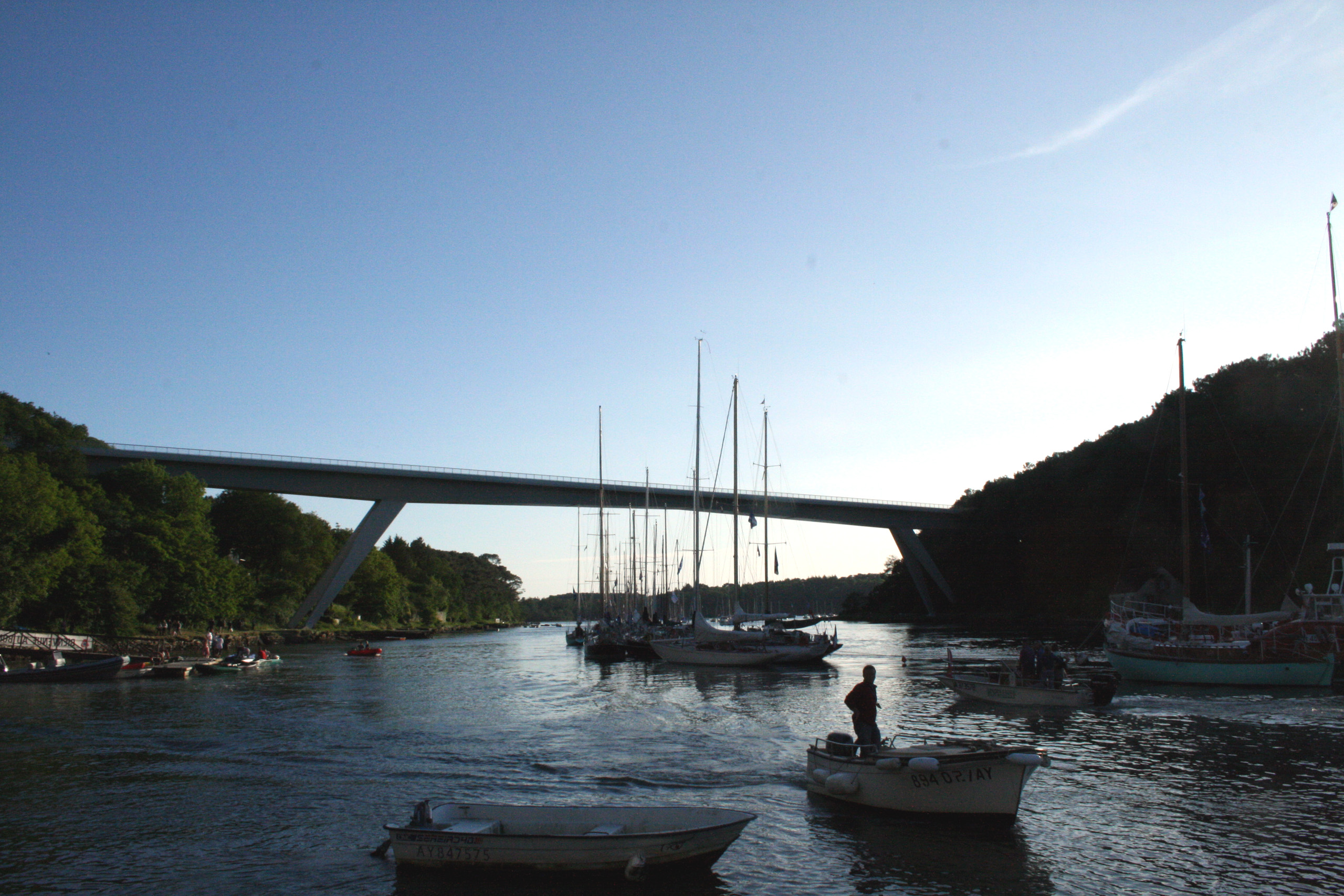
Pont Joseph-Le-Brix (1969).

En 1969, un nouveau pont est inauguré pour remplacer le pont suspendu du Bono, dont le gabarit trop faible ne convenait plus au trafic routier. Ce pont à béquilles en acier est nommé en l'honneur de Joseph Le Brix, aviateur originaire de la commune voisine de Baden. Il possède un tablier de 286 mètres de long pour 10 mètres de large et une hauteur de 26 mètres au-dessus de la rivière du Bono.

#### Chapelle Notre-Dame de Béquerel

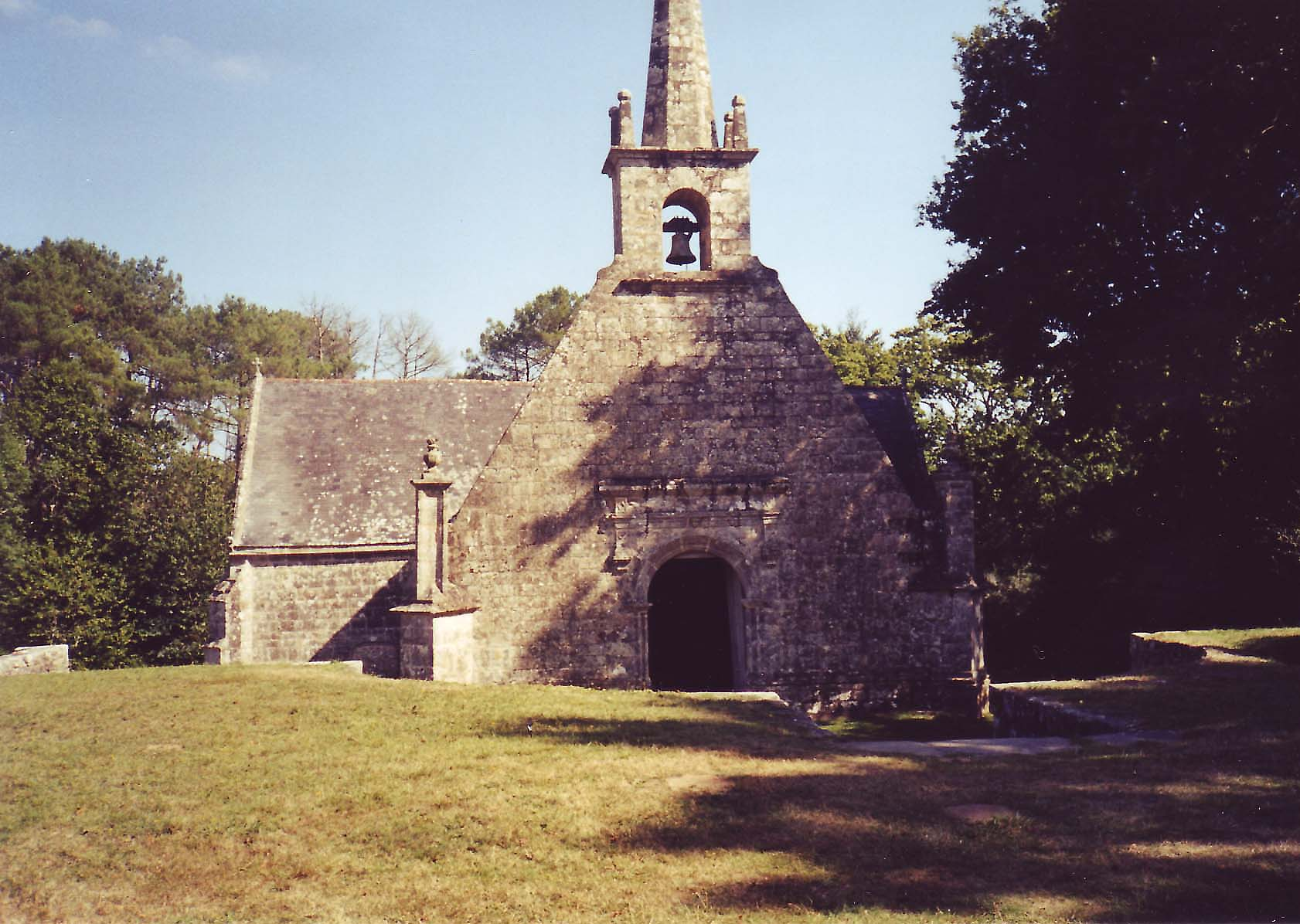
Notre-Dame de Becquerel.

Chapelle située entre Le Bono et Plougoumelen, Notre-Dame de Becquerel est un édifice du XVIe siècle. L'autel a été construit sur une source, probablement lieu de culte antique car on prêtait à cette eau une vertu curative contre les maux de bouche. La chapelle, l'enclos et la fontaine (XIVe siècle), implantée directement dans le mur de la chapelle, sont classés à l'inventaire des monuments historiques depuis 1925. Notre-Dame de Béquerel est un ancien lieu de pèlerinage, où on venait pour retrouver le corps d'un marin disparu ou avoir des nouvelles d'un proche parti au loin.
Actuellement, une association de protection de la chapelle assure son renouveau par l'organisation de pardons, messes et événements culturels (concerts).

#### Autres monuments
- Sept sépultures, de l'âge du fer.
- Moulin à marée de Kervilio (1455).

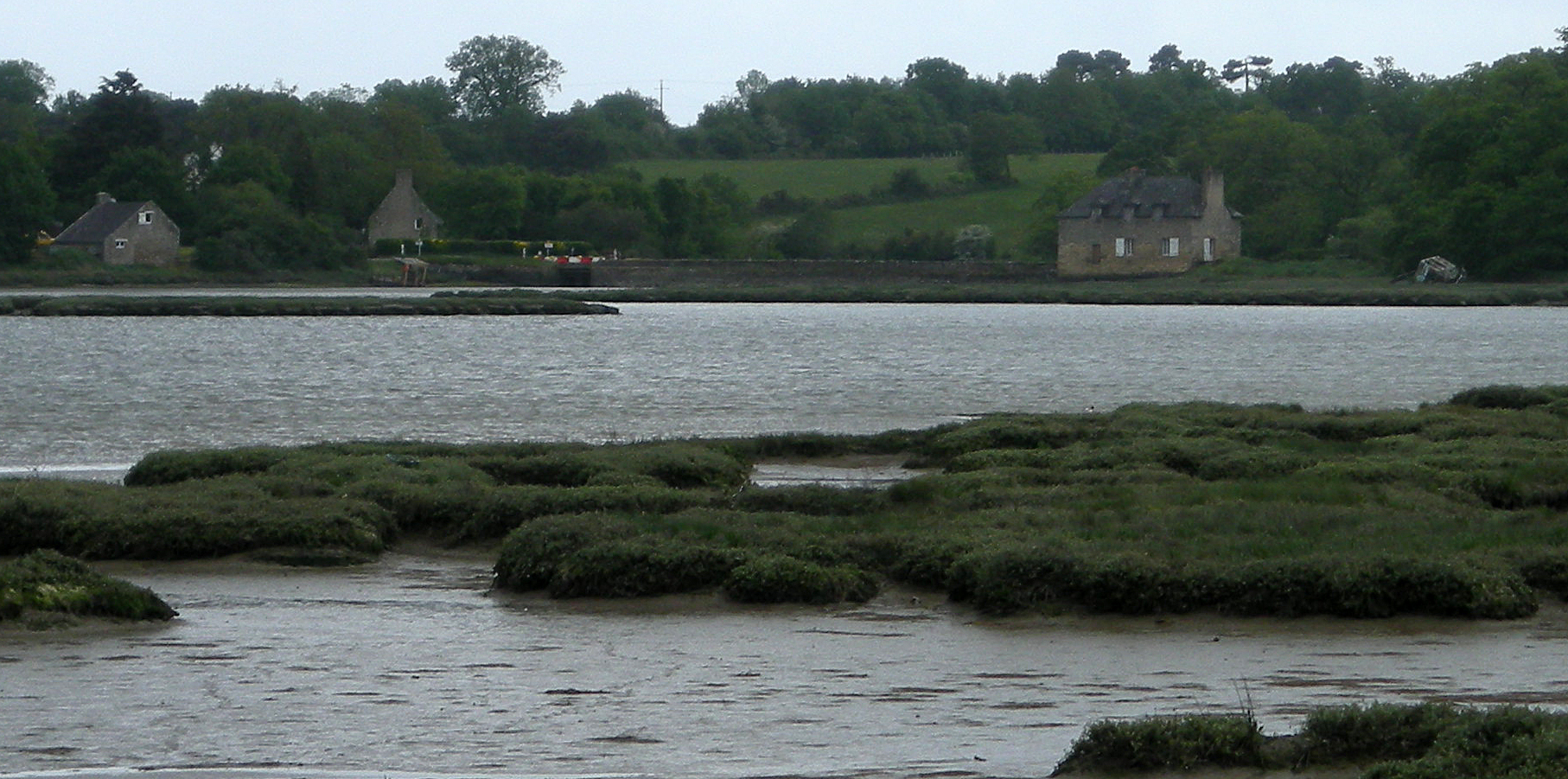
Le moulin à marée de Kerlivio et ses environs.
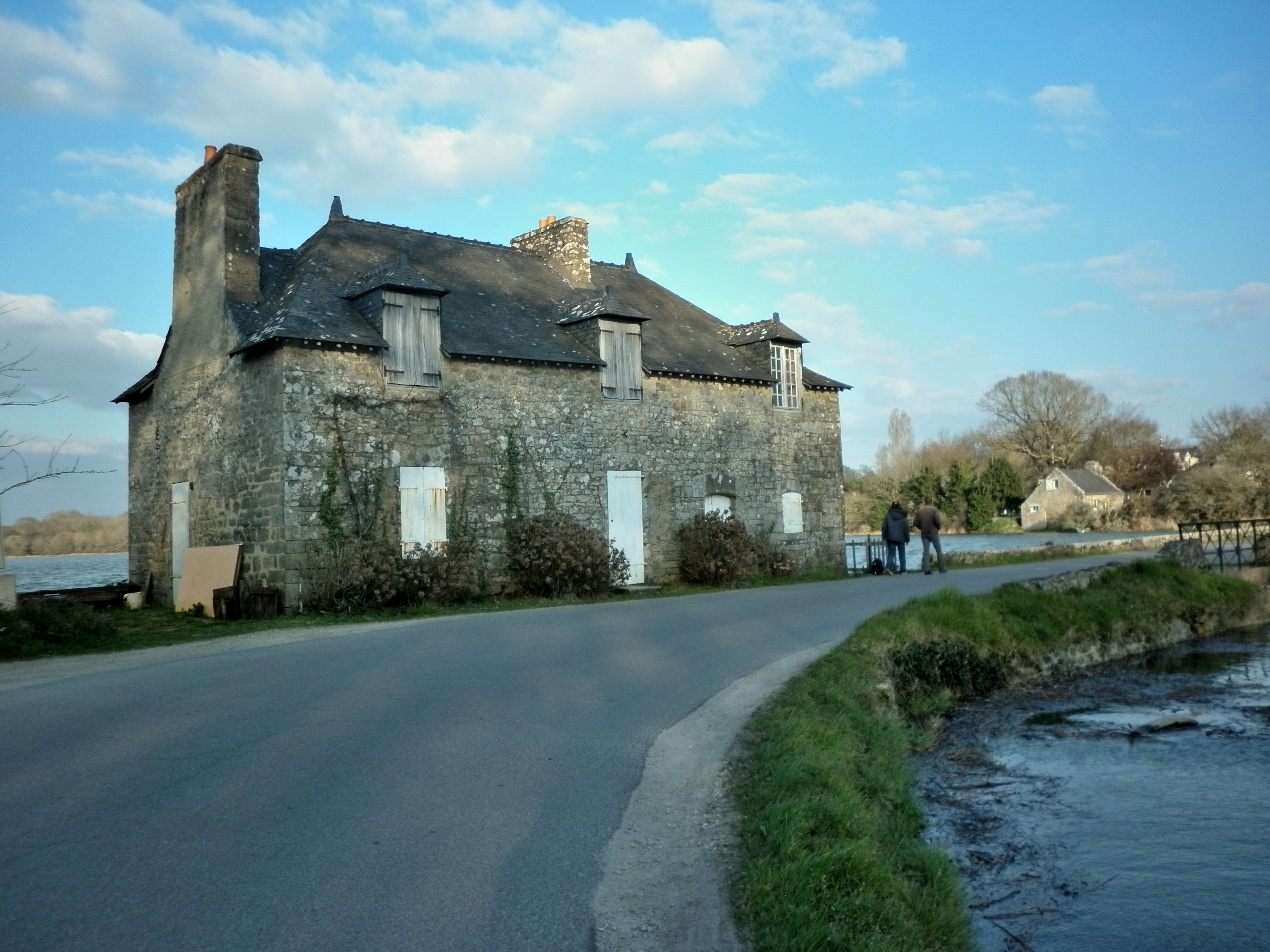
Le moulin à marée de Kerlivio vu de près.

- Église Stella-Maris, construite entre 1956 et 1966.

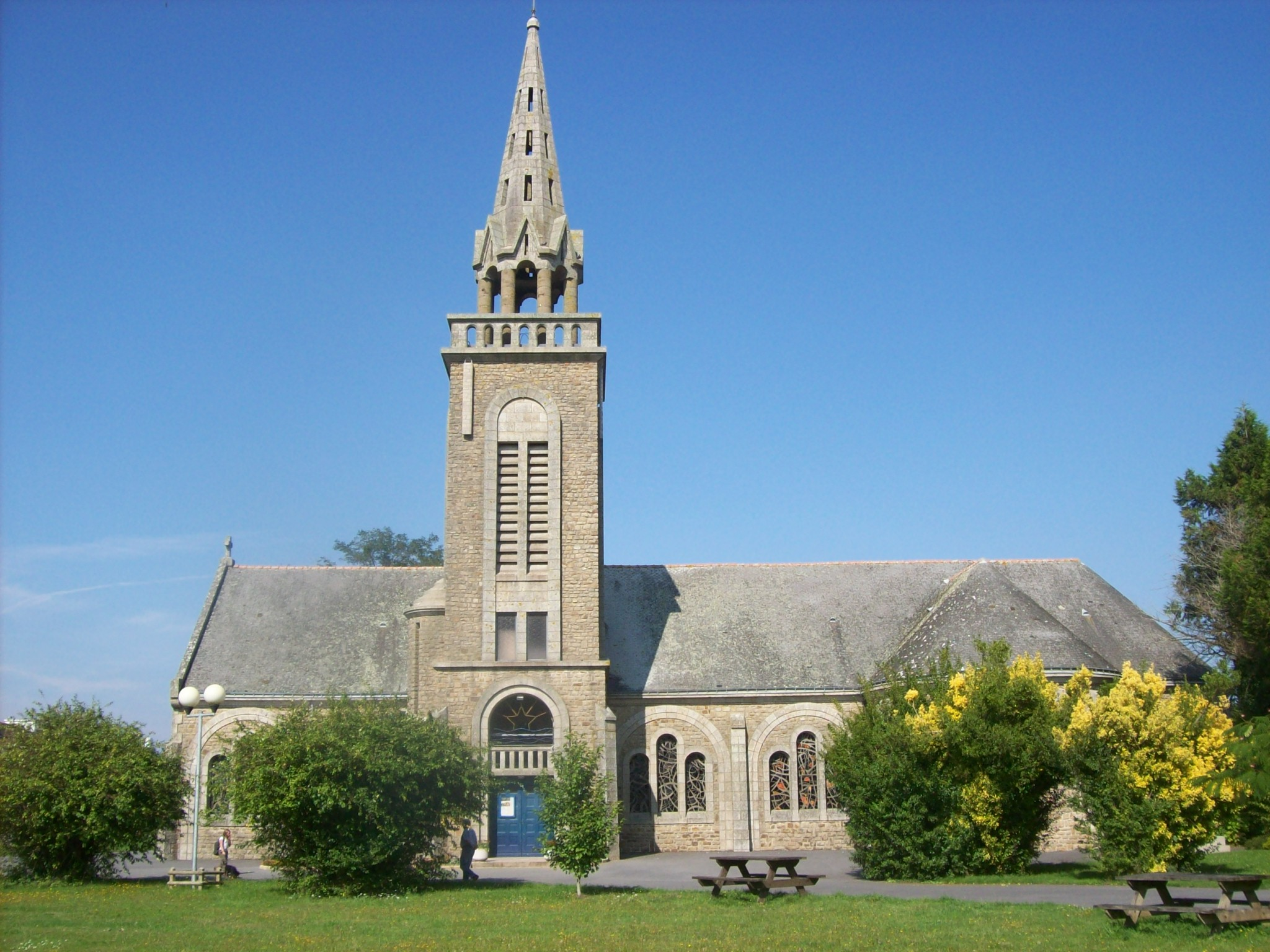
L'église paroissiale Stella Maris du Bono : vue extérieure d'ensemble.
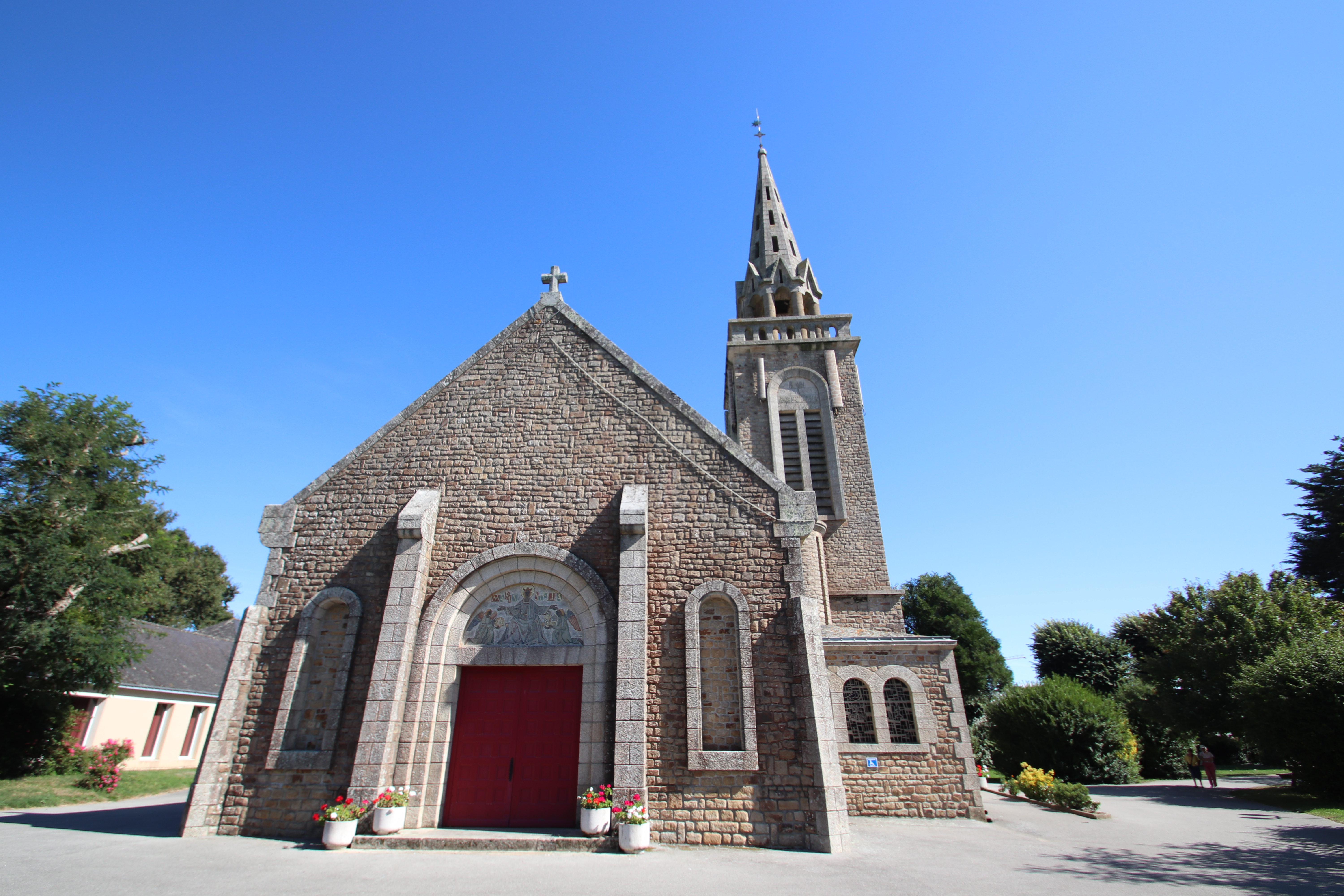
L'église paroissiale Stella Maris du Bono : la façade.
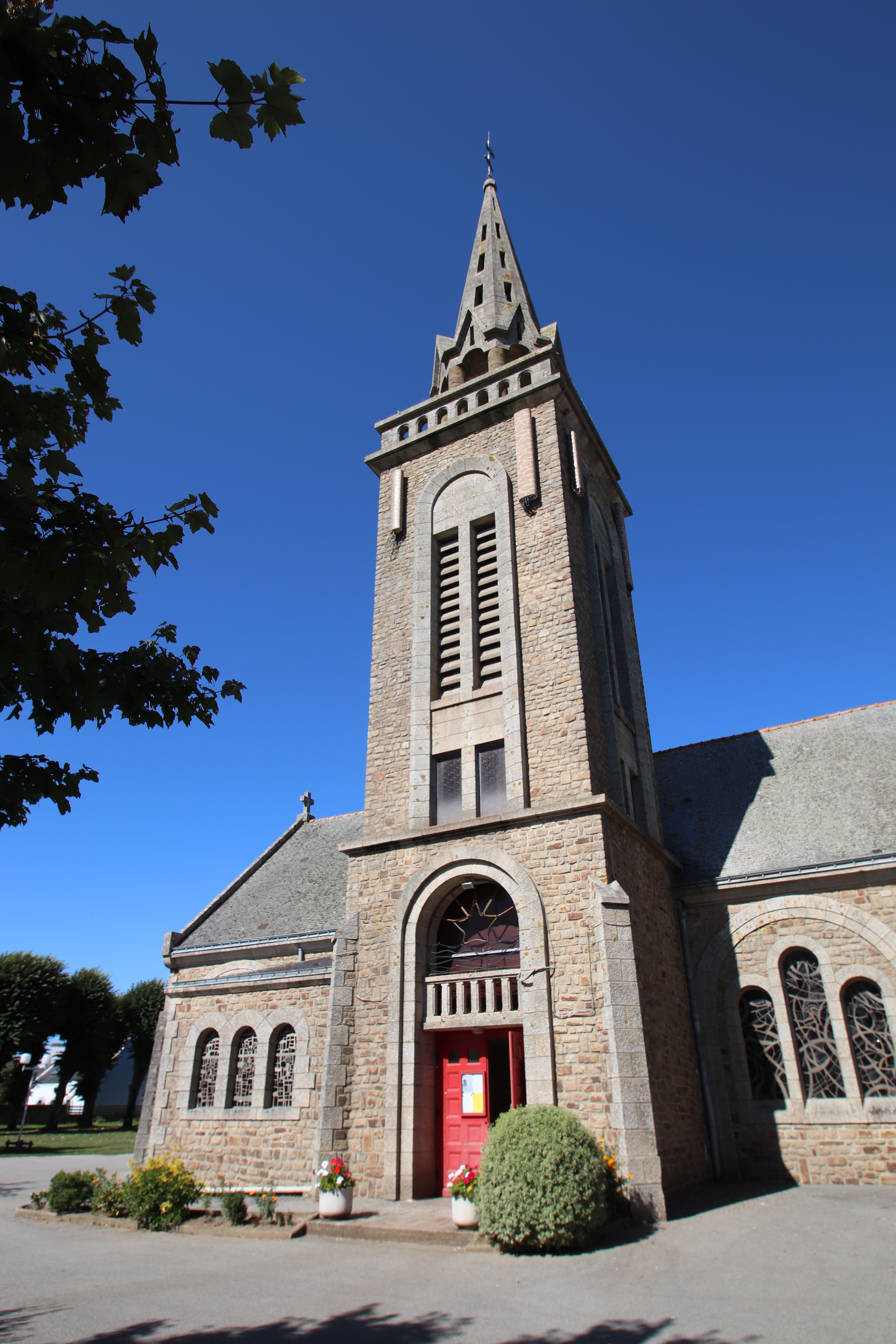
L'église paroissiale Stella Maris du Bono : le clocher.

- Le manoir de Kerdréan, construit au XIIIe siècle comme résidence d'été des évêques de Vannes ; il a été transformé en château-hôtel sous le nom "Domaine des Abbatiales".

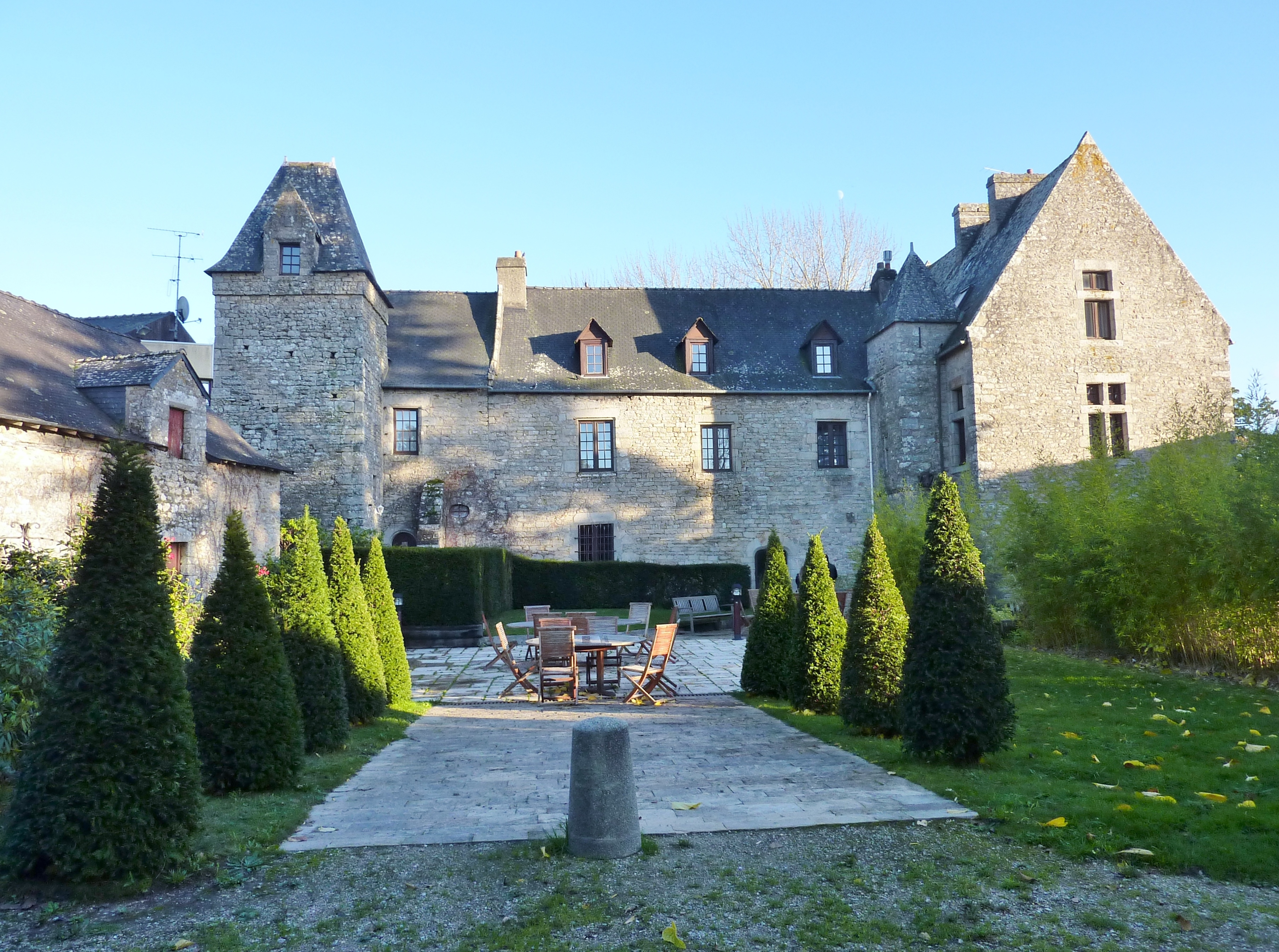
Le château-hôtel "Domaine des Abbatiales" (ancien château de Kerdréan).

- Le moulin de Kervilio : reconstruit au XIXe siècle à l'emplacement d'un moulin daté de 1456, qui avait été édifié après un accord entre les seigneurs de Pontsal et de Kervilio ; c'est désormais un atelier d'ébénisterie[86].

### Jardins de mémoire
Les « Jardins de mémoire », créés en 1998, s'étalent sur 45 hectares le long de la rivière d'Auray entre Le Bono et Pluneret (dans la commune de Pluneret) ; ce cimetière privé unique au monde accueille au pied des arbres (chaque famille achète un arbre) les cendres de 2 000 défunts d'environ 700 familles. La SARL qui gère le domaine a été placée en redressement judiciaire en 2020
.

### Langue bretonne
L’adhésion à la charte Ya d’ar brezhoneg a été votée par le conseil municipal le 17 novembre 2008.

### Le Bono et le cinéma
Une scène du film L'Homme qui voulait vivre sa vie est tournée au Bono.

## Personnalités liées à la commune

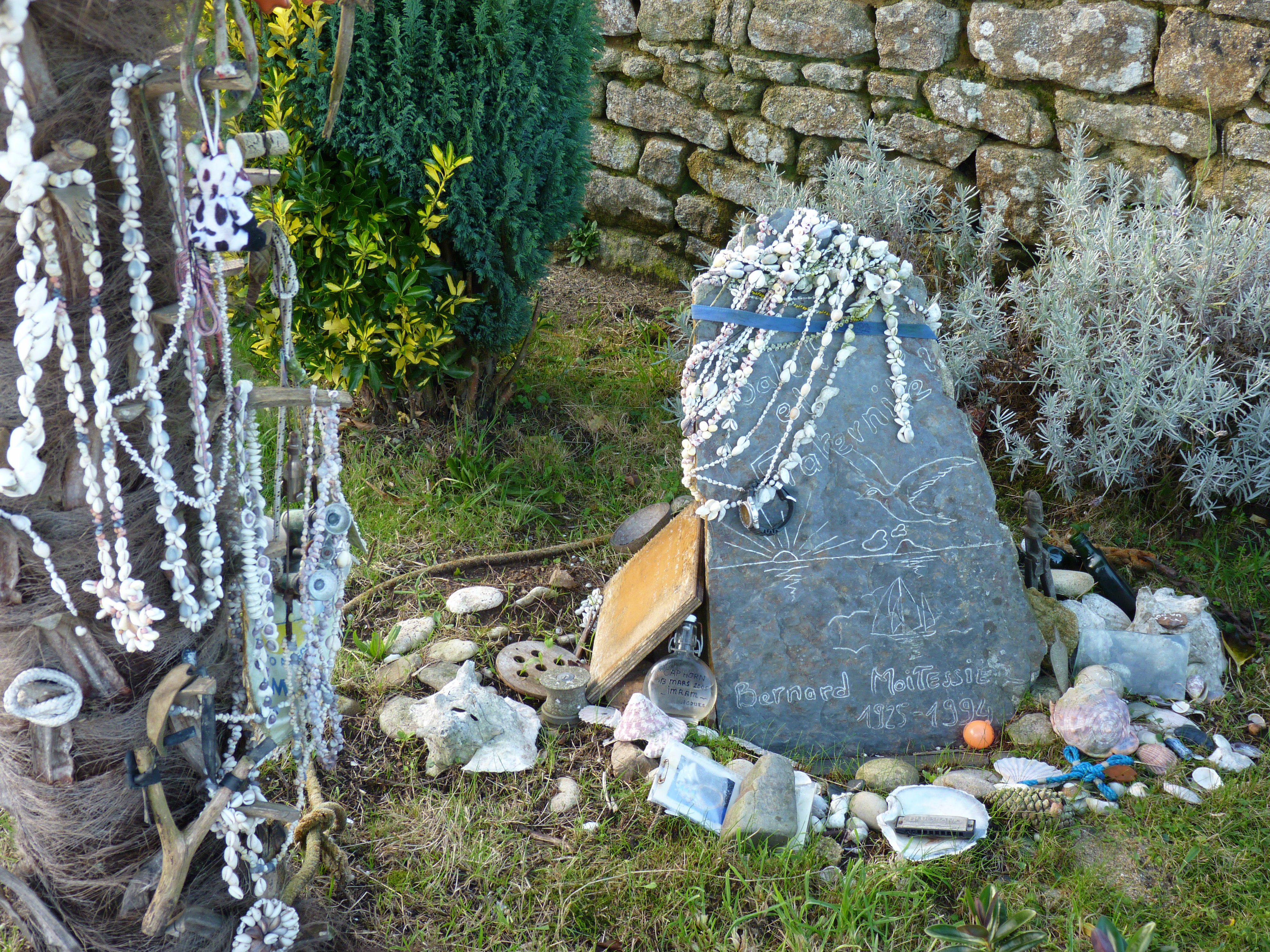
Tombe de Bernard Moitessier dans le cimetière du Bono.

- Le navigateur Bernard Moitessier, décédé en 1994, est enterré dans le cimetière municipal.
- La journaliste Lise Blanchet y a pris sa retraite.
- L'écrivain Stéphane Crémer y a installé son atelier Droit à l'image en 2012.